# Straßenbahn Erfurt
Die Straßenbahn Erfurt ist das Rückgrat des öffentlichen Personennahverkehrs in der thüringischen Landeshauptstadt Erfurt. Das meterspurige Netz der Erfurter Verkehrsbetriebe (SWE EVAG) mit sechs Linien hat eine Streckenlänge von 45,2 km, gehört damit hinsichtlich des Umfanges zu den mittelgroßen Straßenbahnbetrieben in Deutschland und hatte 2016 etwa 105.000 Fahrgäste je Tag. Es verläuft außerhalb der Innenstadt weitgehend auf vom Individualverkehr unabhängigen Gleisen (72 % des Gesamtnetzes) und wird von den Verkehrsbetrieben als Stadtbahn Erfurt bezeichnet.

## Geschichte

### Die Anfänge als Pferdestraßenbahn (1883–1894)

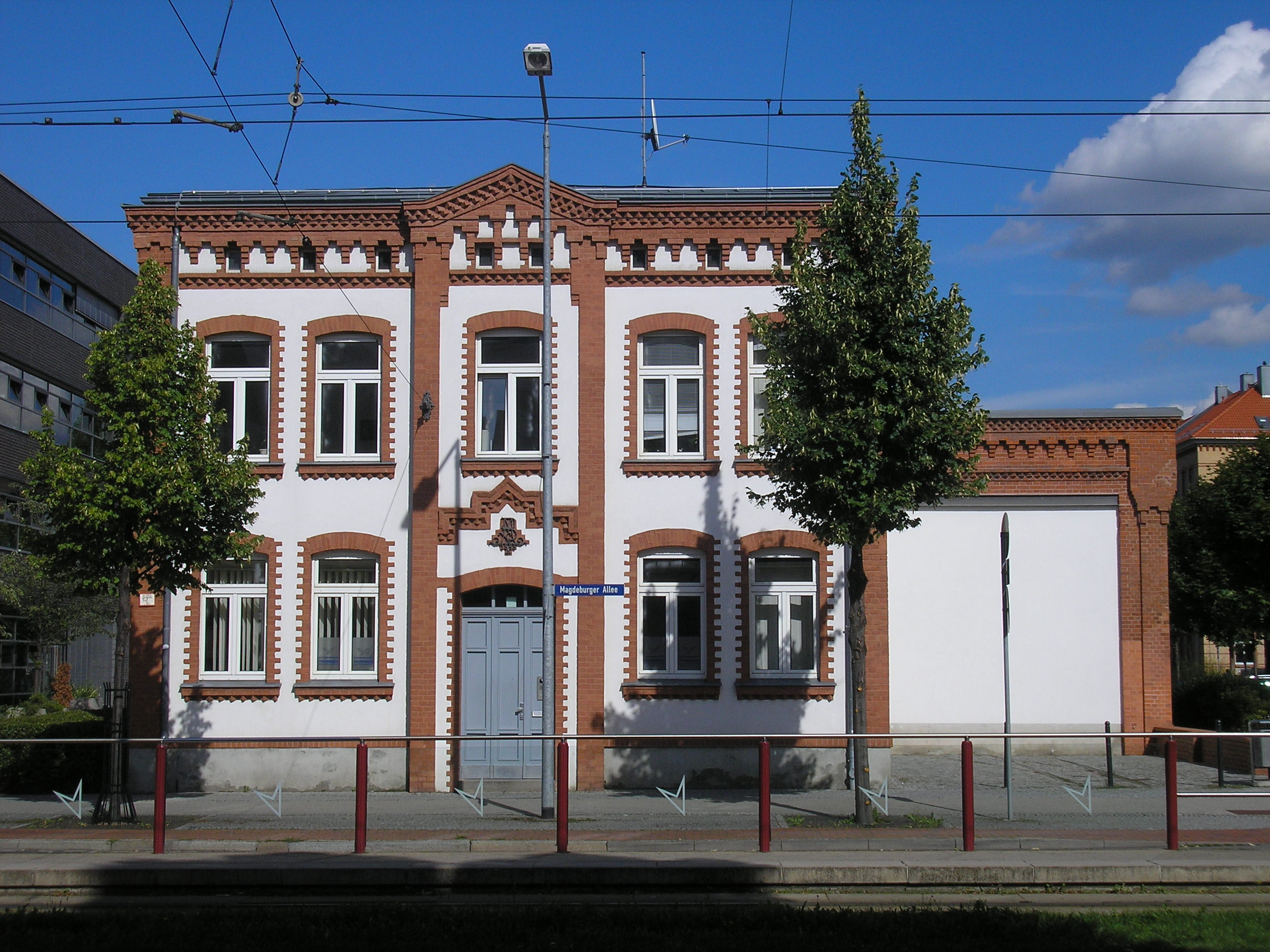
Das Gebäude der Straßenbahnverwaltung von 1883

Bis 1873 war Erfurt eine Festungsstadt, deren Grenze die Stadtbefestigung aus dem 15. Jahrhundert war. Als die Mauern abgerissen wurden, konnte sich die Stadt auch nach außen ausdehnen und wachsen, womit die Entfernungen größer wurden und sich die Frage nach einem öffentlichen Nahverkehrssystem stellte. So kamen ab 1880 erste Pläne zum Bau einer Straßenbahn auf, die vor allem vom Erfurter Bürgermeister Richard Breslau und dem Bürgermeister Ilversgehofens, Friedrich Filß vorangetrieben wurden. Dem damaligen Stand der Technik entsprechend, wurde bis 1883 eine Pferdestraßenbahn erbaut, die zu Pfingsten des gleichen Jahres (13. Mai 1883) in Betrieb genommen wurde. Die Betriebsführung oblag der Erfurter Straßenbahn AG, einer privaten Aktiengesellschaft. Auf den drei Linien fuhren im 5-Minuten-Takt (dichtester Takt) bis 20-Minuten-Takt (dünnster Takt) Pferdebahnen des dänischen Herstellers Scandia A/S aus Randers, die nicht an Haltestellen, sondern auf Zuruf hielten. Wenig später wurden dann allerdings Haltestellen eingeführt, um für höhere Sicherheit zu sorgen. Der Betriebshof wurde an der Magdeburger Allee eingerichtet. Die Rote Linie verkehrte vom Ilversgehofener Platz über den Anger, die Regierungsstraße und die Pförtchenstraße zur Steigerstraße (damals war die Endhaltestelle nach dem dortigen Ausflugslokal „Flora“ benannt). Die Grüne Linie fuhr vom Anger über den Hirschgarten und die Löberstraße zur heutigen Thüringenhalle (damals hieß die Endhaltestelle noch „Schießhaus“) und wurde bereits im Spätherbst 1883 eingekürzt, dann begann sie nicht mehr am Anger, sondern am Hirschgarten. Um die Steigung auf der Arnstädter Straße zu bewältigen, mussten in der Löberstraße zusätzliche Pferde vorgespannt werden. Die dritte Linie war als Gelbe Linie geplant, ging dann allerdings als Weiße Linie in Betrieb und führte vom Andreastor über Domplatz und Anger zum Hauptbahnhof.

### Die elektrische Straßenbahn bis zum Ersten Weltkrieg (1894–1918)
Inzwischen war Erfurt von 55.000 Einwohnern auf 76.000 Einwohner angewachsen und die Pferdestraßenbahn konnte den Verkehrsbedürfnissen nicht mehr gerecht werden. Deshalb wurde am 6. September 1893 ein Kaufvertrag mit der Union-Elektricitäts-Gesellschaft (später AEG) aus Berlin geschlossen, die die Bahn für 310.000 Mark kaufte und bis 1894 elektrifizierte. So fuhr drei Jahre nach der Eröffnung der ersten elektrischen Straßenbahn in Halle auch in Erfurt eine durch Strom angetriebene Straßenbahn. Erste Probefahrten wurden am 28. Mai 1894 durchgeführt, bevor am 1. Juni 1894 der elektrische Regelbetrieb begann. Allerdings erfolgte der Wechsel nicht abrupt, sondern über einige Monate hinweg bis zum 20. August 1894. Einige der alten Pferdebahnwagen wurden zu elektrischen Trieb- oder Beiwagen umgebaut. Das Straßenbahnnetz war noch immer eingleisig mit Ausweichstellen angelegt, was sich als äußerst hinderlich erwies. So begann 1912 der stufenweise Ausbau aller Strecken auf zwei Gleise. Da der Anschluss verschiedener Vororte, etwa Hochheim oder Melchendorf ans Straßenbahnnetz nicht rentabel erschien, wurde bis 1913 ein Plan für ein ergänzendes Omnibusnetz erstellt. Dessen Realisierung sowie den weiteren Ausbau des Straßenbahnnetzes verhinderte jedoch der Ausbruch des Ersten Weltkriegs 1914. Im Krieg diente die Straßenbahn auch dem Transport von Soldaten, Gütern und Verwundeten (hierfür wurden Lazarettwagen eingerichtet) vom und zum Hauptbahnhof, dem Krankenhaus in der Nordhäuser Straße und den Kasernen am Südrand der Stadt. Eine Fahrt kostete damals 12 Pfennige, ein Tarif, der bis zum Ende der DDR 1989 Gültigkeit besaß.

### Die Entwicklung der Straßenbahn zwischen den Weltkriegen (1918–1945)

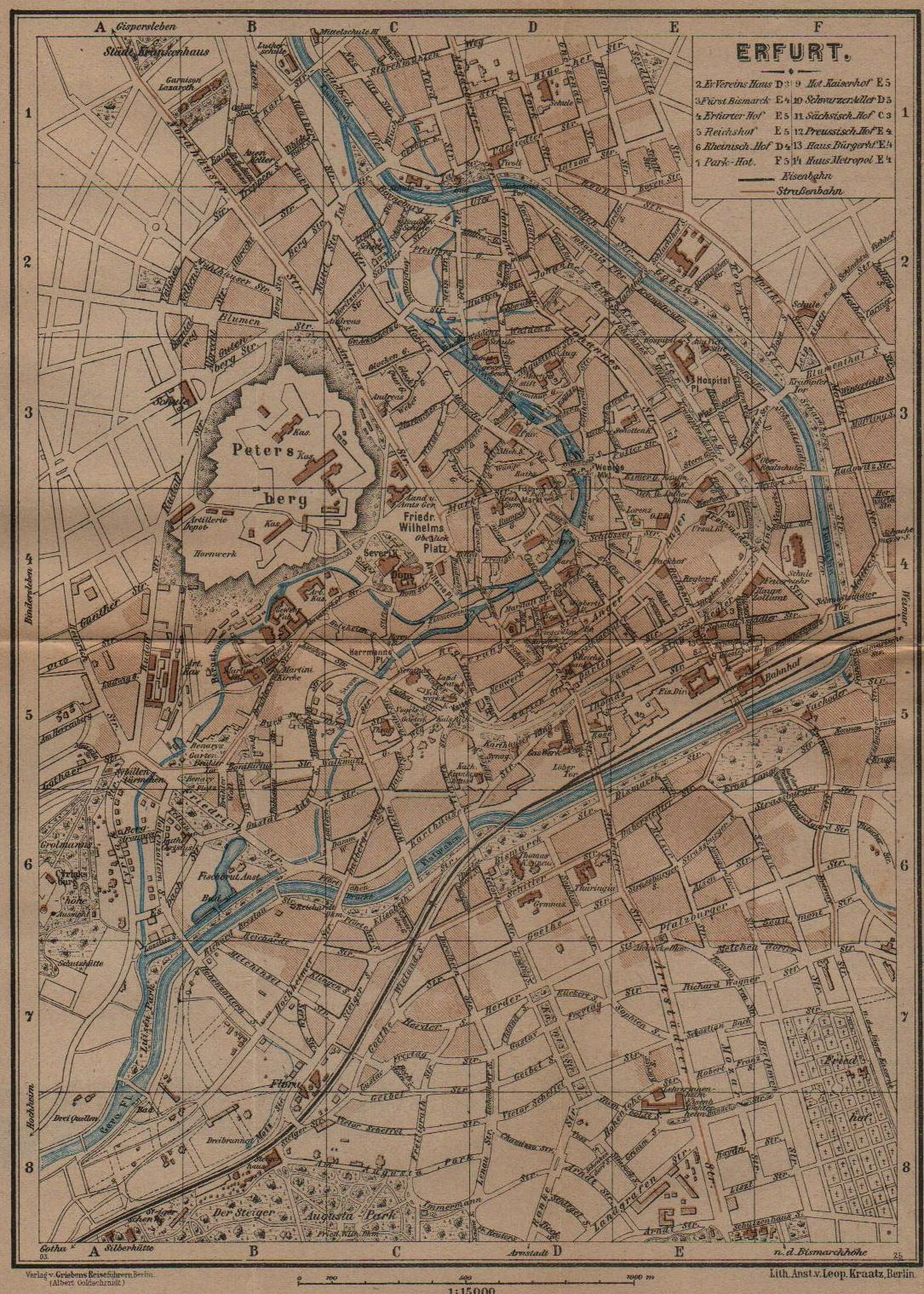
Stadtplan von 1925 mit Straßenbahnstrecken

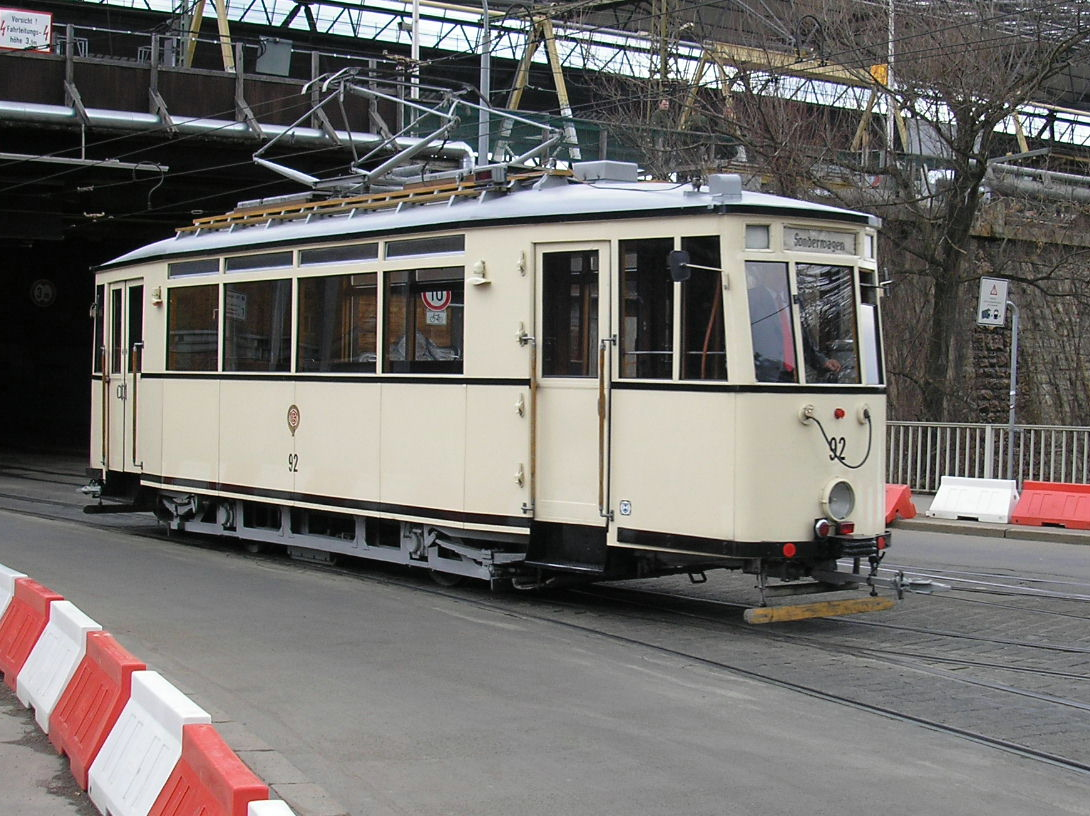
Ein Erfurter Standardwagen (Baujahr 1938) am Hauptbahnhof

1920 erwarb die Stadt Erfurt die Mehrheit der in finanzielle Schieflage geratenen Erfurter Elektrischen Straßenbahn AG, womit die Straßenbahn in städtisches Eigentum überging. Dieser Schritt war in der damaligen Zeit üblich und vollzog sich auch in den meisten anderen deutschen Städten (z. B. kommunale Übernahme der Leipziger Verkehrsbetriebe 1919). Eine neue Farbgebung erhielten die Straßenbahnen 1921. Bisher waren sie rot und beige, jetzt wurden die Wagen in weiß lackiert und erhielten schwarze Zierstreifen, was bis 1957 so beibehalten wurde. In der Zeit zwischen 1918 und 1922 wurden einige Straßenbahnabschnitte abgebaut, im Sinne der Entmilitarisierung besonders solche, die zu Kasernen führten, aber auch solche, die unrentabel geworden waren. Erst 1924 konnte wieder investiert werden, vor allem in den weiteren zweigleisigen Ausbau des Netzes, der 1930 abgeschlossen wurde, und in die Beschaffung neuer Fahrzeuge. 1925 griff man auch die Pläne der Vorkriegszeit für ein ergänzendes Omnibusnetz wieder auf und eröffnete erste Strecken. Die Erfurter Straßenbahn wuchs, wie die inzwischen 140.000 Einwohner zählende Stadt, weiter, sodass 1930 der zweite Betriebshof an der Nordhäuser Straße eingeweiht wurde. Im gleichen Jahr wurden die bisher nach Farben benannten Linien auf ein Nummernsystem umgestellt.
Nach der Machtergreifung der Nationalsozialisten 1933 wurde zunächst bis 1935 die 1918 abgebaute Straßenbahnstrecke zur Jägerkaserne im Süden der Stadt wiederhergestellt, außerdem wurden Strecken zu den beiden Flugplätzen der Stadt in Bindersleben und am Roten Berg projektiert, deren Bau jedoch nicht vollzogen wurde. Ab 1936 wurden alle Fahrzeuge für die Straßenbahn bei der Gothaer Waggonfabrik bezogen, die billiger und zuverlässiger produzierte als andere Wagenhersteller. Bis 1944 wurden so 37 neue Trieb- und zwölf Beiwagen erworben, die auch als Erfurter Standardwagen bekannt sind. Außerdem erhielten in dieser Zeit die ersten Weichen einen elektrischen Antrieb, was den Betrieb vereinfachte. 1936 begannen Angestellte der Straßenbahn mit Überlegungen zur Konstruktion von Einheitstriebwagen, die nach dem Krieg fortgesetzt wurden und 1957 mit dem ersten Gothawagen Realität wurden. So wurde aus einer Kooperation der Erfurter Straßenbahn mit der Gothaer Waggonfabrik der DDR-Einheitstriebwagen, der bis zur Ablösung durch Tatra-Straßenbahnen 1967 das Bild der Straßenbahnen in der DDR prägte. Ende der 1930er-Jahre begann man auch mit dem Bau erster Wendeschleifen an den Streckenenden, die den Betrieb mit Einrichtungstriebwagen ermöglichen sollten. Im April 1945 wurde das Straßenbahnnetz durch Artilleriebeschuss beschädigt, sodass der Betrieb eingestellt werden musste.

### Die Straßenbahn bis zum ersten „Generalverkehrsplan“ (1945–1970)

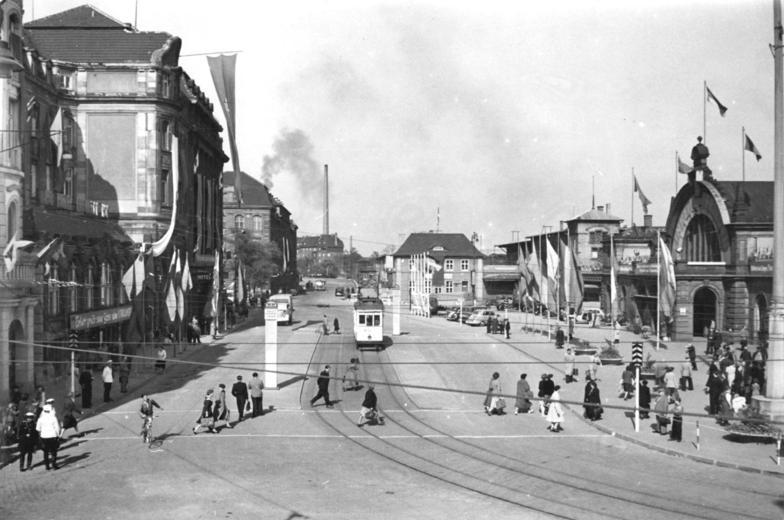
1955 fährt eine Bahn auf der Ostringtrasse über den Bahnhofsvorplatz

1946 wurde der Betrieb der Straßenbahn wieder aufgenommen, allerdings blieben Unsicherheiten durch ständige Stromabschaltungen bis 1951, die den Verkehr beeinträchtigten. Die Erfurter Straßenbahn diente in der Zeit nach dem Krieg auch zum Abtransport von Schutt aus der Innenstadt zu den Schuttplätzen am Stadtrand. Dafür wurden an Triebwagen Lorenwagen angehängt. Eine weitere ungewöhnliche Aufgabe war auch der Leichentransport per Straßenbahn-Leichenwagen zum Hauptfriedhof am westlichen Rand der Stadt. Weltweit gab es solche Leichenwagen nur in Erfurt und in Durban (Südafrika). 1948 wurde neben Straßenbahn und Omnibus ein drittes öffentliches Verkehrsmittel in Erfurt eingeführt: der Oberleitungsbus Erfurt, der bis 1975 betrieben wurde.
1951 wurde aus dem Kommunalen Wirtschaftsunternehmen der VEB Erfurter Verkehrsbetriebe. In den 1950er-Jahren setzte eine Erholung ein und die Straßenbahn erwirtschaftete steigende Gewinne. 1952 wurden die Beiwagen Nr. 232 bis 234 als erste Neubau-Einrichtungswagen beschafft und mit ihnen probeweise der Fahrgastfluss eingeführt. Es wurden nun auch die letzten Streckenenden mit Wendeschleifen versehen, dennoch wurde die Straßenbahn zunehmend als langsam und rückständig empfunden. Ihr Streckennetz wies noch ähnliche Strukturen wie zur Eröffnung 1883 auf und war im Wesentlichen auf die Innenstadt beschränkt, womit ein zeitgemäßer Betrieb schwierig wurde. Dies änderte sich erst mit den Generalverkehrsplänen der 1970er-Jahre, die einen Modernisierungsschub brachte. Der Sommerfahrplan 1968 sah folgendes Liniennetz vor (heutige Ortsbezeichnungen in Klammern):
| Linie | Strecke | Fahrzeit (min) | Stationen | Zugfolge (min) (HVZ/Mo–Fr tagsü.) |
| ----- | --- | -------------- | --------- | --------------------------------- |
| 1     | Erfurt-Nord (Nordbahnhof) ↔ Platz der Jungen Pioniere (Ilversgehofener Platz) ↔ Breitscheidstraße (Lutherkirche/SWE) ↔ Anger ↔ Theaterstraße / Neuwerkstraße ↔ Dalbergsweg | 20/19          | 15        | 31/6                              |
| 2     | iga ↔ Gothaer Platz ↔ Domplatz ↔ Anger ↔ Hauptbahnhof ↔ Am Stadtpark (Löberwallgraben)                                                                                     | 19/17          | 9         | 15/15                             |
| 3     | Kliniken der Medizinischen Akademie (Universität) ↔ Domplatz ↔ Anger ↔ Hauptbahnhof ↔ Käthe-Kollwitz-Straße                                                                | 20             | 13        | 3–62/6                            |
| 4     | Breitscheidstraße ↔ Leipziger Straße ↔ Hauptbahnhof ↔ Klement-Gottwald-Straße (Kaffeetrichter) ↔ Thüringenhalle                                                            | 19             | 14        | 3–63/6                            |
| 5     | Hauptfriedhof ↔ Westbahnhof ↔ Gothaer Platz ↔ Domplatz ↔ Anger ↔ Hauptbahnhof ↔ Klement-Gottwald-Straße (Kaffeetrichter) ↔ Steigerstraße                                   | 24/25          | 17/16     | 3–6,54/6,5                        |

1 Der Abschnitt Eichenstraße – Dalbergsweg wurde auch im Berufsverkehr nur im 6-Minuten-Takt bedient.
2 Der Abschnitt Hauptbahnhof – Käthe-Kollwitz-Straße wurde auch im Berufsverkehr nur im 6-Minuten-Takt bedient. Die Zusatzzüge fuhren über Hauptbahnhof weiter bis Am Stadtpark (Löberwallgraben).
3 Der Abschnitt Am Stadtpark – Thüringenhalle wurde auch im Berufsverkehr nur im 6-Minuten-Takt bedient.
4 Die Abschnitte Hauptfriedhof – Gothaer Platz (Schleife Ludwigstraße) und Am Stadtpark – Steigerstraße wurden auch im Berufsverkehr nur im 6,5-Minuten-Takt bedient. Der ungewöhnliche 6,5-Minuten-Takt war noch bis 1978 auf mehreren Straßenbahnlinien zu finden, im Busliniennetz sogar noch bis 1990.

### Der Ausbau zur Schnellstraßenbahn in die neuen Plattenbaugebiete (1970–1992)

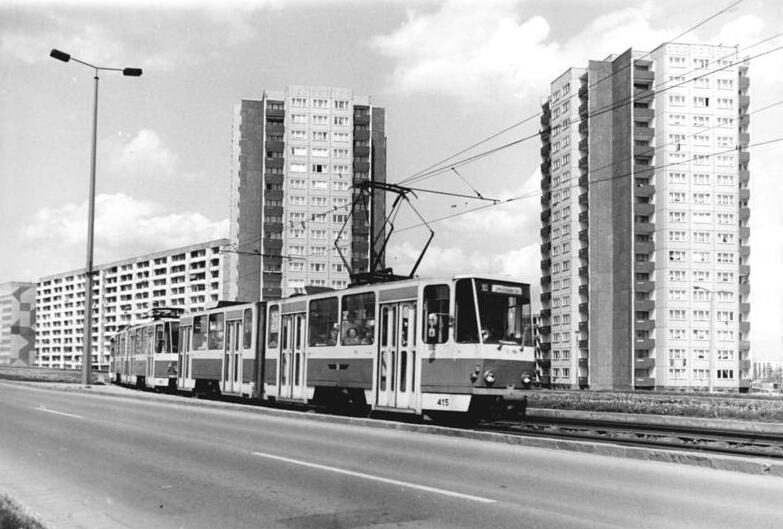
Die ersten Neubaustrecken waren 1983 bereits fertiggestellt

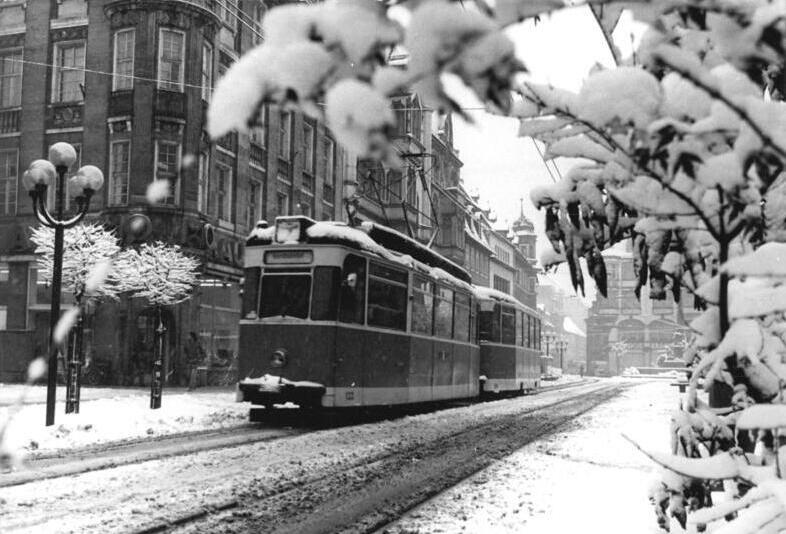
1984 waren noch Gothawagen im Einsatz

Einen bedeutenden Eingriff in die Stadtstruktur Erfurts stellte die Errichtung der Wohngebiete Erfurt-Nord (50.000 Einwohner) und Erfurt-Südost (40.000 Einwohner) in den 1970er- und 1980er-Jahren dar. Dadurch verschoben sich die Verkehrsbedürfnisse erheblich, worauf auch die Erfurter Verkehrsbetriebe reagieren mussten. So wurden alte, enge Strecken in der Innenstadt stillgelegt und vom Individualverkehr getrennte Schnellstraßenbahnstrecken zu den neu erbauten Stadtteilen verlegt. Die Strecke ins Rieth (Stadtteile Berliner Platz und Rieth) wurde 1974 gebaut, weil die Straßenbahn allein den Verkehr dorthin nicht bewältigen konnte, wurde sie allerdings ab 1976 von der S-Bahn Erfurt ergänzt. Es folgten die Straßenbahnstrecken zum Europaplatz 1978 (Stadtteil Moskauer Platz), die zum Urbicher Kreuz 1979–1987 (Stadtteile Herrenberg und Melchendorf), die zum Wiesenhügel 1985 (Stadtteil Wiesenhügel) und die zum Zoopark 1990–1992 (Stadtteil Roter Berg). Damit wurde ein erster Schritt in Richtung der heutigen Stadtbahn, die so weit wie möglich vom Individualverkehr getrennt fahren soll, getan. Einher ging mit dem Ausbau des Streckennetzes auch die komplette Umstellung des Fuhrparks. 1975 wurden die ersten Bahnen vom Typ Tatra KT4 beschafft, die bis 1987 die alten Gothawagen ablösten. Insgesamt wurden 156 Wagen dieses Typs beschafft. 1988 wurde ein weiterer Betriebshof gebaut, diesmal am Urbicher Kreuz im Südosten der Stadt.
Nach der Wiedervereinigung 1990 wurde aus dem VEB Erfurter Verkehrsbetriebe die Erfurter Verkehrsbetriebe AG (EVAG), die in städtischem Besitz blieb. Seit 1996 gehört die EVAG zu den Stadtwerken, die sie seit 2008 als SWE EVAG bezeichnen.

### Aus der Straßenbahn wird eine Stadtbahn (ab 1992)
In den 1990er-Jahren war zunächst die Sanierung maroder Streckenabschnitte vordringlich. Außerdem wurden Haltestellen und Fahrgastinformationssysteme erneuert und der Fuhrpark modernisiert. Dazu wurden die Tatra-Bahnen umgebaut, außerdem ab 1994 die ersten Niederflurbahnen vom Typ MGT6D der Duewag beschafft. 2000 kam mit den Combinos von Siemens ein weiterer neuer Wagentyp hinzu. Außerdem wurden nach 1990 zum ersten Mal seit 1914 die Fahrpreise erhöht, von 12 (ermäßigt 8) Pfennige pro Fahrt auf ein Niveau, das einen wirtschaftlicheren Betrieb ermöglichte.
1996 beschloss der Erfurter Stadtrat den Ausbau der Straßenbahn unter dem Titel Stadtbahn. Unter einer Stadtbahn wird hierbei eine Straßenbahn verstanden, die weitgehend vom übrigen Verkehr getrennte Trassen benutzt. Die Neubaustrecken aus DDR-Zeiten entsprachen bereits dieser Vorstellung, sodass inzwischen nahezu alle Strecken in dieser Weise befahren werden können. Außerdem umfasste das Stadtbahn-Baukonzept fünf Neubaustrecken, die das Netz nochmals erheblich vergrößerten. Zwischen 1997 und 2000 wurde die Strecke vom Anger über die Leipziger Straße zum Ringelberg im Osten gebaut. 2000/2001 errichtete man einen Lückenschluss zwischen dem Domplatz im Osten und dem Gothaer Platz im Westen durch das Brühl und verlängerte die Bahn vom egapark im Westen der Stadt bis zum P+R-Platz an der Messe Erfurt. Von 2002 bis 2005 wurde die Bahntrasse vom Hauptfriedhof im Westen der Stadt über den Flughafen Erfurt bis nach Bindersleben verlängert. Als letzte Neubaustrecke ging 2007 die Verbindung von der Haltestelle Salinenstraße an der Magdeburger Allee zum Rieth in Betrieb. Damit wurde das Stadtbahn-Bauprogramm abgeschlossen und ein neugeordnetes Liniennetz aus sechs Linien, die im 10-Minuten-Takt verkehren, eingeführt. Durch Linienbündelungen besteht auf vielen Strecken ein dichterer Takt.
Eine der längsten Betriebsunterbrechungen in Friedenszeiten wurde zu Weihnachten 2010 durch einen Wintereinbruch verursacht. An Heiligabend wurde der Betrieb eingestellt und ruhte bis zum 27. Dezember komplett, nachdem 40 Zentimeter Neuschnee gefallen waren. Die Räumarbeiten dauerten an und so konnte erst nach zehn Tagen, am 3. Januar 2011 wieder das gesamte Streckennetz befahren werden.
Vom 11. März bis zum 25. Oktober 2013 gab es die einschneidendste Streckensperrung in der Geschichte der Erfurter Stadtbahn. Die Hauptstrecke zwischen Anger und Domplatz war aufgrund der Neugestaltung des Fischmarkts sowie der Schlösserstraße für Straßenbahnen nicht befahrbar.
Dabei wurde folgendes Liniennetz betrieben:
Tagnetz:
| 2                                      | P+R Messe ↔ mdr/Kinderkanal ↔ egapark ↔ Gothaer Platz ↔ Domplatz Süd / Nord ↔ Universität ↔ Europaplatz | 24 | 19 | Combino, MGT6D |
| 3                                      | Europaplatz ↔ Rieth ↔ Salinenstraße ↔ Anger ↔ Hauptbahnhof ↔ Urbicher Kreuz                             | 43 | 31 | Combino, MGT6D |
| 4                                      | Bindersleben1 ↔ Flughafen1 ↔ Hauptfriedhof ↔ Gothaer Platz ↔ Anger ↔ Hanseplatz/FH ↔ Ringelberg         | 36 | 27 | Combino        |
| 5                                      | Zoopark ↔ Salinenstraße ↔ Anger ↔ Hauptbahnhof ↔ Thüringenhalle                                         | 28 | 19 | MGT6D, Combino |
| 6                                      | Domplatz Süd / Nord ↔ Universität ↔ Rieth ↔ Salinenstraße ↔ Anger ↔ Hauptbahnhof ↔ Wiesenhügel          | 43 | 31 | MGT6D, Combino |
| fett = primär eingesetzter Fahrzeugtyp | |    |    |                |

1 Der Abschnitt Bindersleben – Hauptfriedhof wurde tagsüber nur im 20/30-Minuten-Takt bedient, nur im Berufsverkehr werktags normal im 10-Minuten-Takt, abends nur alle 40 Minuten.
Die Stadtbahnlinie 1 wurde von den Linien 3 und 5 ersetzt, sie verkehrte somit nicht mehr.
Der gesperrte Abschnitt Anger – Domplatz wurde im Schienenersatzverkehr (Linie R) weitläufig umfahren (Mo – Fr: alle 10 min, Sa alle 15 min, verkehrt bis 21 Uhr).
Der Streckenabschnitt Hauptbahnhof – Steigerstraße wurde aufgrund der Überbelastung der Strecke in der Magdeburger Allee im Schienenersatzverkehr (Linie S) bedient (Mo – So: alle 15 min).
Nachtnetz:
| Linie | Strecke                                                                                   | Stationen |
| ----- | ----------------------------------------------------------------------------------------- | --------- |
| N3    | Europaplatz ↔ Rieth ↔ Salinenstraße ↔ Anger ↔ Hauptbahnhof ↔ Wiesenhügel ↔ Urbicher Kreuz | 34        |

Die Linie N1 wurde eingestellt, da die Linie N3 die entsprechenden Streckenabschnitte bediente.

Zudem bestanden die am Domplatz beginnende Buslinie 2 zum Europaplatz und die am Anger beginnenden Linien 4 zum Ringelberg, nach wie vor die N30 nach Stotternheim (Strecke der Stadtbahn 5), N51 nach Hochheim und N90 nach Marbach.
Am 19. Oktober 2014 wurde die Fahrspannung von bisher 600 Volt auf 750 Volt umgestellt. Da die bis dahin noch im Wagenpark verbliebenen Tatra-Wagen hierfür nicht umgerüstet werden konnten, wurden sie zum gleichen Zeitpunkt außer Dienst gestellt. Inzwischen wurde die Spannung wieder auf etwa 720 Volt abgesenkt, weil die Heizungen der Fahrzeuge des Typs Combino die hohe Spannung nicht vertragen.
Zum Fahrplanwechsel am 9. Februar 2015 wurde das Nachtnetz neu geordnet. Die bisherigen Nachtbuslinien wurden abgeschafft und durch zusätzliche Straßenbahnfahrten vom Anger über Brühler Garten zum Hauptfriedhof (damalige Linie 4), zum Ringelberg (damalige Linie 2) und zur Lutherkirche, Grubenstraße bzw. Zoopark (Linie 5) ersetzt. Die meisten dieser Zusatzfahrten finden nur in Nächten vor arbeitsfreien Tagen statt, in denen auch die bisherigen Nachtbusse fuhren. Die Linie 5 verkehrt auch vor Arbeitstagen, jedoch nur zwischen Brühler Garten und Lutherkirche bzw. Grubenstraße.
Vom 9. April bis 16. November 2018 wurde aufgrund der Sanierung der Marktstraße wiederum die Strecke zwischen Anger und Domplatz für den Stadtbahnverkehr gesperrt. Es wird auf das bewährte Netz von 2013 zurückgegriffen, wobei leichte Modifikationen durchgeführt wurden:
| 1                                      | Domplatz Süd / Nord1 ↔ Universität ↔ Rieth ↔ Salinenstraße ↔ Anger ↔ Hauptbahnhof ↔ Wiesenhügel         | 43 | 31 | Combino, MGT6D |
| 2                                      | P+R Messe↔ mdr/Kinderkanal ↔ egapark ↔ Gothaer Platz ↔ Domplatz Süd / Nord1 ↔ Universität ↔ Europaplatz | 24 | 19 | Combino, MGT6D |
| 3                                      | Europaplatz ↔ Rieth ↔ Salinenstraße ↔ Anger ↔ Hauptbahnhof ↔ Urbicher Kreuz                             | 43 | 31 | Combino, MGT6D |
| 4                                      | Bindersleben2 ↔ Flughafen2 ↔ Hauptfriedhof ↔ Gothaer Platz ↔ Anger ↔ Hanseplatz/FH ↔ Ringelberg         | 36 | 27 | Combino        |
| 5                                      | Zoopark ↔ Salinenstraße ↔ Anger ↔ Hauptbahnhof ↔ Thüringenhalle                                         | 28 | 19 | MGT6D, Combino |
| fett = primär eingesetzter Fahrzeugtyp | |    |    |                |

1Im Abendverkehr wurden die Linien 1 und 2 am Domplatz verbunden und durchgehende Fahrten vom Wiesenhügel zum P+R-Platz Messe und umgekehrt durchgeführt.
2 Der Abschnitt Bindersleben – Hauptfriedhof wurde tagsüber nur im 20/30-Minuten-Takt bedient, im Berufsverkehr werktags im 10-Minuten-Takt, abends nur alle 40 Minuten.
Die Linie 6 wurde auf dem Streckenabschnitt Hauptbahnhof – Steigerstraße durch eine Buslinie 6 sowie in Richtung Rieth durch die anderen umgeleiteten Straßenbahnlinien ersetzt.
Im Gegensatz zu 2013 kam die Schienenersatzverkehrlinie R nicht zum Einsatz. Außerdem wurde die Linie vom Domplatz zum Wiesenhügel nunmehr als Linie 1 bezeichnet.

### Nachtnetz
| Linie | Strecke                                                                                             |
| ----- | --------------------------------------------------------------------------------------------------- |
| 1     | Domplatz Süd / Nord ↔ Rieth (täglich; ab Rieth weiter als N3 über Wiesenhügel zum Urbicher Kreuz)   |
| N3    | Europaplatz ↔ Rieth ↔ Salinenstraße ↔ Anger ↔ Hauptbahnhof ↔ Wiesenhügel ↔ Urbicher Kreuz (täglich) |
| 4     | (Hauptfriedhof ↔) Brühler Garten ↔ Ringelberg (nur in Nächten vor arbeitsfreien Tagen)              |

Die Linie N1 wird eingestellt, da die Linie N3 die entsprechenden Streckenabschnitte bedient.

### Zukunft
In nächster Zeit wird vor allem der Fuhrpark modernisiert werden. Die Sanierung der Combino-Bahnen ist bereits abgeschlossen. Zudem wurden 2011 und 2012 zwölf dreiteilige Combinos angeschafft.
Außerdem wird auch das Streckennetz modernisiert. Dies geschieht im Rahmen von Straßensanierungen in den entsprechenden Bereichen, wie zuletzt 2008/2009 am Gothaer Platz oder 2013 im Bereich Schlösserstraße/Fischmarkt. In den Außenbereichen des Netzes sind auch noch nicht überall elektronische Zugzielanzeiger an den Haltestellen angebracht.
In Bezug auf Streckenneubauten enthält der Flächennutzungsplan der Stadt Erfurt noch immer die Trasse von der Messe nach Schmira, die ursprünglich auch im Stadtbahn-Bauprogramm enthalten war, jedoch bisher nicht verwirklicht wurde. Konkrete Baupläne bestehen hierfür derzeit nicht. Im Nahverkehrsplan 2014 bis 2018 wird eine neue Stadtbahnstrecke zwischen Thomaskirche (Schillerstraße) und Karl-Marx-Platz durch die Puschkinstraße angeregt. Diese soll die überlastete Trasse durch die Bahnhofstraße entlasten und die Anbindung des Erfurter Südens auch im Falle einer Sperrung der Bahnhofstraße (z. B. im Rahmen von Fußballspielen) gewährleisten. Diese Maßnahme würde auch den Umbau des Kaffeetrichters zu einer Gleiskreuzung beinhalten.
Im Zuge der Erschließung des neuen Bahnhofsviertels auf dem Gelände des ehemaligen Güterbahnhofs wurde bereits 2014 eine neue Straßenbahnstrecke von der Südseite des Hauptbahnhofs mit Unterquerung der Eisenbahngleise am Schmidtstedter Tor diskutiert. In der ursprünglichen Planung hätte die Strecke nach der Überquerung des Stadtrings eine Schleife durch das neue Bahnhofsviertel gemacht, um anschließend durch die Thälmannstraße geführt werden und schließlich im Bereich des Leipziger Platzes in das bestehende Streckennetz zu münden. Sie entspräche damit in Teilen der 1973 aufgegebenen Strecke der damaligen Linie 4. Zwischenzeitlich hat sich die Planung leicht geändert. Im März 2024 stimmte der Erfurter Stadtrat dafür, die Planungen für eine Neubaustrecke mit dem Projekttitel „Linie 9“ aufzunehmen. Die neu zu bauende Strecke soll etwa eineinhalb Kilometer vom Hauptbahnhof über den Schmidtstedter Knoten, die Thälmann- und Friedrich-Engels-Straße zum Leipziger Platz und anschließend weiter zum Ilversgehofener Platz führen. Die zur Bedienung dieser Strecke angedachte Linie würde an der Haltestelle Grubenstraße enden. Die Schleife durch das neue Bahnhofsviertel ist in diesen Planungen nicht mehr enthalten, dafür würde die Linie über den Leipziger Platz hinaus die Strecke der bisherigen Buslinie 9 bedienen. Die 2024 neu errichtete Fernbushaltestelle am Schmidtstedter Knoten müsste allerdings verlegt werden. 2025 wurden die Aufträge für die Planungsleistungen vergeben und zunächst die ersten beiden Leistungsphasen nach HOAI finanziert. Zu diesem Zeitpunkt war die Planung und Genehmigung bis 2028 vorgesehen, die anschließende Bauphase bis Ende 2031.
Empfohlen wird für die kommenden Jahre eine Verlängerung des 10-Minuten-Takts bis 18.30 Uhr (bezogen auf den Anger) auf den Streckenabschnitten Nordhäuser Straße–Domplatz–Innenstadt, Innenstadt–Hauptbahnhof–Wiesenhügel/Urbicher Kreuz und Innenstadt–Magdeburger Allee.

## Heutiges Liniennetz

### Tagnetz

Netzplan der Straßenbahnlinien

Mit Einweihung der letzten Teilstrecke des Stadtbahnprogramms am 5. Oktober 2007 trat ein neu geordnetes Tagesnetz mit einem 10-Minuten-Takt auf allen Linien in der Hauptverkehrszeit in Kraft. Ebenfalls in den 10-Minuten-Takt eingebunden ist eine einzige Buslinie, die daher auch eine einstellige Liniennummer erhielt. Es ist die Linie 9, die von Daberstedt über den Hauptbahnhof, die Liebknechtstraße und den Johannesplatz zum Nordbahnhof führt.
Anlässlich der Bundesgartenschau wurde zum 23. April 2021 das Liniennetz leicht verändert. Seitdem verkehrt die Linie 2 zur Endstelle Wiesenhügel und die Linie 4 zum Ringelberg. Die Linie 2 verbindet so die beiden Buga-Standorte egapark und Petersberg (Domplatz) sowie den Hauptbahnhof umsteigefrei miteinander.
| Linie                                  | Strecke                                                                                          | Länge (km) | Fahrzeit (min) | Haltestellen | planmäßiger Fahrzeugeinsatz | planmäßiger Fahrzeugeinsatz | planmäßiger Fahrzeugeinsatz | planmäßiger Fahrzeugeinsatz |
| Linie                                  | Strecke                                                                                          | Länge (km) | Fahrzeit (min) | Haltestellen | Mo - Fr Schule              | Mo - Fr Ferien              | Samstags                    | Sonntags                    |
| -------------------------------------- | ------------------------------------------------------------------------------------------------ | ---------- | -------------- | ------------ | --------------------------- | --------------------------- | --------------------------- | --------------------------- |
| Linie 1                                | Europaplatz1 ↔ Rieth ↔ Salinenstraße ↔ Anger ↔ Hauptbahnhof ↔ Thüringenhalle (/ Steigerstraße2)  | 9,4        | 32/31          | 22           | Combino, Tramlink           | Combino, Tramlink           | Combino                     | Combino, MGT6D              |
| Linie 2                                | P+R Messe ↔ egapark ↔ Domplatz Süd ↔ Anger ↔ Hauptbahnhof ↔ Wiesenhügel                          |            | 31             | 20           | Combino, Tramlink           | Combino, Tramlink           | Combino                     | Combino                     |
| Linie 3                                | Europaplatz ↔ Universität ↔ Domplatz Nord ↔ Anger ↔ Hauptbahnhof ↔ Urbicher Kreuz                | 12,3       | 38             | 27           | MGT6D, Combino, Tramlink    | Combino, Tramlink           | Combino, Tramlink           | Combino, Tramlink           |
| Linie 4                                | Bindersleben3 ↔ Flughafen3 ↔ Hauptfriedhof ↔ Brühler Garten ↔ Anger ↔ Hanseplatz/FH ↔ Ringelberg |            | 36/34          | 28           | Combino, Tramlink           | Combino, Tramlink           | Combino                     | Combino                     |
| Linie 5                                | Zoopark ↔ Anger ↔ Hauptbahnhof4                                                                  | 6,5        | 21/23          | 15           | Combino, Tramlink           | MGT6D, Combino              | Combino                     | Combino                     |
| Linie 6                                | Rieth ↔ Universität ↔ Domplatz Nord ↔ Anger ↔ Hauptbahnhof ↔ Steigerstraße (/ Thüringenhalle2)   | 7,4        | 25/26          | 17           | MGT6D, Combino              | MGT6D, Combino              | MGT6D, Combino              | MGT6D, Combino              |
| fett = primär eingesetzter Fahrzeugtyp |                                                                                                  |            |                |              |                             |                             |                             |                             |

1 Zwischen Rieth und Europaplatz nur Montag bis Samstag im Tagesverkehr.
2 Im Abend- und Wochenendfrühverkehr verkehrt die Linie 1 in Richtung Rieth ab Steigerstraße und in Richtung Süden zur Thüringenhalle, die Linie 6 fährt in Richtung Rieth ab Thüringenhalle und in Richtung Süden zur Steigerstraße.
3 Der Abschnitt Bindersleben ↔ Hauptfriedhof wird tagsüber nur im 20/30-Minuten-Takt bedient, lediglich im Berufsverkehr werktags normal im 10-Minuten-Takt, abends alle 40/60 Minuten.
4 Im morgendlichen Schülerverkehr werden einzelne Fahrten statt zum Hauptbahnhof zum Brühler Garten durchgeführt.

### Nachtnetz
Zum Fahrplanwechsel im Herbst 2010 wurde mit der Marketingbezeichnung ERNA (Erfurt Nachtlinie am Wochenende) das bis dato vorhandene, besondere Nachtnetz abgeschafft und das Verkehrsangebot zwischen 20 und 1 Uhr ausgeweitet. Seitdem verkehren alle Linien im 20-Minuten-Takt auf den gleichen Laufwegen wie tagsüber.
In den Wochenendnächten nach 1 Uhr galt fortan ein neues Nachtnetz bestehend aus verschiedenen Bus- und Straßenbahnlinien.
Seit dem 23. April 2021 besteht das Nachtnetz nur noch aus folgenden Straßenbahnlinien ohne eine bestimmte Bezeichnung:

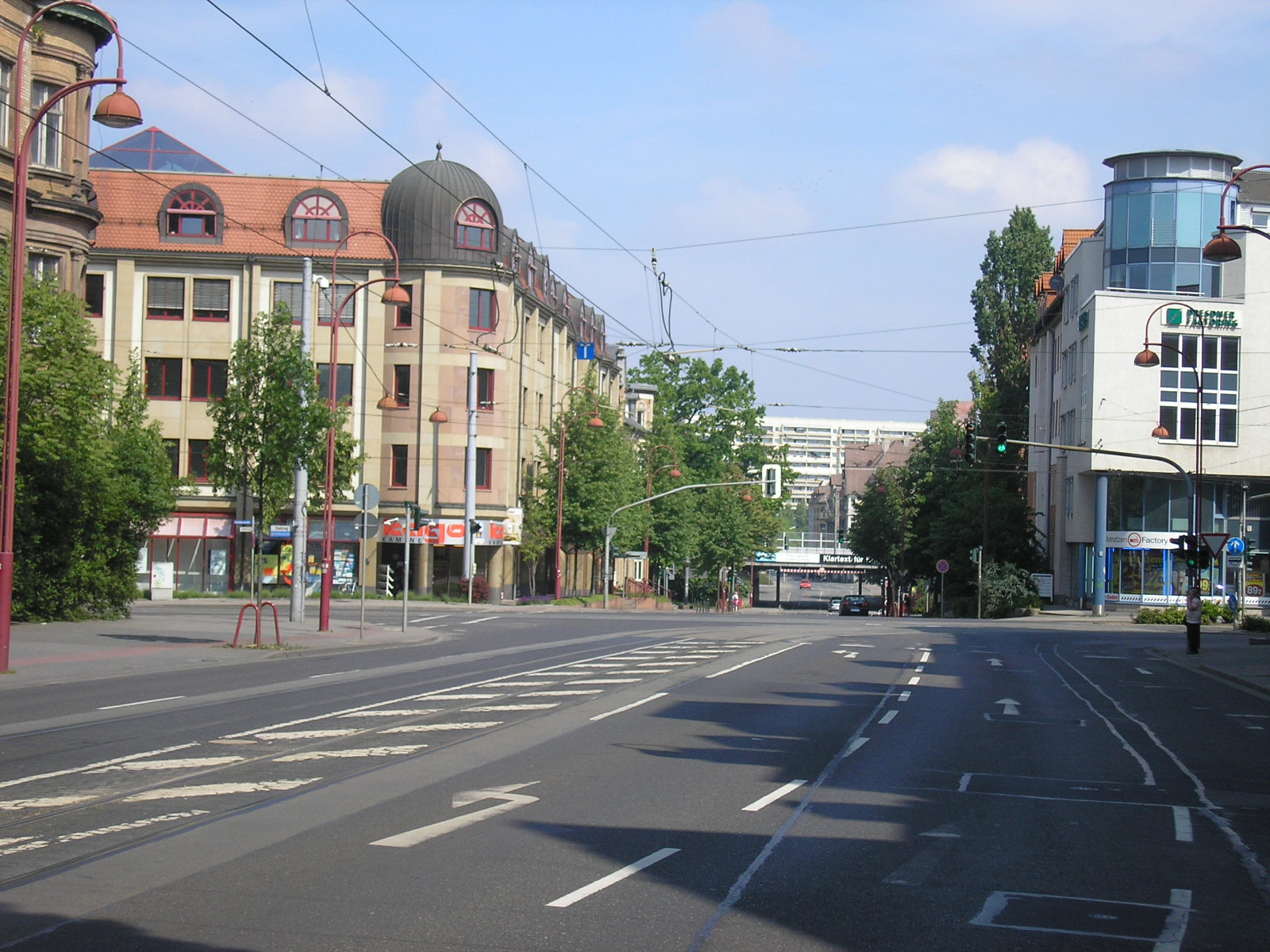
Die in Stoßzeiten verkehrsreiche Kreuzung am Kaffeetrichter ist oftmals Grund für Verspätungen bei der Stadtbahn

| Linie   | Strecke |
| ------- | --- |
| N1      | Europaplatz ↔ Rieth ↔ Lutherkirche/SWE ↔ Anger (täglich, jedoch vor Arbeitstagen erst ab 4 Uhr; ab Anger weiter als N3 über Wiesenhügel zum Urbicher Kreuz)                                                                                           |
| N3      | (Europaplatz ↔ Rieth ↔ Universität ↔ Domplatz Nord ↔) Anger ↔ Hauptbahnhof ↔ Wiesenhügel ↔ Urbicher Kreuz (täglich; Fahrten bis/ab Anger fahren im Durchlauf von/auf Linie N1 über Lutherkirche/SWE und Rieth zum Europaplatz)                        |
| Linie 4 | Hauptfriedhof ↔ Gothaer Platz ↔ Brühler Garten ↔ Anger ↔ Hanseplatz/FH ↔ Ringelberg (nur in Nächten vor arbeitsfreien Tagen; teilweise nur ab/bis Brühler Garten und teilweise bis/ab Anger weiter als Linie 5 zum Zoopark)                           |
| Linie 5 | Brühler Garten ↔ Anger ↔ Lutherkirche/SWE ↔ Grubenstraße (↔ Zoopark) (zum Zoopark nur eine Fahrt vor arbeitsfreien Tagen, an Tagen vor Arbeitstagen nur bis Lutherkirche bzw. Grubenstraße; teilweise von Linie 4 aus Richtung Hauptfriedhof kommend) |

### Integration ins öffentliche Verkehrsnetz
Im Tagesverkehr erreicht die Stadtbahn eine relativ hohe Pünktlichkeit, denn sie verkehrt zum überwiegenden Teil auf vom Individualverkehr getrennten Trassen und Straßen, die nur für den Anwohnerverkehr freigegeben sind. Bei hohem Verkehrsaufkommen können vor allem im Bereich südlich und westlich des Kaffeetrichters (Linie 1) Verspätungen entstehen, da die Bahnen hier teils gemeinsam mit dem sonstigen Verkehr auf den Bundesstraßen 4 und 7 verkehren. Bei sehr dichtem Verkehr kommt es auch auf der Andreasstraße/Nordhäuser Straße zwischen Domplatz und Bergstraße (Linien 3 und 6) zum Verkehrsstau, der die Pünktlichkeit beeinträchtigt. Ein weiteres Problem stellen Falschparker in der Innenstadt dar, die zu nah an den Straßenbahngleisen parken.
Eng verknüpft mit den Stadtbahnen ist das Stadtbus-Netz der EVAG, das die Umgebung Erfurts erschließt. Viele Linien sind Zubringer zum Stadtbahn-Netz und entsprechend mit diesem verknüpft. Seit 2006 gehört die EVAG zum Verkehrsverbund Mittelthüringen, so dass durchgehende Fahrausweise beim Umstieg auf die Eisenbahn (DB, Erfurter Bahn, Süd-Thüringen-Bahn) gelöst werden können. Derzeit stellt der Hauptbahnhof jedoch den einzigen Verknüpfungspunkt zwischen Eisenbahn und der Stadtbahn dar. Am Nordbahnhof verkehrt zwar eine Stadtbahn, jedoch hält diese in einiger Entfernung vom Bahnhof. An weiteren Stellen, wo sich Stadtbahn und Eisenbahn tangieren (z. B. in der Schillerstraße und in der Leipziger Straße), gibt es keine Eisenbahn-Haltepunkte.

## Streckennetz

### Vom Anger nach Norden zum Zoopark
Länge: 6,0 km; Straßenzug: Johannesstraße – Magdeburger Allee – Stotternheimer Straße; Linien: 1, 5

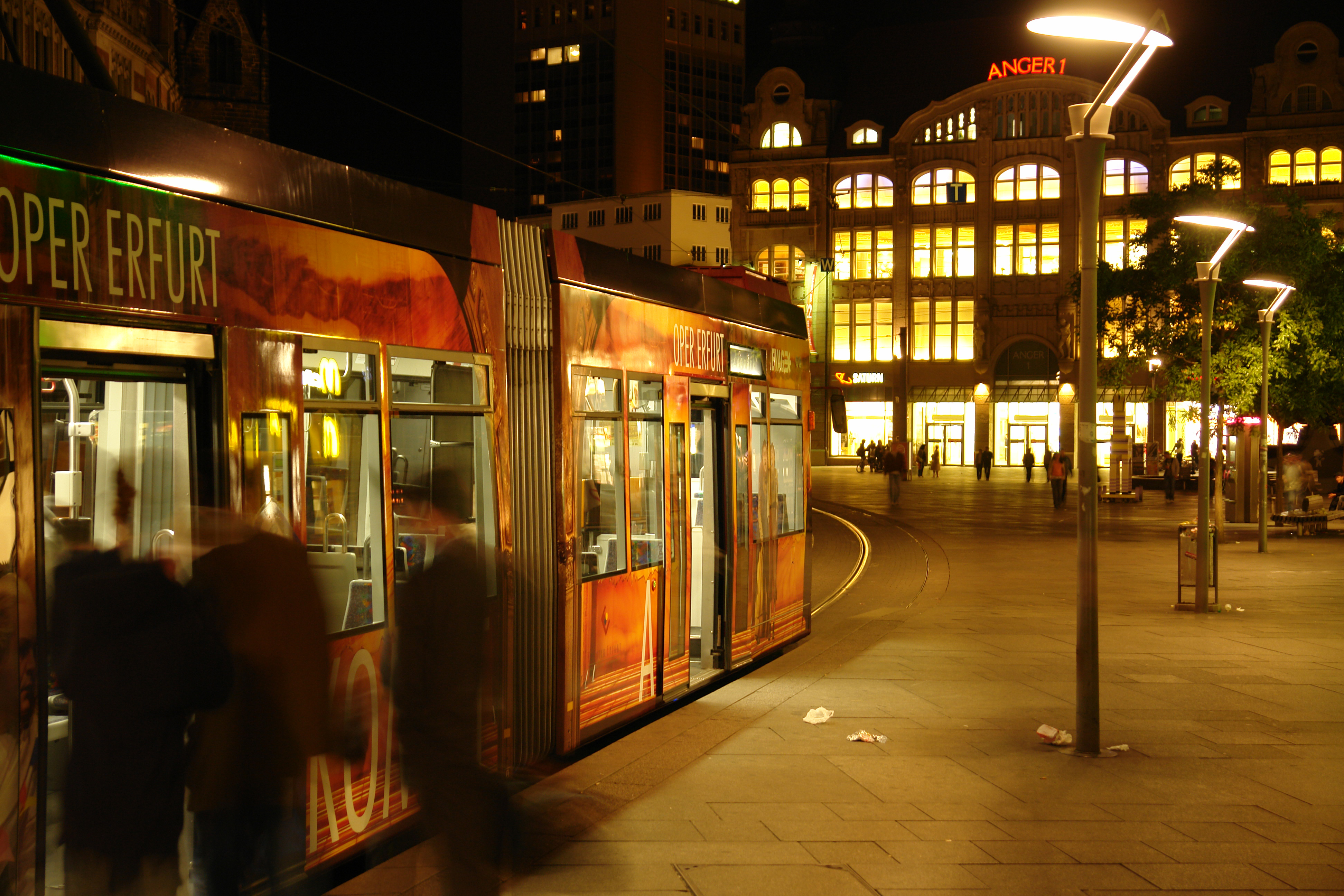
Stadtbahn am Anger nachts

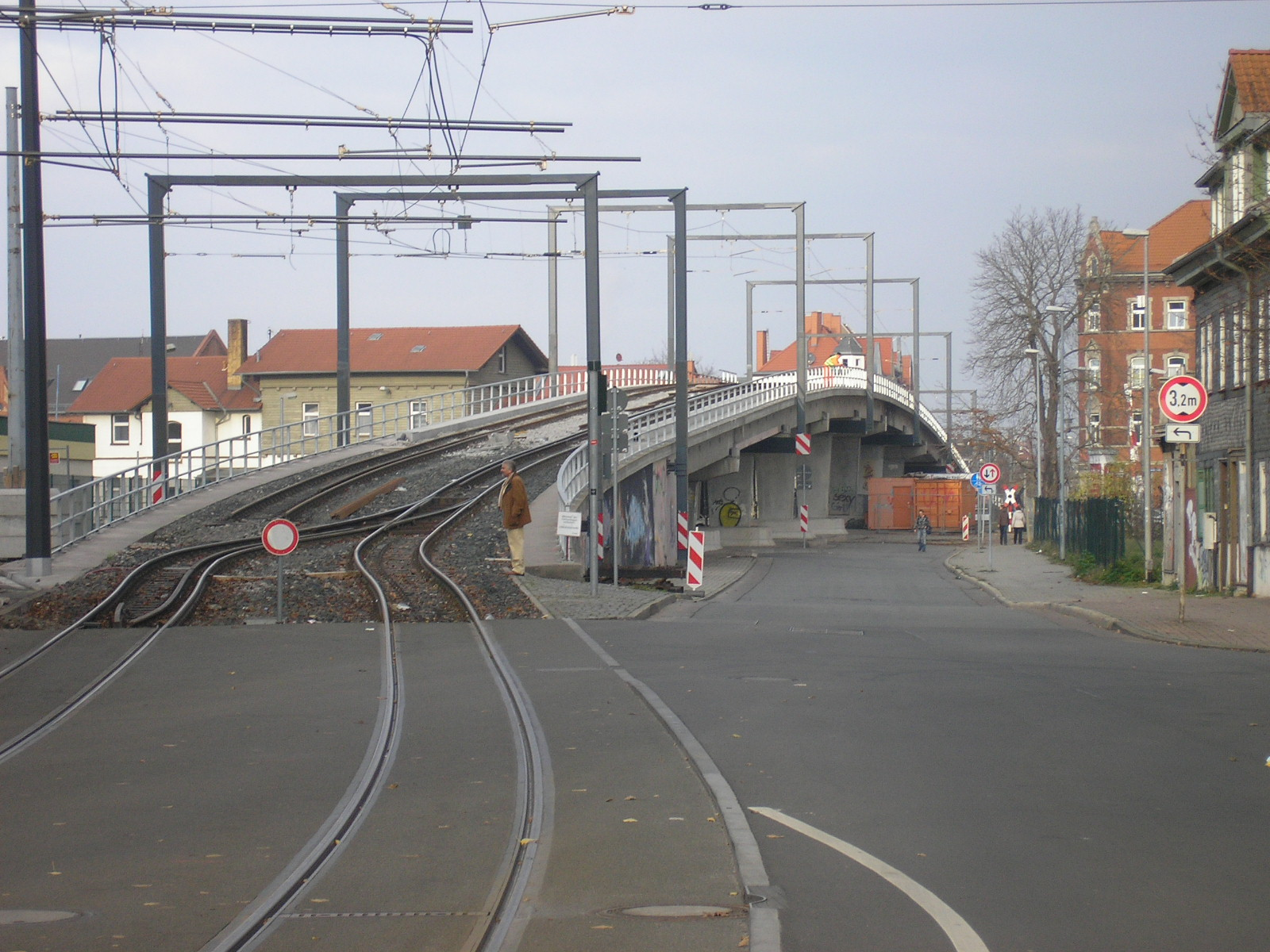
Die Brücke der Stadtbahn über die Nordhäuser Bahn

Die Strecke vom Anger zum nördlichen Stadtrand wurde bereits 1883 erbaut. Sie führt vom Anger, vorbei an der Kaufmannskirche, wo die Strecke zum Ringelberg an einem Gleisdreieck abzweigt, in die Johannesstraße, der sie bis zum Johannestor folgt. Die dortige Brücke über den Flutgraben weist Baumängel auf, sodass sie seit 2010 nicht von zwei Bahnen gleichzeitig befahren werden darf (Begrenzung auf 24 Tonnen). Danach geht die Strecke in die Magdeburger Allee über, auf der sie in einem geräuschdämmenden Rasengleis geführt wird. Am 13. Mai 1883 wurde die Strecke als Nordteil der Roten Linie zunächst bis zum Betriebshof an der Magdeburger Allee eröffnet. Im Juli 1883 wurde auch die Fortsetzung zum heutigen Ilversgehofener Platz in Betrieb genommen. Ilversgehofen war damals noch eine eigenständige Gemeinde, in der sich zahlreiche Industrieansiedlungen befanden. Die nächste Verlängerung der Linie erfolgte 1893, als sie vom Ilversgehofener Platz bis zum Bahnhof des Dorfs, dem heutigen Bahnhof Erfurt-Nord an der Bahnstrecke Erfurt–Nordhausen fortgesetzt wurde. Die geschah im Rahmen der Elektrifizierung der Pferdebahn durch die Union-Elektricitäts-Gesellschaft, die die Strecke angekauft hatte. Der Bahnhof blieb nun für fast 100 Jahre Endpunkt der Strecke. Später entstanden hier Wendeschleifen, zunächst in der Vollbracht- (ab 1951), dann in der Metallstraße (ab 1972), welche heute abgebaut sind. 1977 wurde am nördlichen Rand der Stadt mit dem Bau des Wohngebiets Roter Berg für etwa 15.000 Einwohner begonnen. Um dieses Wohngebiet anzubinden, sollte die Straßenbahnstrecke verlängert werden. Ein Hindernis war hierbei die ebenerdig verlaufende Nordhäuser Bahn. Eine unbefriedigende Lösung war der Bau einer Spannbetonbrücke für die Straßenbahn über diese Bahn. Ihre Pfeiler stehen auf der Magdeburger Allee, die seitdem nicht mehr durchgängig als Straße befahrbar ist. Zudem ist kein Umsteigen zwischen Straßenbahn und Zug mit kurzen Wegen möglich. Letztlich wertet die Brücke die Umgebung optisch ab, da sie Sichtachsen verstellt. Im März 1988 wurde mit den Bauarbeiten begonnen, die noch bis 1992 andauerten. Am 29. September 1990 konnte der erste Bauabschnitt von Salinenstraße bis Grubenstraße eröffnet werden. An der Grubenstraße entstanden ein Busbahnhof und eine Wendeschleife, später auch noch ein P+R-Parkplatz. Am 23. August 1992 konnte schließlich auch die Verlängerung der Strecke von der Grubenstraße über die Stotternheimer Straße zum Wohngebiet Roter Berg in Betrieb genommen werden, bei der im Bereich der Haltestelle An der Lache die einzige niveaugleiche Kreuzung mit einem Bahngleis (Gütergleis zur benachbarten Industrieanlage) erfolgt. Über dieses Gütergleis können auch Stadtbahnfahrzeuge auf Eisenbahnwaggons verladen werden, da parallel zum Gütergleis auch eine Straßenbahn verläuft. Endpunkt der Strecke ist die Wendeschleife am Thüringer Zoopark Erfurt, der dadurch auch eine Stadtbahnanbindung erhielt. Eine weitere Verlängerung der Linie ist unwahrscheinlich, da die Bebauung hinter dem Zoopark nur sehr dünn ist und keinen Stadtbahnbau rechtfertigt. Seit 2007 zweigt an der Haltestelle Salinenstraße nach Westen die Strecke zum Rieth ab. Bis zur Salinenstraße nutzen die Linien 1 und 5 die Strecke gemeinsam, dahinter wird sie nur von der Linie 5 bedient.

### Vom Anger nach Osten zum Ringelberg

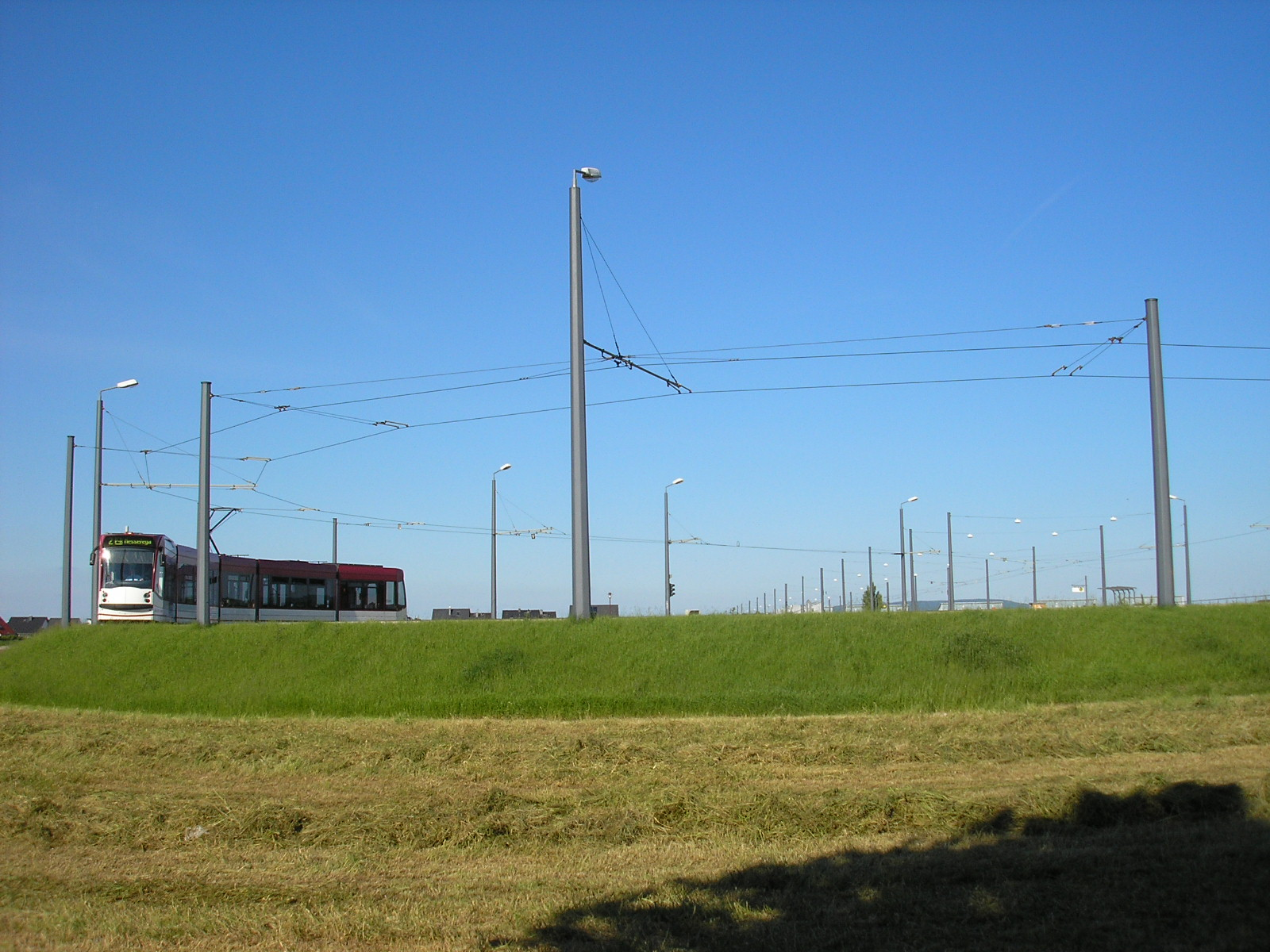
Wendeschleife Ringelberg, 2009 noch auf der grünen Wiese

Länge: 4,7 km; Straßenzug: Krämpferstraße – Leipziger Straße – Walter-Gropius-Straße; Linie: 4
Die Strecke vom Anger zum Ringelberg führt durch die Krämpfervorstadt an den östlichen Rand der Stadt. Erstmals wurde sie als Teil der Weißen Linie 1904 eröffnet, damals bis zum heute nicht mehr existierenden Nordhäuser Bahnhof an der Leipziger Straße. Dafür war unter anderem ein Neubau der Brücke über den Flutgraben in der Krämpferstraße erforderlich. Allerdings wurde diese Linie schon 1922 wieder eingestellt und durch eine Buslinie ersetzt. 1953 wurde auf dieser Strecke eine Linie des Oberleitungsbus Erfurt eröffnet, diesmal bis zur Ringelbergtreppe. Diese Linie hatte jedoch 1975 dasselbe Schicksal wie die Straßenbahn 1922. Am 29. August 1997 war Baubeginn der Strecke vom Anger zum Ringelberg. Sie war die erste Strecke, die im Rahmen des Stadtbahnprogramms errichtet wurde. Der erste kurze Abschnitt vom Anger durch die Krämpferstraße zum Krämpfertor wurde am 7. Dezember 1998 in Betrieb genommen. Der weitere Verlauf über den Leipziger Platz und die Leipziger Straße bis zum Abzweig der Walter-Gropius-Straße und auf dieser weiter bis zum Endpunkt auf dem Ringelberg ging am 27. März 2000 in Betrieb. Gemeinsam mit ihrer Errichtung wurden die angrenzenden öffentlichen Flächen saniert und dadurch das Umfeld aufgewertet. Die Strecke verläuft fast durchgängig auf einem vom übrigen Verkehr getrennten Gleiskörper und bindet neben dem Gründerzeit-Wohngebiet Krämpfervorstadt auch die Eigenheimsiedlung auf dem Ringelberg sowie die Fachhochschule Erfurt ans Stadtbahnnetz an. Eine weitere Verlängerung von der Endhaltestelle ist nicht möglich, allerdings könnte an der Kreuzung der Leipziger Straße mit der Walter-Gropius-Straße Richtung Kerspleben angeknüpft werden. Dies rechtfertigt jedoch die dortige Bebauungsdichte momentan nicht. Auf der Strecke vom Anger zum Ringelberg verkehrt derzeit die Linie 4.

### Vom Anger nach Südosten zur Weimarischen Straße
Länge: 1,3 km; Straßenzug: Trommsdorffstraße – Weimarische Straße; stillgelegt: 1922
Eine kurze Episode blieb die Straßenbahnstrecke vom Anger zur Weimarischen Straße. Sie wurde, wie die Strecke auf der Leipziger Straße, 1904 eröffnet. Die Verbindung war Teil der Blauen Linie und führte vom Anger über die Trommsdorffstraße zur Schmidtstedter Brücke. Dort kreuzte sie ab 1912 die Ostring-Trasse und führte weiter unter der Thüringer Bahn hindurch nach Osten auf die Weimarische Straße, der sie bis zum Abzweig der Rudolstädter Straße folgte. Dort endete diese Straßenbahnstrecke. Sie band Teile des nördlichen Daberstedts (Mietshäuser) und die Industriebetriebe an der Weimarischen Straße ans Straßenbahnnetz an. 1922 wurde diese Strecke stillgelegt. Eine Wiederinbetriebnahme dieser Strecke ist theoretisch denkbar, jedoch wurde bei Sanierung der Weimarischen Straße in den 1990er-Jahren keine Trasse für eine Straßenbahnstrecke freigehalten. Beim nächsten grundlegenden Umbau der Straße könnte dies erfolgen, allerdings rechtfertigt derzeit das Verkehrsaufkommen auf der Weimarischen Straße keine Stadtbahnlinie. Da das Gebiet ein städtisches Entwicklungsgebiet darstellt, könnte sich dies in der weiteren Zukunft ändern.

### Vom Hauptbahnhof nach Südosten zum Wiesenhügel und Urbicher Kreuz
Länge: 6,3 km + 0,8 km; Straßenzug: Windthorststraße – Friedrich-Ebert-Straße – Kranichfelder Straße; Linien: 2, 3

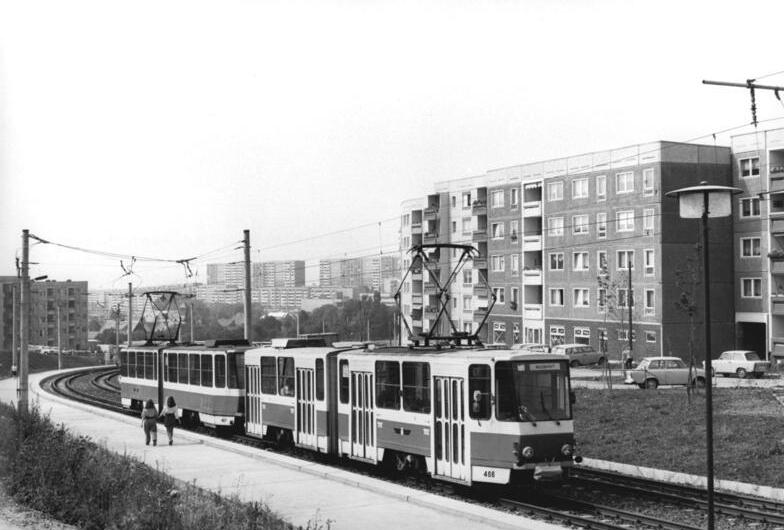
Heck-an-Heck-Traktion von Tatra-Bahnen 1989 in Erfurt-Südost

Der Bau der Strecke vom Hauptbahnhof nach Südosten begann im Jahr 1912, als eine Straßenbahnstrecke durch die Windthorststraße und die Friedrich-Ebert-Straße zu den Kasernen am Rand des Steigerwalds angelegt wurde. Sie führte bis zur heutigen Käthe-Kollwitz-Straße. Schon 1918 wurde jedoch der südliche Abschnitt wieder abgebaut und die Strecke bis zur Einmündung der Häßlerstraße eingekürzt. Dies geschah im Sinne der Entmilitarisierung nach dem Ersten Weltkrieg, als auch die Kasernen verkleinert wurden. 1935 wurde die Strecke dann wiederaufgebaut. 1943 wurde hier die erste Straßenbahnwendeschleife Erfurts erbaut. Dabei blieb es in den folgenden Jahrzehnten. Als Ende der 1970er-Jahre mit dem Bau des Plattenbaukomplexes Erfurt-Südost begonnen wurde, begann man auch die Straßenbahn dorthin zu verlängern. 1979 wurde eine neue Wendeschleife am Arbeitsamt in Betrieb genommen und gleichzeitig die Endhaltestelle an der Käthe-Kollwitz-Straße stillgelegt. 1981 wurde die Trasse von dieser Wendeschleife nach Osten auf der Melchendorfer Straße zur Kranichfelder Straße geführt, in deren Mitte sie verläuft. Nächste Endhaltestelle war die heutige Haltestelle Sozialversicherungszentrum mit einer weiteren Wendeschleife. Schon 1983 wurde die Straßenbahnstrecke abermals verlängert, diesmal bis nach Melchendorf, wo wiederum eine Wendeschleife entstand. Zudem wurde eine Straßenbahnunterführung unter der Kreuzung der Kranichfelder Straße mit der Straße Am Wiesenhügel gebaut. 1985 errichtete man dann eine Stichstrecke auf den Wiesenhügel, die kurz vor der Endhaltestelle Melchendorf abzweigt. Das Teilstück der Südoststrecke von Melchendorf nach Windischholzhausen ging 1987 in Betrieb. Da die dortige Wendeschleife erst 1989 fertiggestellt wurde, musste hier zunächst ein Pendelbetrieb mittels Heck-an-Heck-Traktionen aus zwei Tatrawagen bzw. Traktionen bestehend aus einem Standardtriebwagen (KT4D) und einem „unechten“ Zweirichtungstriebwagen (in eigener Werkstatt mit einer zweiten Fahrerkabine ausgerüstet) gefahren werden. Die Endhaltestelle hieß zunächst Windischholzhausen und wurde 2007 in Urbicher Kreuz umbenannt, da der Ort dieses Namens in einiger Entfernung liegt. Auf der Innenfläche der Wendeschleife befinden sich Bushaltestellen. Am Ende der Strecke liegt der Betriebshof Urbicher Kreuz, der 1990 fertiggestellt wurde. Eine Verlängerung der Strecke zum nahe gelegenen Dorf Niedernissa wäre denkbar. Heute dient die Strecke vor allem der Erschließung des Wohngebiets Erfurt-Südost, des Gewerbegebiets in Windischholzhausen mit seinen großen Industrieunternehmen (X-Fab, Bosch Solar Energy usw.) und wird von den Linien 2 (zum Wiesenhügel) und 3 (zum Urbicher Kreuz) befahren.

### Die Strecke auf der Arnstädter Straße nach Süden zur Thüringenhalle

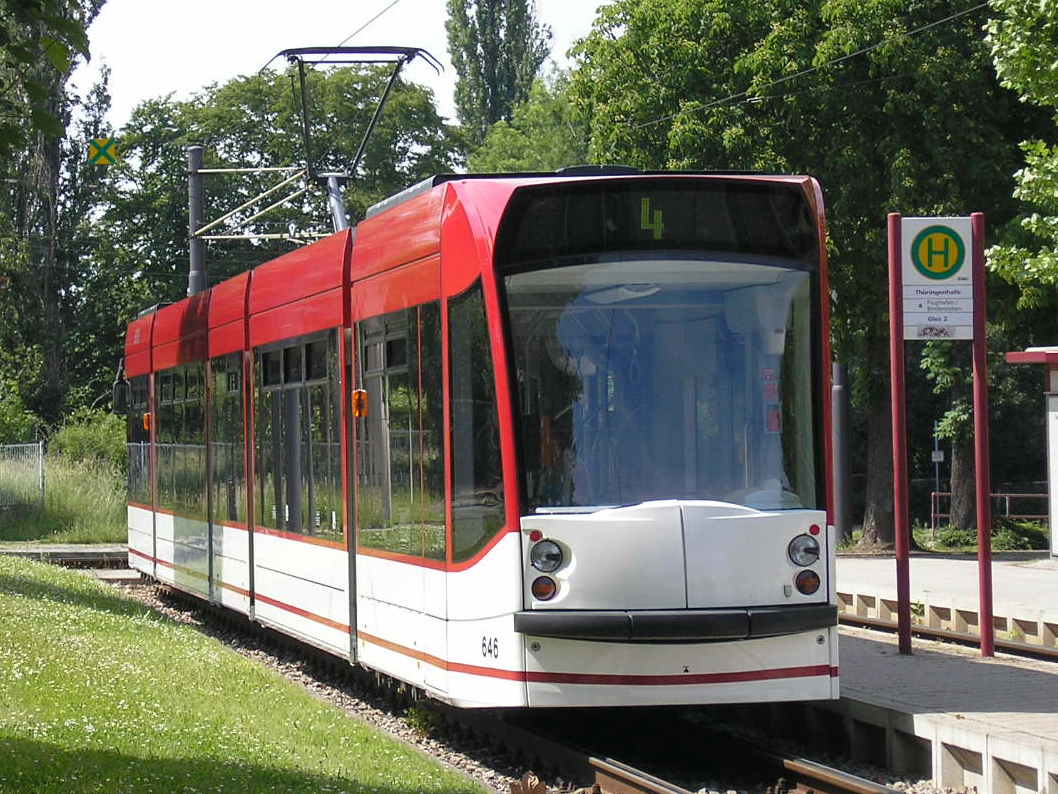
Combino an der Thüringenhalle in EVAG-Farbgebung

Länge: 1,2 km; Straßenzug: Arnstädter Straße; Linie: 1
Am Kaffeetrichter zweigt eine Straßenbahnstrecke nach Süden ab. Sie wurde schon 1883 in Betrieb genommen und begann damals noch am Hirschgarten. Der Abschnitt zwischen Hirschgarten und Kaffeetrichter ist jedoch seit 1939 stillgelegt. So verblieb nur der südliche Teil, der seitdem über die alte Ringstrecke vom Hauptbahnhof aus angefahren wird. Als die Strecke 1883 in Betrieb ging, waren die Flächen rechts und links der Bahn noch weitgehend unbebaut. Die Linie diente hauptsächlich dem Ausflugsverkehr, endete sie doch direkt am Steigerwald und am Schießhaus, einer Gaststätte. Deshalb kamen von Seiten der Aktionäre der Straßenbahn immer wieder Forderungen nach der Stilllegung der Strecke auf, die jedoch von der Stadtverwaltung unterbunden wurde. Als das Gründerzeitviertel der Löbervorstadt am Beginn des Ersten Weltkriegs fertig bebaut war, konnte auch die Straßenbahnstrecke rentabel betrieben werden. In der Zwischenkriegszeit entstanden an der Strecke zudem wichtige Einrichtungen wie das Steigerwaldstadion, die Thüringenhalle und der heutige Thüringer Landtag. Dieses Profil sorgt dafür, dass die Strecke noch heute im Normalverkehr eher gering belastet wird, bei Großveranstaltungen wie Fußballspielen oder Konzerten in der Thüringenhalle jedoch an ihre Kapazitätsgrenzen stößt. Für weitere Auslastung sorgt ein P+R-Parkplatz an der Thüringenhalle, der an der Einfallstraße von der Bundesautobahn 4 nach Erfurt liegt. Die Wendeschleife an der Thüringenhalle wurde 1953 errichtet. Eine weitere Verlängerung der Strecke nach Süden ist auf Grund des Geländeprofils weder notwendig noch durchführbar. Auf der Strecke verkehrt heute die Linie 1.

### Vom Gothaer Platz nach Südwesten zur Messe

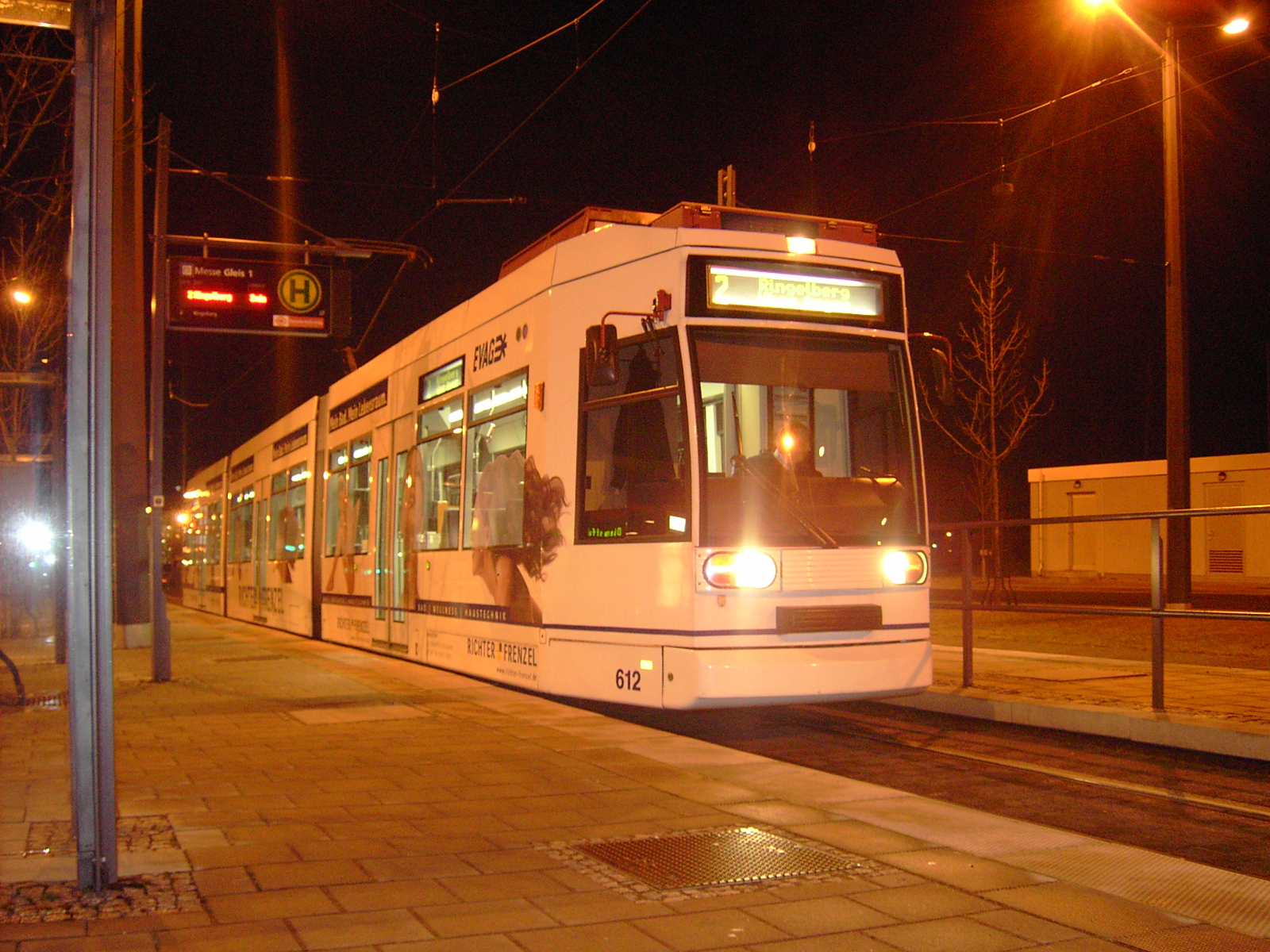
MGT6D 612 bei der Messe

Länge: 2,5 km; Straßenzug: Gothaer Straße; Linie: 2
Die Geschichte der Straßenbahnstrecke auf der Gothaer Straße begann 1904 mit der Eröffnung einer kurzen Strecke vom Benaryplatz an der Ringstrecke über den Gothaer Platz zum Beginn der Meineckestraße an der Gothaer Straße. Verlängert wurde diese Strecke erst 1960, als in Erfurt die Internationale Gartenbauausstellung (iga) ausgetragen wurde. Ihr Gelände wurde die Fläche hinter der Zitadelle Cyriaksburg, der heutige egapark, der für diese Veranstaltung auch an die Straßenbahn angebunden wurde. Da das Gelände auch nach der iga noch für Veranstaltungen und als Erholungsgebiet genutzt wurde, blieb die Strecke dorthin erhalten. Nach der Wiedervereinigung wurden die Flächen an der Gothaer Straße westlich des egaparks ein städtisches Expansionsgebiet. Neben einigen Eigenheimen entstanden hier auch die Messe Erfurt, sowie das Landesfunkhaus Thüringen, in dem der Kinderkanal und die Thüringen-Redaktion des MDR ihren Sitz haben. Dies machte eine Verlängerung der Straßenbahnstrecke notwendig, die im Jahr 2001 in Betrieb ging und bis zum neuen P+R-Platz hinter der Messe führt. In den ursprünglichen Planungen war sogar eine Verlängerung bis nach Schmira angedacht, die nicht umgesetzt wurde, aber weiterhin möglich bleibt. An der Endhaltestelle wurde ein großer Parkplatz angelegt, der direkt an einer zur Autobahn führenden Ausfallstraße liegt und dadurch der Straßenbahnlinie, die bei schlechtem Wetter (keine ega-Besucher) oder keinen Veranstaltungen in der Messe eher wenig ausgelastet ist, zusätzliche Fahrgäste bringen soll. Auf der Strecke verkehrt heute die Linie 2.

### Vom Gothaer Platz nach Westen nach Bindersleben

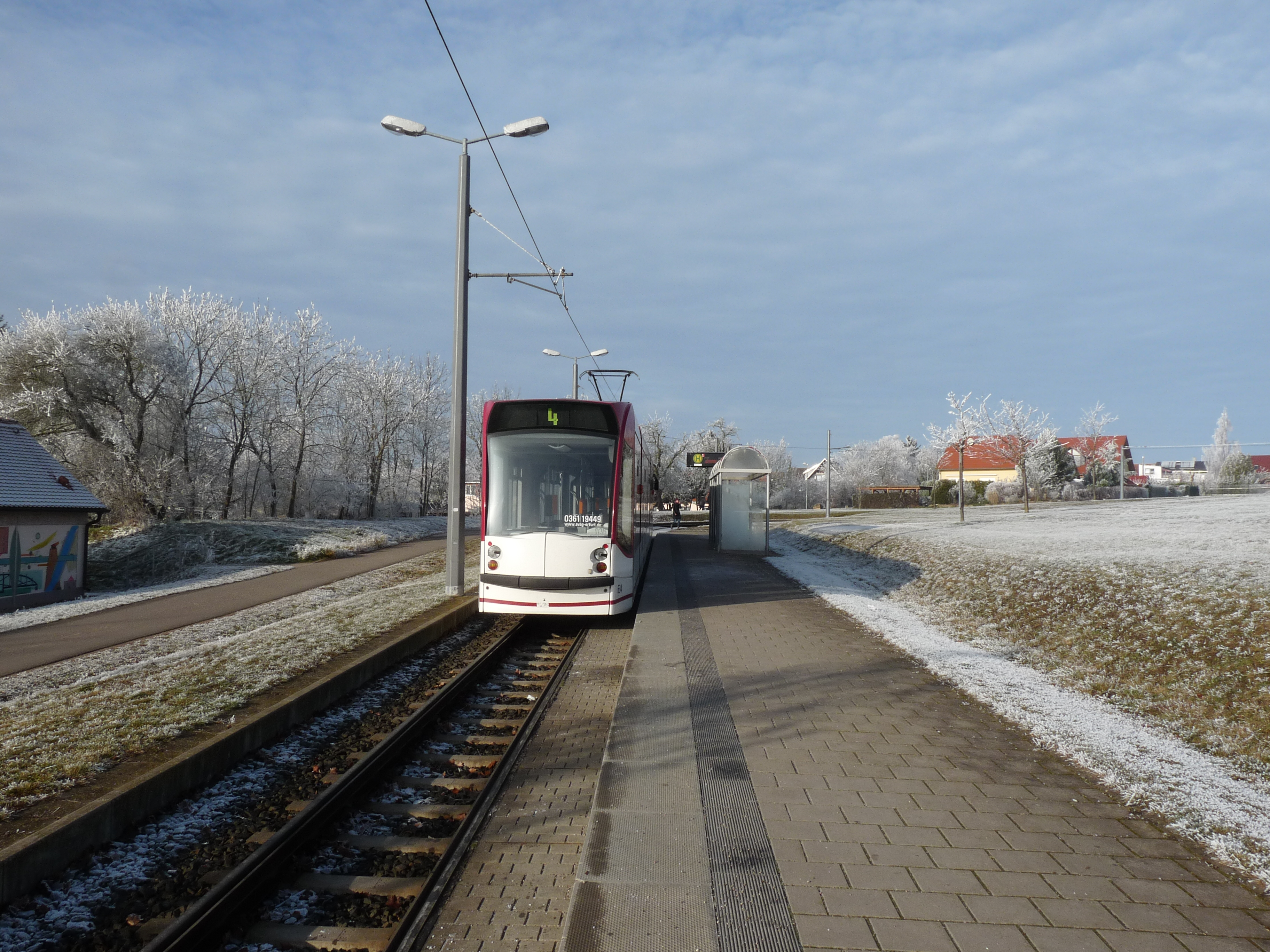
Straßenbahn an der ländlichen Endhaltestelle Bindersleben

Länge: 5,2 km; Straßenzug: Rudolfstraße – Binderslebener Landstraße; Linie: 4
Eine weitere Strecke, die am Gothaer Platz beginnt, ist die Straßenbahntrasse nach Bindersleben. Sie wurde 1934 begonnen, als sie zunächst durch die Heinrichstraße und die Binderslebener Landstraße zum Hauptfriedhof führte. Dabei erschloss sie Wohngebiete, teils mit Eigenheimen und teils mit Mietshäusern sowie den Bahnhof Erfurt-West an der Kleinbahn Erfurt–Nottleben, die – nach der Straßenbahnanbindung – ab 1939 hier begann (vorher führte sie in großem Bogen um die Stadt bis zum Bahnhof Erfurt-Nord). 1967 wurde die Kleinbahn dann gänzlich stillgelegt. Zu einer ersten baulichen Veränderung an der Strecke kam es im Jahr 1980. Damals wurde die Heinrichstraße gemeinsam mit der Hannoverschen Straße zur Stadtautobahn, die nach Erfurt-Nord führt, ausgebaut. Im Zuge dessen wurde die Straßenbahn auf die parallel zur Heinrichstraße verlaufende Rudolfstraße nach Osten verlegt. An der Günterstraße entstand eine zusätzliche Wendeschleife. Dort befindet sich auch das Justizzentrum Erfurt mit dem Bundesarbeitsgericht und verschiedenen anderen Gerichten. Ab dem Binderslebener Knie wurde die neue Strecke wieder auf die alte Strecke geführt. Nach der Wiedervereinigung begann der ehrgeizige Ausbau des Flughafens in Erfurt. Zum Ausbau gehörte auch die Anlage großzügiger Büro- und Wohnkomplexe am Flughafen sowie dessen Anbindung an die Straßenbahn, die im Rahmen des Stadtbahnprogramms realisiert wurde. Dafür wurde die Strecke vom Hauptfriedhof über den Flughafen bis an den Rand des Dorfs Bindersleben verlängert. Auf dieser Strecke verkehrt heute die Linie 4. Da die Entwicklung des Flughafenbereichs hinter den Erwartungen zurückblieb, enden einzelne Züge der Linie 4 im Tagesverkehr schon am Hauptfriedhof, sodass auf dem äußeren Abschnitt der Strecke werktags teilweise ein 10- und teilweise ein 20-Minuten-Takt besteht. Am Wochenende wird im 30- und 40-Minuten-Takt gefahren. Die Strecke endet bereits heute am äußersten Stadtrand, sodass eine weitere Verlängerung derzeit nicht sinnvoll ist. Dennoch war eine Verlängerung nach Bindersleben-West im alten Stadtbahnprogramm vorgesehen, welche aber bisher noch nicht verwirklicht wurde.

### Vom Domplatz nach Norden zum Europaplatz und zum Rieth
Länge: 4,7 km + 1,1 km; Straßenzug: Andreasstraße – Nordhäuser Straße; Linien: 3, 6

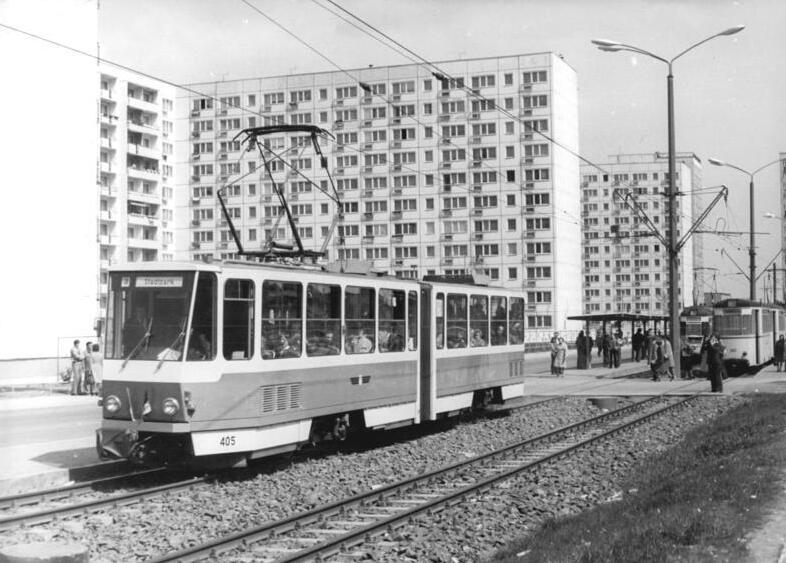
Jungfernfahrt des ersten Tatra KT4D im Rieth (1976)

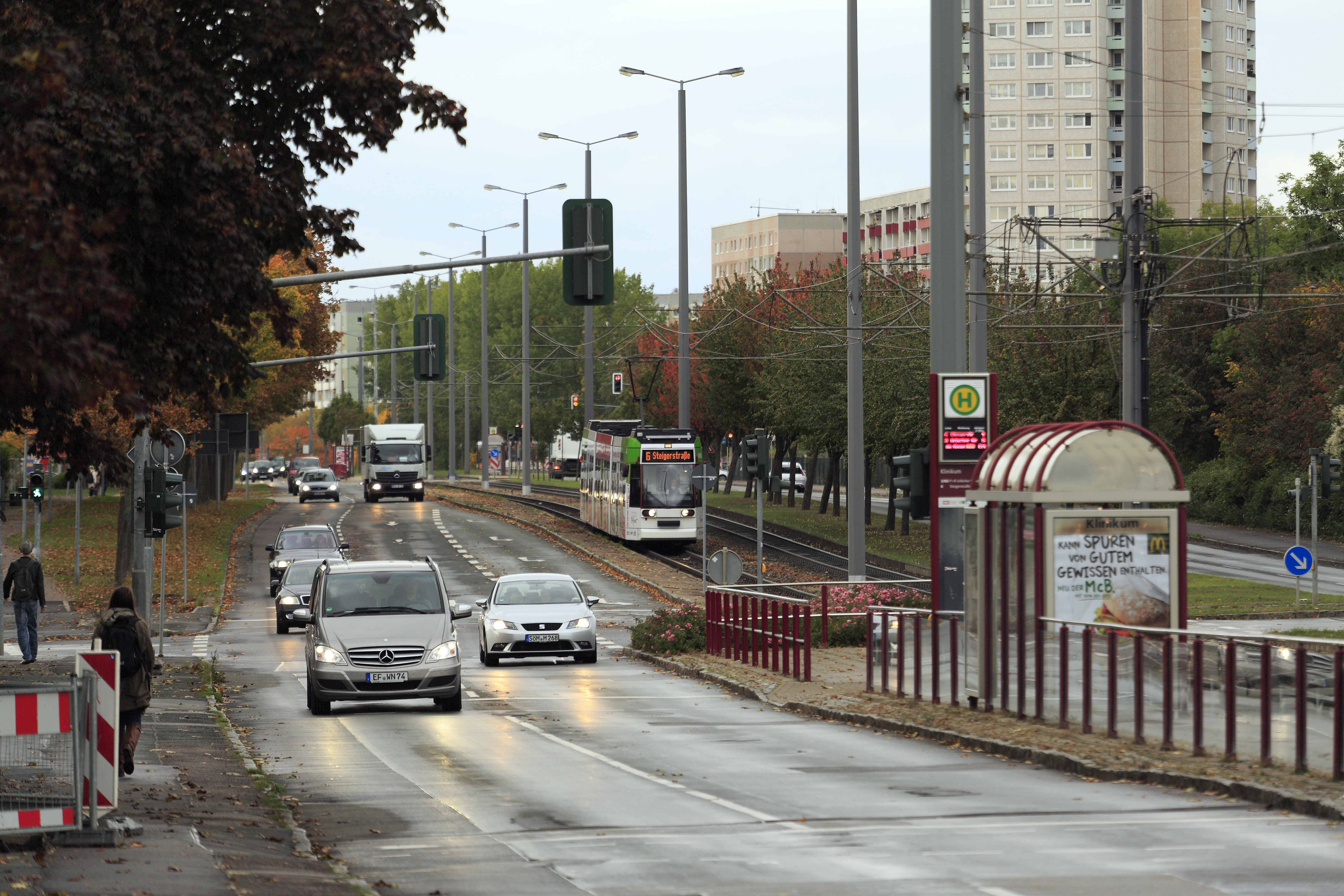
Straßenbahnstrecke am Helios Klinikum in Mittellage der Nordhäuser Straße

Die zweite Hauptstrecke in den Norden Erfurts beginnt am Domplatz. Bereits 1883 eröffnet wurde der erste Abschnitt durch die Andreasstraße bis zum Andreastor. Schon 1893 wurde die Strecke auf der Nordhäuser Straße in den Bereich Baumerstraße verlängert. Es folgten noch zwei kurze Verlängerungen zur heutigen Universität 1899 und zum Klinikum 1903. Dort wurde 1930 der zweite Betriebshof angelegt. Dabei blieb es zunächst. Erst als ab 1970 das Wohngebiet Erfurt-Nord errichtet wurde, kam es wieder zu Streckenverlängerungen auf der Nordhäuser Straße. Zunächst entstand 1973 am Klinikum die Wendeschleife Pappelstieg, die bis 1981 Endhaltestelle war und seitdem nur noch Betriebsstrecke ist. 1974 wurde dann eine Neubaustrecke ins Rieth eingeweiht. Sie führt vom Klinikum nach Norden auf der Nordhäuser Straße entlang und biegt später nach Osten auf die Warschauer Straße und Vilniuser Straße ab. Im Rieth entstand am Platz der Völkerfreundschaft, so auch der frühere Name der Endhaltestelle, eine Wendeschleife in Form einer Blockumfahrung. Bereits 1978 wurde die Straßenbahnstrecke vom Abzweig Warschauer Straße auch nach Norden hin verlängert bis zur Endhaltestelle Bukarester Straße, die später in Ulan-Bator-Straße und anschließend nochmals in Europaplatz umbenannt wurde. Dieser nördliche Streckenabschnitt bindet das Wohngebiet Moskauer Platz an, der östliche Abschnitt das Rieth und der südliche Abschnitt bis zur Warschauer Straße den Berliner Platz. Denkbar wäre eine Verlängerung der Strecke vom Europaplatz durch den Stadtteil Gispersleben mit seinen gut 4000 Einwohnern zum Bahnhof Gispersleben an der Nordhäuser Bahn. Dies würde eine direkte Anbindung der Plattenbaugebiete, des Klinikums und der Universität an den Bahnverkehr nach Nordhausen und Kassel bringen. Eine Schwierigkeit stellen hierbei allerdings die engen Straßen in Gispersleben dar. Die Strecke wird von den Linien 3 (zum Europaplatz) und 6 (zum Rieth) befahren. Zusätzlich verkehrt von der Magdeburger Allee kommend auch die Linie 1 vom Rieth über die Warschauer Straße zum Europaplatz.

### Die Ringstrecke über Domplatz, Hauptbahnhof und Steigerstraße

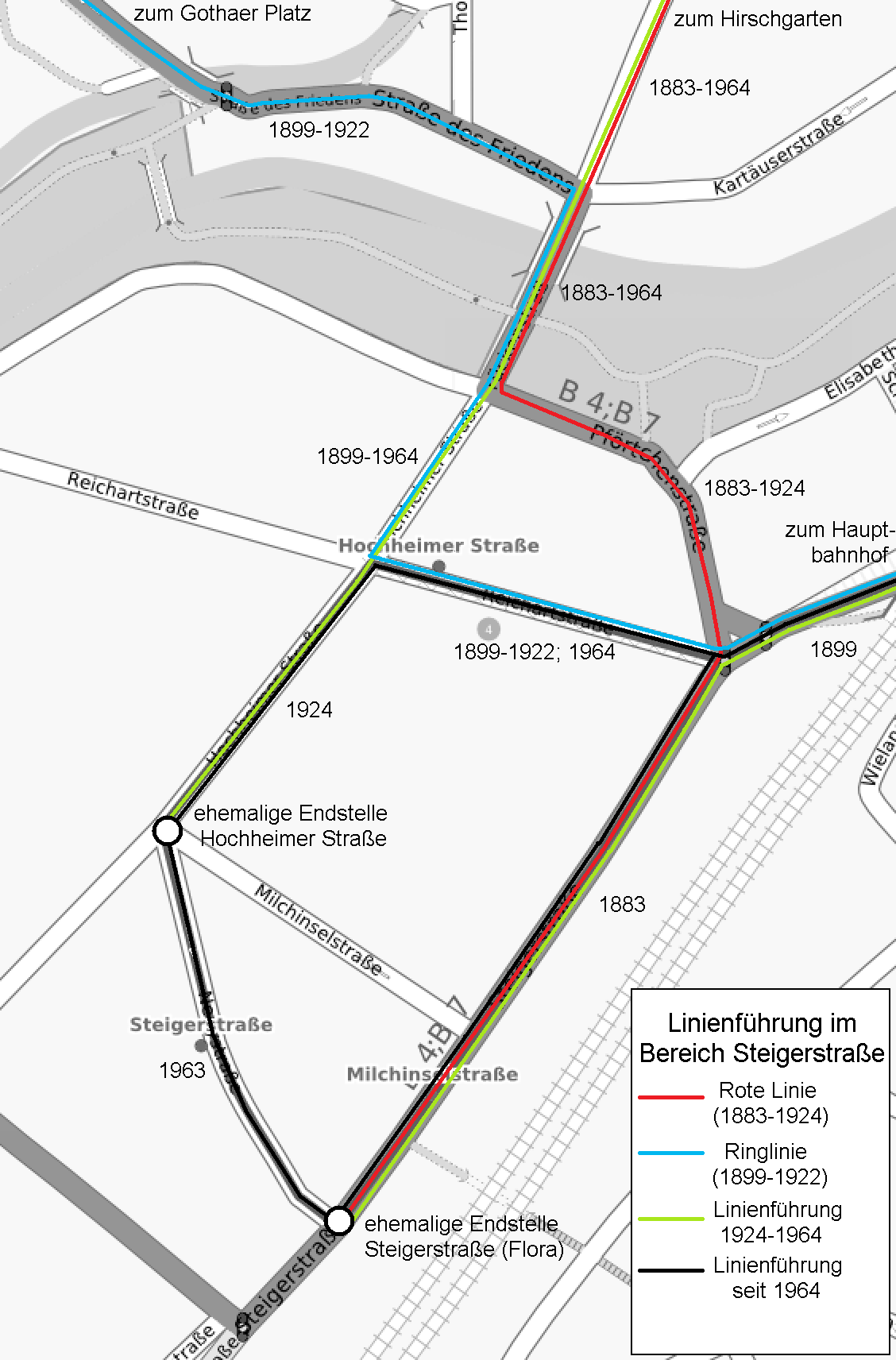
Linienführung im Bereich Steigerstraße

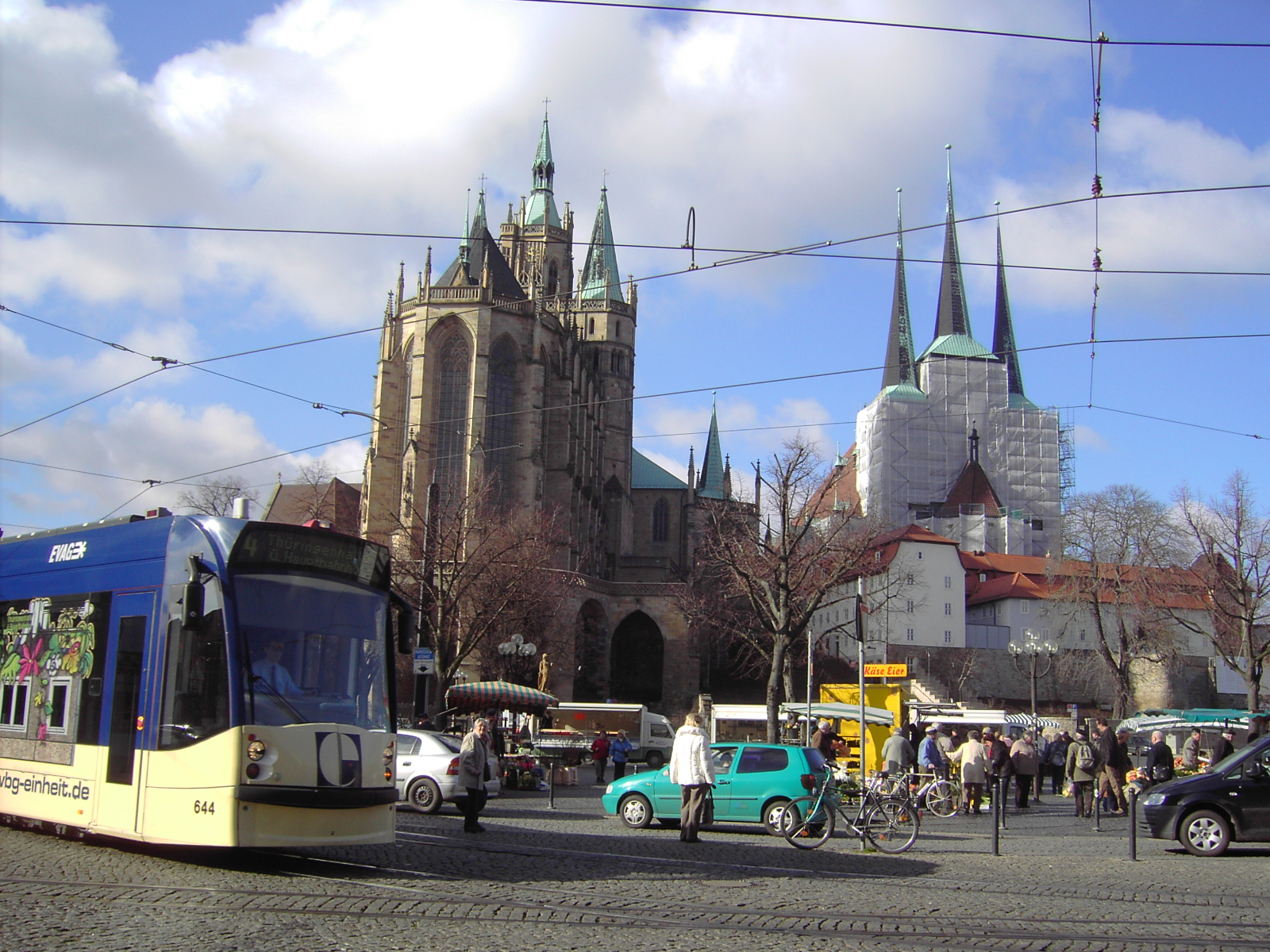
Combino 644 vor dem Erfurter Dom

Länge: 4,8 km (stillgelegt: 0,9 km); Linien: 1 (Anger–Kaffeetrichter: 1,2 km), 2 (Gothaer Platz–Hauptbahnhof: 2,7 km), 3 (Domplatz–Hauptbahnhof: 1,4 km), 6 (Domplatz–Steigerstraße: 2,7 km)
Die Ringstrecke vom Domplatz im Norden über den Anger, Hauptbahnhof, Kaffeetrichter, die Pförtchenbrücke und den Benaryplatz zum Domplatz besteht heute nicht mehr durchgängig, allerdings werden große Abschnitte von ihr noch heute genutzt.
Der östliche Teil vom Domplatz über die Marktstraße, den Fischmarkt, die Schlösserstraße, den Anger und die Bahnhofstraße zum Hauptbahnhof wurde schon 1883 eröffnet und stellt heute die wichtigste Strecke im Erfurter Netz dar. Zwischen Anger und Domplatz verkehren die Linien 2, 3 und 6 und zwischen Anger und Hauptbahnhof die Linien 1, 2, 3, 5 und 6. Als zweiter Abschnitt wurde 1893 die Verbindung vom Hauptbahnhof durch die Schillerstraße zum Kaffeetrichter, über den schon seit 1883 eine Nord-Süd-Linie verkehrte, in Betrieb genommen. Hier fahren die Linien 1 und 6. Um 1960 erhielt dieser Abschnitt eine Wendeschleife durch eine Blockumfahrung am Löberwallgraben, die es ermöglicht, Fahrten am Hauptbahnhof beginnen und enden zu lassen. Aktuell bedient die Linie 5 diese Schleife. Die Fertigstellung der Ringlinie erfolgte 1899 durch den Bau von drei weiteren Abschnitten. Einer führte vom Kaffeetrichter durch die Schillerstraße nach Westen zur Steigerstraße, wo Anschluss an eine 1883 errichtete Linie durch den Dalbergsweg bestand. Der zweite Abschnitt führte von der Pförtchenbrücke durch die Straße des Friedens zum Benaryplatz. Er ist der einzige stillgelegte Abschnitt des Rings, der Verkehr endete hier 1922. Der dritte Abschnitt des Rings führte vom Benaryplatz durch das Brühl zum Domplatz. Dieser Abschnitt wurde 1978 stillgelegt, aber mit dem Stadtbahnprogramm 2001 wiedereröffnet. Derzeit verkehrt hier die Linie 2.
Die Strecke zwischen Anger und Domplatz war vom 11. März bis zum 25. Oktober 2013 für Straßenbahnen komplett gesperrt. Im Zuge der Umgestaltung des Fischmarkts sowie der Schlösserstraße wurde die Haltestelle Fischmarkt niederflurig gebaut und weitere nötige Wartungsarbeiten an Weichen und im Gleisbett erledigt, die in nächster Zeit fällig geworden wären. Des Weiteren wurde die Kurve vom Fischmarkt in die Marktstraße entschärft, sodass sich dort nun zwei Bahnen problemlos begegnen können.

### Die Ost-West-Strecke der Innenstadt (Anger – Steigerstraße/Gothaer Platz)

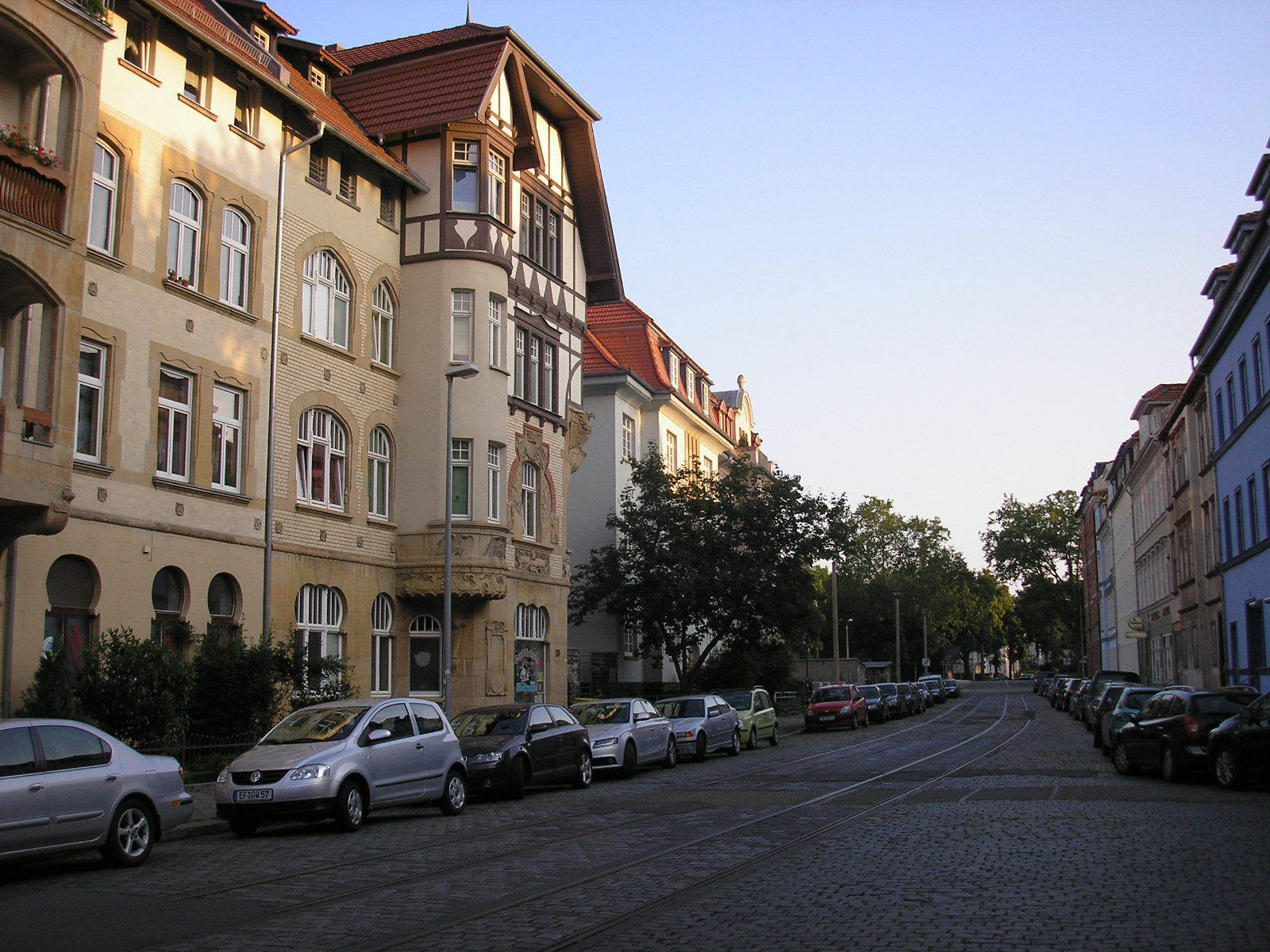
1964 wurde der Streckenteil im Dalbergsweg stillgelegt, die Gleise sind jedoch noch vorhanden

(neu) Länge: 1,9 km; Straßenzug: Anger – Regierungsstraße – Melanchthonstraße – Brühler Straße; Linie: 4

(alt) Länge: 2,2 km; Straßenzug: Anger – Regierungsstraße – Wilhelm-Külz-Straße – Dalbergsweg – Pförtchenstraße – Steigerstraße; teilweise stillgelegt 1964/1978
Diese Strecke ging 1883 in Betrieb. Sie führte zunächst vom Anger durch die Regierungsstraße, Wilhelm-Külz-Straße und den Dalbergsweg zur Pförtchenstraße und weiter zur Steigerstraße. Diese Linienführung wurde 1895 geändert, als in der Hochheimer Straße eine neue Endstelle errichtet wurde und die Strecke nun vom Dalbergsweg in die Hochheimer Straße und nicht mehr in die Steigerstraße führte. Die Steigerstraße wurde dann über die Ringstrecke vom Hauptbahnhof aus angefahren. Die Kreuzung der Ost-West-Strecke mit der Ringstrecke erfolgte an der Kreuzung Steigerstraße/Schillerstraße, von der diese Strecke über die Pförtchenstraße zur Pförtchenbrücke führte und die Ringstrecke über die Reichartstraße – Hochheimer Straße zur Pförtchenbrücke, auf der zwei Gleise (je eins pro Linie) verlegt waren. Nach 1922 existierte die Ringstrecke nicht mehr und die Ost-West-Strecke endete auf der Hochheimer Straße an der Ecke zur Milchinselstraße, die ehemalige Ringstrecke an der Ecke Steigerstraße/Milchinselstraße (ohne auf die Ost-West-Strecke zu treffen). Als die Ost-West-Strecke um 1930 ihr zweites Gleis erhielt, wurde dieses aus Platzgründen auf einem anderen Straßenzug verlegt, nämlich ab Ecke Dalbergsweg/Wilhelm-Külz-Straße weiter über den Dalbergsweg und die Neuwerkstraße zum Angerbrunnen, wo es wieder auf das Gegengleis traf. 1964 kürzte man die Strecke ein, sodass sie nicht mehr an der Hochheimer Straße, sondern schon im Dalbergsweg endete. Zum Umkehren wurde ein neuer Abzweig an der Ecke benutzt, an der sich früher die Richtungsgleise auf Dalbergsweg und Wilhelm-Külz-Straße trennten. Die Steigerstraße erhielt eine Wendeschleife durch Blockumfahrung, sodass auch die letzte Endhaltestelle in Erfurt nun mit einer Wendeschleife ausgestattet war. Im Rahmen der Neuordnung des Straßenbahnnetzes laut den Generalverkehrsplänen der 1970er-Jahre wurde die Strecke im Dalbergsweg dann ganz stillgelegt und dafür eine Neubaustrecke vom Karl-Marx-Platz am Ende der Neuwerkstraße durch die Lutherstraße, vorbei am Brühler Garten zum Gothaer Platz eröffnet. Diese Strecke wurde mit der für Innenstädte ungeeigneten Schotter-Gleisbett-Bauweise ausgeführt und eingezäunt. Dies wurde in den 1990er-Jahren verändert, seitdem gibt es ein Rasengleis, das Fußgängern das Überqueren wieder problemlos ermöglicht. Diese Strecke ersetzte zudem die Strecke vom Domplatz zum Gothaer Platz, die ebenfalls 1978 stillgelegt wurde. Hintergrund dieser Baumaßnahme war die Entlastung der Strecke Domplatz–Anger, auf der neben den westlichen Linien auch noch die nördlichen verkehrten, die durch die Anlage der neu errichteten Wohngebiete in Erfurt-Nord eine wesentliche Taktverdichtung erfuhren. Deshalb wurden die beiden westlichen Linien (zum egapark und zum Hauptfriedhof) ab 1978 über den Hirschgarten zum Anger geführt und nicht mehr über den Domplatz. Die Ost-West-Strecke blieb zwischen Angerbrunnen und Brühler Garten geteilt, das Gleis zum Anger verläuft durch die Neuwerkstraße und das Gleis zum Gothaer Platz durch die Regierungsstraße. Am Brühler Garten besteht zudem die Möglichkeit zu wenden. Die gesamte Ost-West-Strecke befährt heute die Linie 4.

### Die Nord-Süd-Strecke der Innenstadt (Domplatz – Kaffeetrichter)
Länge: 1,1 km; Straßenzug: Lange Brücke – Löberstraße; stillgelegt: 1939
Die Nord-Süd-Strecke führte als Grüne Linie vom Domplatz über den Hirschgarten, wo sie auf die Ost-West-Strecke traf, zum Kaffeetrichter, wo sie sich nach Süden zur Thüringenhalle fortsetzt. Der Abschnitt zwischen Hirschgarten und Kaffeetrichter wurde schon 1883 in Betrieb genommen und verlief durch die Löberstraße mit einer zunächst noch niveaugleichen Kreuzung mit der Thüringer Bahn, die erst 1893–1897 durch eine Brücke ersetzt wurde. Der Abschnitt zwischen Hirschgarten und Domplatz über die Lange Brücke und die Kettenstraße wurde 1899 eröffnet. Da diese Strecke besonders eng war und keinen zweigleisigen Ausbau erlaubte, wurde sie schon 1939 stillgelegt und in den frühen 1950er-Jahren abgebaut. Die Bahnen verkehrten stattdessen auf der östlich verlaufenden Strecke über Domplatz – Anger – Hauptbahnhof – Kaffeetrichter.

### Der Ostring vom Hauptbahnhof über den Leipziger Platz zur Magdeburger Allee

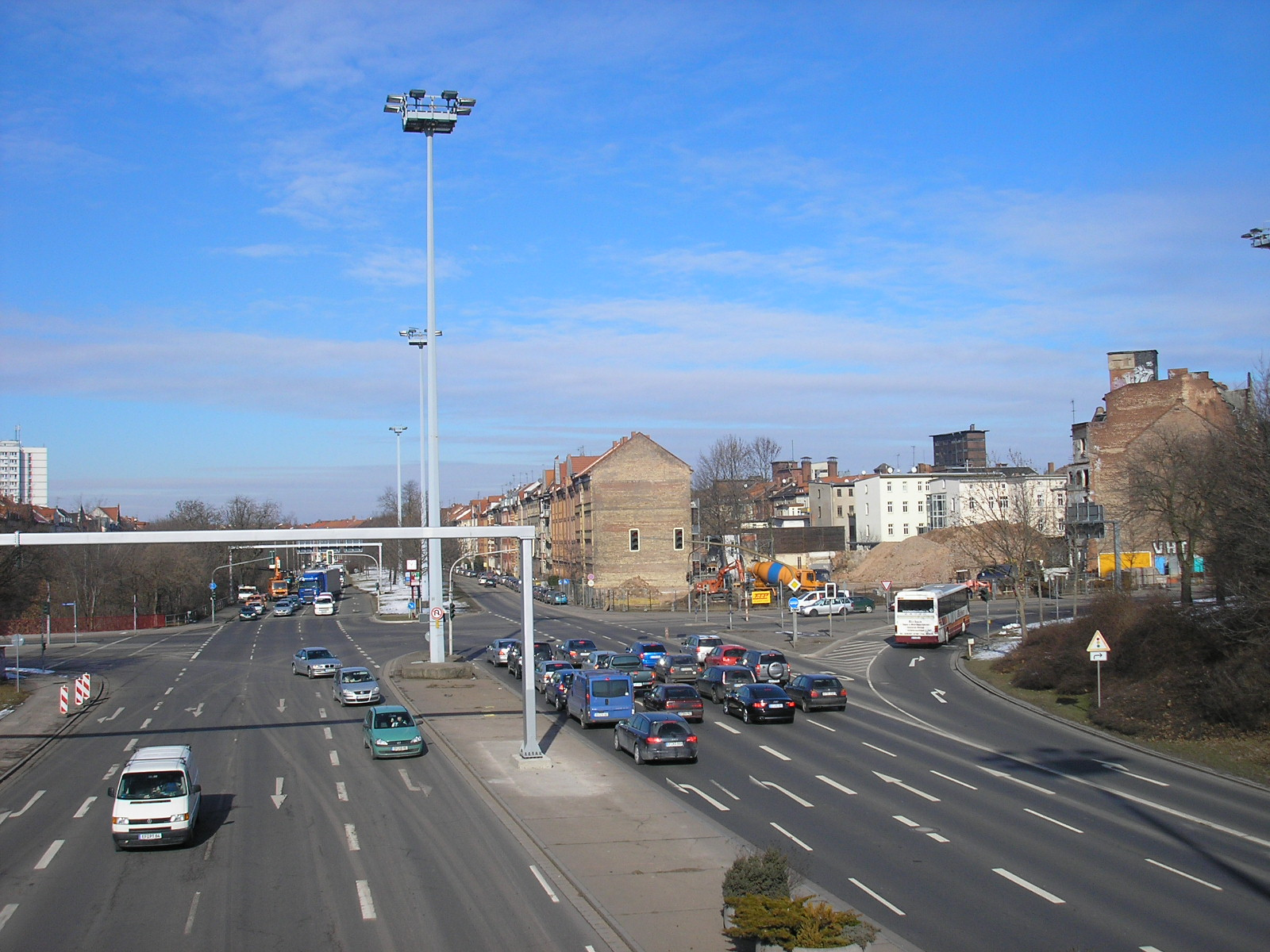
Der Ostring überquerte den Schmidtstedter Knoten an dieser Stelle

Länge: 2,8 km; Straßenzug: Kurt-Schumacher-Straße – Thälmannstraße – Liebknechtstraße; stillgelegt: 1973
Die Ostring-Strecke wurde 1912 als Braune Linie eröffnet. Sie verband den Hauptbahnhof über die Schmidtstedter Brücke (wo sie bis 1924 die Strecke Anger ↔ Weimarische Straße kreuzte), die Thälmannstraße, den Leipziger Platz, die Liebknechtstraße, die Rosa-Luxemburg-Straße und die Breitscheidstraße (in der Gegenrichtung über Bebelstraße – Mehringstraße) mit der Magdeburger Allee und führte dabei durch die dicht besiedelten Arbeiterquartiere der Krämpfervorstadt und der Johannesvorstadt. Sie wurde 1973 stillgelegt, da ihre Gleise beim Ausbau des Schmidtstedter Knotens im Südosten der Altstadt im Weg waren. Allerdings war die Stilllegung wenig sinnvoll, da in den vom Ostring erschlossenen Gebieten viele Menschen wohnen und ein großer Transportbedarf besteht. Dieser wird teilweise durch die den Leipziger Platz kreuzende Trasse vom Anger zum Ringelberg (Linie 2) und teilweise durch die im 10-Minuten-Takt auf der Strecke verkehrende Buslinie 9 abgedeckt. Eine Wiederaufnahme des Straßenbahnbetriebs auf dem Ostring mit Verlängerung in den Johannesplatz würde die östlichen innerstädtischen Gebiete besser anbinden und ein größeres Transportpotenzial erschließen. Allerdings wäre eine Straßenbahnstrecke hier verhältnismäßig langsam, da häufig eine vom Individualverkehr getrennte Trassenführung nur schwierig oder gar nicht zu realisieren ist. Aktuell (2014) wird eine teilweise Wiederöffnung der Strecke auf dem Abschnitt Leipziger Platz, Thälmannstraße im Zuge einer neuen Straßenbahnlinie zur Erschließung des neuen Bahnhofsviertels auf dem Gelände des ehemaligen Güterbahnhofs diskutiert. Auch hierbei stellt sich jedoch wieder das Problem der Querung des Stadtrings am Schmidtstedter Knoten.

### Die Verbindungsstrecke vom Rieth zur Magdeburger Allee
Länge: 1,2 km; Straßenzug: Mainzer Straße – Riethstraße – Vollbrachtstraße; Linie: 1
Diese Strecke ist der jüngste Bestandteil des Erfurter Straßenbahnnetzes. Sie führt vom Rieth über die Mainzer Straße, die Riethstraße und die Vollbrachtstraße nach Osten zur Magdeburger Allee, die sie auf Höhe der Haltestelle Salinenstraße erreicht. Diese Strecke ging 2007 in Betrieb und bindet einige Wohngebiete sowie Gewerbeflächen im Norden Erfurts neu an das Straßenbahnnetz an und verbessert vor allem die Verbindung zwischen den Plattenbaugebieten in Erfurt-Nord und den teils innerstädtischen Gebieten entlang der Johannesstraße und der Magdeburger Allee.

### Entwicklung des Streckennetzes
Der Straßenbahnbetrieb in Erfurt begann 1883 auf einem etwa neun Kilometer langen Netz, das bis 1912 auf etwa 23 Kilometer erweitert wurde. Die Gesamtlänge blieb bis 1983 nahezu konstant. Seitdem wuchs es durch zahlreiche Neubaustrecken auf die heutige Länge von etwa 45 Kilometer an.
Nachfolgend wird die Entwicklung des Streckennetzes beschrieben. Dabei werden heutige Bezeichnungen und Straßennamen verwendet, die sich von früheren unterscheiden können.
| Eröffnung          | Strecke             | Benutzte Straßen | Länge (m) | Stilllegung        | heutige Linien |
| ------------------ | ------------------- | --- | --------- | ------------------ | -------------- |
| 13. Mai 1883       | Zoopark             | Anger ↔ Johannesstraße ↔ Magdeburger Allee ↔ Lutherkirche | 1800      |                    | 1, 5           |
| 13. Mai 1883       | Ost-West            | Anger ↔ Regierungsstraße ↔ Brühler Garten | 1000      |                    | 4              |
| 13. Mai 1883       | Ost-West            | Brühler Garten ↔ Wilhelm-Külz-Straße ↔ Wilhelm-Külz-Straße/Dalbergsweg | 400       | 11. Dezember 1978  | –              |
| 13. Mai 1883       | Ost-West            | Wilhelm-Külz-Straße/Dalbergsweg ↔ Dalbergsweg ↔ Pförtchenbrücke | 300       | 1. Mai 1964        | –              |
| 13. Mai 1883       | Ost-West            | Pförtchenbrücke ↔ Pförtchenstraße ↔ Ecke Steigerstraße/Reichartstraße | 200       | 1924               | –              |
| 13. Mai 1883       | Ost-West            | Steigerstraße/Reichartstraße ↔ Steigerstraße ↔ Steigerstraße/Nerlystraße | 300       |                    | 1, 6           |
| 13. Mai 1883       | Ring                | Anger ↔ Schlösserstraße ↔ Fischmarkt ↔ Marktstraße ↔ Domplatz | 800       |                    | 2, 3, 6        |
| 13. Mai 1883       | Europaplatz         | Domplatz ↔ Andreasstraße ↔ Andreastor | 700       |                    | 3, 6           |
| 13. Mai 1883       | Nord-Süd            | Hirschgarten ↔ Löberstraße ↔ Kaffeetrichter | 600       | 26. April 1938     | –              |
| 13. Mai 1883       | Thüringenhalle      | Kaffeetrichter ↔ Arnstädter Straße ↔ Thüringenhalle | 1200      |                    | 1, 6           |
| Ende Juni 1883     | Ring                | Anger ↔ Bahnhofstraße ↔ Hauptbahnhof | 500       |                    | 1, 2, 3, 5, 6  |
| Juli 1883          | Zoopark             | Lutherkirche ↔ Magdeburger Allee ↔ Ilversgehofener Platz | 900       |                    | 1, 5           |
| 1. Juni 1894       | Zoopark             | Ilversgehofener Platz ↔ Magdeburger Allee ↔ Bahnhof Erfurt-Nord | 500       |                    | 1, 5           |
| 20. August 1894    | Europaplatz         | Andreastor ↔ Nordhäuser Straße ↔ Baumerstraße | 500       |                    | 3, 6           |
| 20. August 1894    | Ring                | Hauptbahnhof ↔ Schillerstraße ↔ Kaffeetrichter | 700       |                    | 1, 5, 6        |
| 1. Juni 1895       | Ring                | Kaffeetrichter ↔ Schillerstraße ↔ Ecke Steigerstraße/Reichartstraße | 800       |                    | 1, 6           |
| 22. Dezember 1899  | Nord-Süd            | Domplatz ↔ Kettenstraße ↔ Lange Brücke ↔ Neuwerkstraße ↔ Hirschgarten | 600       | 26. April 1938     | –              |
| 22. Dezember 1899  | Ring                | Domplatz ↔ Domstraße ↔ Mainzerhofstraße ↔ Brühler Straße ↔ Benaryplatz | 1300      | 11. Dezember 1978* | (2)            |
| 22. Dezember 1899  | Ring                | Steigerstraße/Reichartstraße ↔ Reichartstraße ↔ Hochheimer Straße/Reichartstraße                                                                                                | 200       | Sommer 1922*       | (1), (6)       |
| 22. Dezember 1899  | Ring                | Pförtchenbrücke ↔ Hochheimer Straße ↔ Ecke Hochheimer Straße/Reichartstraße | 200       | 1. Mai 1964        | –              |
| 22. Dezember 1899  | Ring                | Pförtchenbrücke ↔ Straße des Friedens ↔ Brühlerwallstraße ↔ Benaryplatz | 600       | Sommer 1922        | –              |
| 31. Dezember 1899  | Europaplatz         | Baumerstraße ↔ Nordhäuser Straße ↔ Universität | 600       |                    | 3, 6           |
| 1. Juni 1903       | Europaplatz         | Universität ↔ Nordhäuser Straße ↔ Klinikum | 500       |                    | 3, 6           |
| 10. Dezember 1904  | Ringelberg          | Anger ↔ Krämpferstraße ↔ Leipziger Platz ↔ Leipziger Straße ↔ Nordhäuser Bahnhof                                                                                                | 1600      | Sommer 1922*       | (4)            |
| 10. Dezember 1904  | Weimarische Straße  | Anger ↔ Trommsdorffstraße ↔ Schmidtstedter Brücke ↔ Weimarische Straße ↔ Weimarische Straße/Abzweig Rudolstädter Straße                                                         | 1300      | Sommer 1922        | –              |
| 10. Dezember 1904  | Messe               | Benaryplatz ↔ Gothaer Platz ↔ Gothaer Straße ↔ Ecke Gothaer Straße/Meineckestraße                                                                                               | 400       |                    | 4              |
| 26. Mai 1912       | Ostring             | Magdeburger Allee ↔ Breitscheidstraße ↔ Rosa-Luxemburg-Straße ↔ Liebknechtstraße ↔ Leipziger Platz ↔ Thälmannstraße ↔ Schmidtstedter Brücke ↔ Willy-Brandt-Platz ↔ Hauptbahnhof | 2800      | 12. Januar 1973    | –              |
| 26. Mai 1912       | Urbicher Kreuz      | Hauptbahnhof ↔ Windthorststraße ↔ Häßlerstraße | 1000      |                    | 2, 3           |
| 26. Mai 1912       | Urbicher Kreuz      | Häßlerstraße ↔ Friedrich-Ebert-Straße ↔ Käthe-Kollwitz-Straße | 900       | Dezember 1918*     | (2), (3)       |
| 1924               | Ost-West            | Angerbrunnen ↔ Neuwerkstraße ↔ Karl-Marx-Platz | 500       |                    | 4              |
| 1924               | Ost-West            | Karl-Marx-Platz ↔ Dalbergsweg ↔ Wilhelm-Külz-Straße/Dalbergsweg | 300       | 11. Dezember 1978  | –              |
| 1924               | Ost-West            | Ecke Hochheimer Straße/Reichartstraße ↔ Hochheimer Straße ↔ Ecke Hochheimer Straße/Nerlystraße                                                                                  | 200       |                    | 1, 6           |
| 20. Juni 1934      | Bindersleben        | Gothaer Platz ↔ Heinrichstraße ↔ Binderslebener Knie | 600       | 3. Oktober 1980    | –              |
| 20. Juni 1934      | Bindersleben        | Binderslebener Knie ↔ Binderslebener Landstraße ↔ Hauptfriedhof | 1200      |                    | 4              |
| 11. August 1935    | Urbicher Kreuz      | Häßlerstraße ↔ Friedrich-Ebert-Straße ↔ Pachelbelstraße | 600       |                    | 2, 3           |
| 11. August 1935    | Urbicher Kreuz      | Pachelbelstraße ↔ Friedrich-Ebert-Straße ↔ Käthe-Kollwitz-Straße | 300       | 2. Dezember 1979   | –              |
| 7. November 1960   | Messe               | Ecke Gothaer Straße/Meineckestraße ↔ Gothaer Straße ↔ ega | 1100      |                    | 2              |
| März 1963          | Ring                | Ecke Steigerstraße/Reichartstraße ↔ Reichartstraße ↔ Ecke Hochheimer Straße/Reichartstraße                                                                                      | 200       |                    | 1, 6           |
| März 1963          | Ost-West            | Ecke Hochheimer Straße/Nerlystraße ↔ Nerlystraße ↔ Ecke Steigerstraße/Nerlystraße                                                                                               | 200       |                    | 1, 6           |
| 1. Mai 1973        | Europaplatz         | Klinikum ↔ Pappelstieg | 300       | 30. April 19811    | –              |
| 7. Oktober 1974    | Europaplatz         | Klinikum ↔ Nordhäuser Straße ↔ Warschauer Straße | 800       |                    | 3, 6           |
| 7. Oktober 1974    | Europaplatz         | Warschauer Straße ↔ Vilniuser Straße ↔ Rieth | 1100      |                    | 1, 3, 6        |
| 2. April 1978      | Europaplatz         | Warschauer Straße ↔ Nordhäuser Straße ↔ Europaplatz | 1500      |                    | 1, 3           |
| 11. Dezember 1978  | Ost-West            | Karl-Marx-Platz ↔ Lutherstraße ↔ Brühler Garten ↔ Melanchtonstraße ↔ Gorkistraße ↔ Brühler Straße ↔ Gothaer Platz                                                               | 1100      |                    | 4              |
| 2. Dezember 1979   | Urbicher Kreuz      | Pachelbelstraße ↔ Agentur für Arbeit | 200       |                    | 2, 3           |
| 3. Oktober 1980    | Bindersleben        | Gothaer Platz ↔ Rudolfstraße ↔ Binderlebener Landstraße ↔ Binderslebener Knie                                                                                                   | 900       |                    | 4              |
| 30. April 1981     | Urbicher Kreuz      | Agentur für Arbeit ↔ Melchendorfer Straße ↔ Kranichfelder Straße ↔ Sozialversicherungszentrum                                                                                   | 1100      |                    | 2, 3           |
| 6. Oktober 1983    | Urbicher Kreuz      | Sozialversicherungszentrum ↔ Kranichfelder Straße ↔ Abzweig Wiesenhügel | 1000      |                    | 2, 3           |
| 6. Oktober 1983    | Urbicher Kreuz      | Abzweig Wiesenhügel ↔ Melchendorf | 400       |                    | 3              |
| 7. Juni 1985       | Urbicher Kreuz      | Abzweig Wiesenhügel ↔ Am Wiesenhügel ↔ Wiesenhügel | 800       |                    | 2              |
| 6. Oktober 1987    | Urbicher Kreuz      | Melchendorf ↔ Drosselberg ↔ Katholisches Krankenhaus ↔ Windischholzhausen | 1400      |                    | 3              |
| 15. September 1989 | Urbicher Kreuz      | Windischholzhausen ↔ Urbicher Kreuz | 600       |                    | 3              |
| 29. September 1990 | Zoopark             | Bahnhof Erfurt-Nord ↔ Magdeburger Allee ↔ Grubenstraße | 400       |                    | 5              |
| 23. August 1992    | Zoopark             | Grubenstraße ↔ Stotternheimer Straße ↔ Am Roten Berg ↔ Roter Berg ↔ Zoopark | 2500      |                    | 5              |
| 24. Mai 1998       | Ringelberg          | Anger ↔ Krämpferstraße ↔ Krämpfertor | 400       |                    | 4              |
| 27. Mai 2000       | Ringelberg          | Krämpfertor ↔ Krämpferstraße ↔ Leipziger Platz ↔ Leipziger Straße ↔ Walter-Gropius-Straße ↔ Ringelberg                                                                          | 4200      |                    | 4              |
| 18. August 2001    | Messe               | Ega ↔ Gothaer Straße ↔ P+R Messe | 1200      |                    | 2              |
| 24. November 2001  | Ring                | Domplatz ↔ Domstraße ↔ Mainzerhofstraße ↔ Brühler Straße ↔ Gothaer Platz | 1400      |                    | 2              |
| 20. Juni 2005      | Bindersleben        | Hauptfriedhof ↔ Binderslebener Landstraße ↔ Flughafen ↔ Bindersleben | 3400      |                    | 4              |
| 5. Oktober 2007    | Ilversgehofen-Rieth | Magdeburger Allee ↔ Vollbrachtstraße ↔ Riethstraße ↔ Mainzer Straße ↔ Rieth | 1200      |                    | 1              |

* Strecke wurde später wiedereröffnet

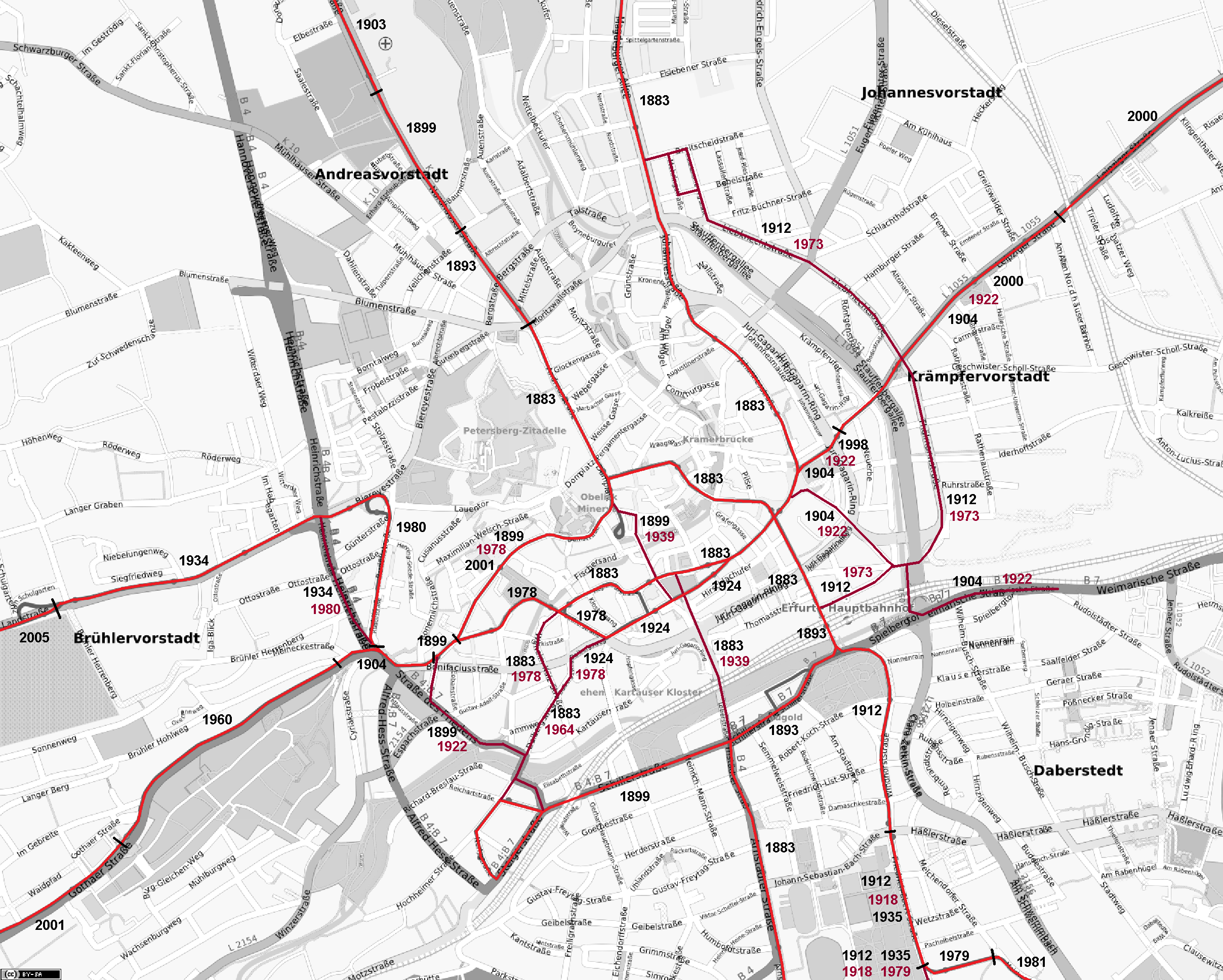
Grafische Darstellung der Entwicklung des Streckennetzes im Innenstadtbereich

1zu Betriebsstrecke umgewandelt

## Fahrzeugpark
| Traktion                        | Beförderungskapazität (Personen) | Einsatz (Linien im Tagnetz, werktags) |
| ------------------------------- | -------------------------------- | ------------------------------------- |
| 1× MGT6D                        | 175                              | 6                                     |
| 2× MGT6D                        | 350                              | 3                                     |
| 1× 5er-Combino                  | 180                              | 1, 2, 6                               |
| 1× 5er-Combino + 1× 3er-Combino | 285                              | 3, 4, 5                               |
| 2× 3er-Combino                  | 210                              | 1, 2, 6                               |
| 1× Tramlink                     | 248                              | 3, 4, 5                               |

Die ersten Straßenbahnen in Erfurt wurden von vielen verschiedenen Herstellern bezogen und teilweise auch gebraucht aus anderen Städten gekauft. Ab 1936 wurden dann nur noch Fahrzeuge der Gothaer Waggonfabrik gekauft und dadurch der Fuhrpark vereinheitlicht. Die letzten Straßenbahnen aus Gothaer Produktion wurden 1967 nach Erfurt geliefert. Anschließend wurden bis 1990 alle Bahnen gemäß RGW-Vereinbarung vom Hersteller ČKD Tatra aus Prag bezogen. Nach der Wiedervereinigung konnte dann wieder Wettbewerb unter den Herstellern stattfinden, sodass seitdem Fahrzeuge von DUEWAG und Siemens angeschafft wurden. Beiwagen wurden nur bis 1968 neu erworben, später fanden lediglich noch einige Umbauten von Triebwagen in Beiwagen in Eigenregie statt, allerdings gehört der Einsatz von Beiwagen im Linienverkehr – anders als beispielsweise in Leipzig – bereits seit den 1980er-Jahren der Geschichte an. Schon kurz nach der Wende trafen 1990 zwei achtachsige Stadtbahnwagen Typ M aus Essen ein, die rund ein Jahr zu Erprobungszwecken in Erfurt blieben. Allerdings wurde zukünftig niederflurigen Wagen der Vorzug gegeben, sodass diese Wagen nur eine Episode blieben.

### KT4D

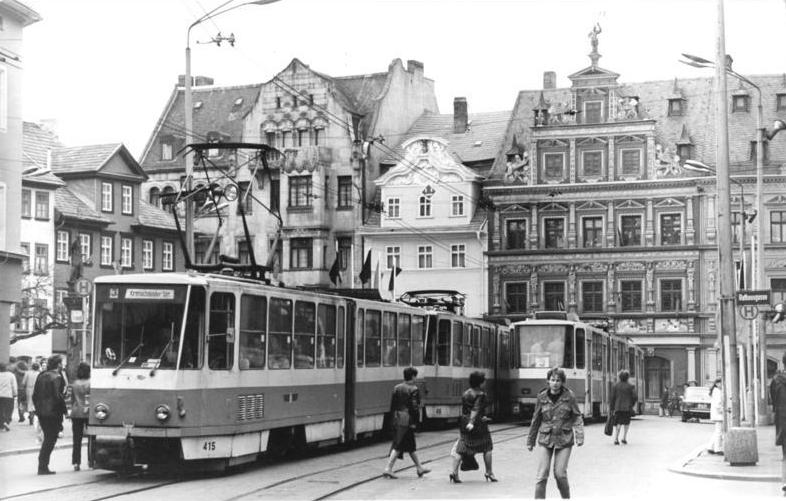
Verkehr mit KT4D am Fischmarkt, 1983

Zu Beginn der 1970er-Jahre entwickelte ČKD Tatra in Prag den Kurzgelenktriebwagen KT4D. Der Neupreis pro Fahrzeug betrug 344.000 Mark (1990). Der Triebwagen ist 18,11 Meter lang und besitzt einen Allradantrieb mit einer Leistung von 4 × 40 kW. Der KT4D hat ein Fassungsvermögen von 90 Fahrgästen (modernisiert). Bis 1990 beschafften die Erfurter Verkehrsbetriebe 156 Triebwagen. Am 29. Juli 1981 wurde erstmals in Deutschland die Dreifachtraktion erprobt. Ab Dezember 1981 wurde sie anfangs im Probebetrieb, nach einem Jahr im Planeinsatz gefahren. Der 54 Meter lange Zugverband hatte eine Beförderungskapazität von bis zu 300 und mehr Personen und war nur noch auf der Linie 3 unterwegs. Im Oktober 1981 wurde die Heck-an-Heck-Traktion in Erfurt eingeführt. Dadurch konnten Streckenabschnitte ohne Wendeschleife befahren werden.
Bis 1999 wurden 62 Tatra-Triebwagen modernisiert. Begonnen wurde mit dem Triebwagen 515 im Jahre 1992, der letzte war der Triebwagen 435, der kurz zuvor aus dem A-Teil des ehemaligen Wagens 435 und dem B-Teil des Wagens 434 zusammengestellt worden ist. Triebwagen 401 ist der letzte noch im Originalzustand erhaltene in Erfurt. Im September 2013 besaß die EVAG noch 11 KT4D, wovon noch vier Fahrzeuge im Linienverkehr eingesetzt wurden. Die übrigen 145 Wagen wurden verschrottet oder verkauft, zunächst in andere Städte Ostdeutschlands, später auch nach ganz Osteuropa. Zwei KT4D (Tw 405 und 435) haben einen zweiten Führerstand für den Baustellen- und Pendelverkehr. Da sie nur auf einer Seite Türen besitzen, werden sie als „unechte“ Zweirichtungsfahrzeuge bezeichnet. Der KT4D 435 wurde im Januar 2013 nach Jena verkauft und dort als Arbeitswagen eingesetzt. Im September 2016 verließ der KT4D 405 das Erfurter Schienennetz und steht seitdem im Eisenbahnmuseum in Weimar. Der KT4D 401 ging im Juli 2018 als Dauerleihgabe in das dortige Eisenbahnmuseum. Damit verließ der letzte Wagen mit klassischer Beschleunigersteuerung die Landeshauptstadt.
Schon 1991 wurden sieben neuwertige Tatra-Wagen nach Cottbus verkauft. Weitere Verkäufe von älteren, zwischenzeitlich modernisierten Tatras fanden in den 2000er-Jahren statt. So sind 32 nach Tallinn verkauft worden, 15 nach Gotha, elf nach Lemberg, acht nach Liepāja, fünf nach Görlitz und vier nach Pjatigorsk. 2011 und 2012 wurden einige der letzten für den Fahrgastverkehr eingesetzten Tatra-Wagen durch neue 3-teilige Combinos ersetzt. Trotzdem erhielten einige KT4Ds noch eine Hauptuntersuchung, um sie bei einem eventuellen Wintereinbruchs einsetzen zu können, da sie sich als robuster als die neueren Wagen erwiesen.
Seit dem 19. Oktober 2014 sind die KT4D nicht mehr im Linieneinsatz, da zu diesem Zeitpunkt die Fahrdrahtspannung auf 750 Volt erhöht wurde und die Fahrzeuge nicht für diese Spannung ausgerüstet waren. Fünf Tatrawagen wurden auf die neue Spannung umgerüstet und mit einer Chopper-Steuerung ausgestattet. Drei sollen für Stadtrundfahrten genutzt werden, zwei weitere Triebwagen wurden zu Arbeitstriebwagen umgebaut und kommen im Winter mit einem Schneepflug bzw. als Gleisrillensaugwagen zum Einsatz.

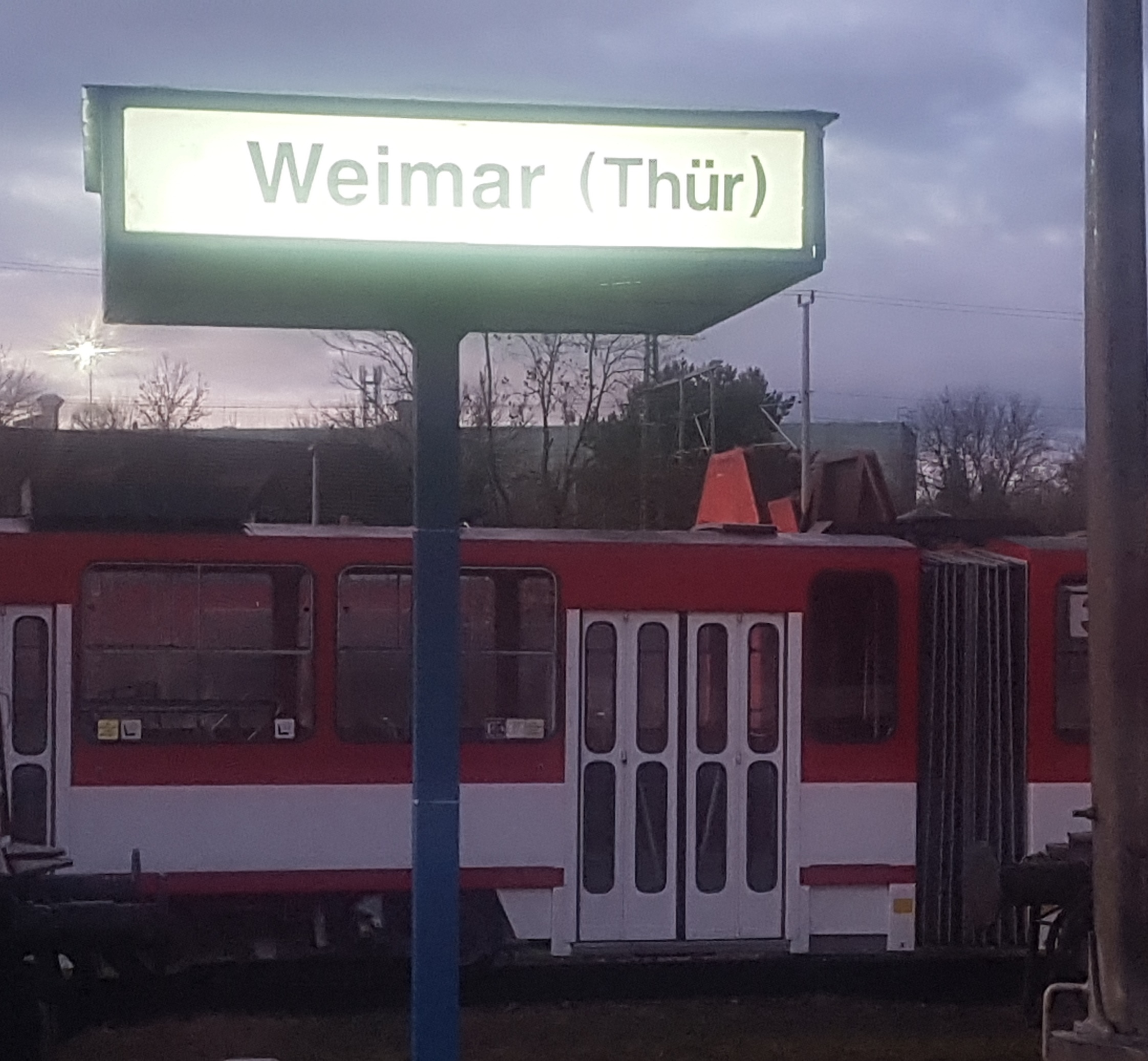
Tatra KT4 Tram aus Erfurt in Weimar (2019) im Eisenbahnmuseum Weimar
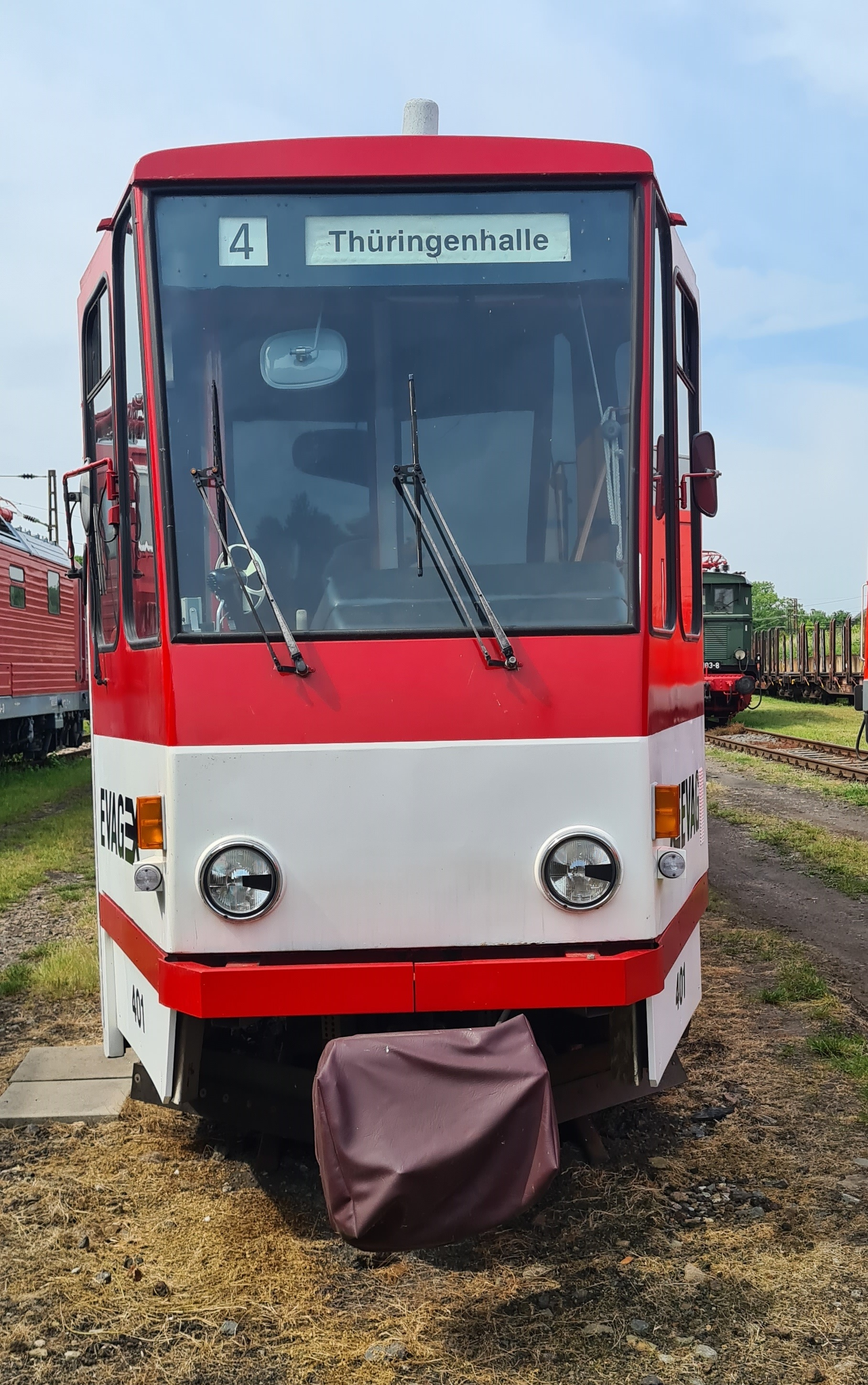
Tatra KT4 Tram aus Erfurt in Weimar (2022) im Eisenbahnmuseum Weimar
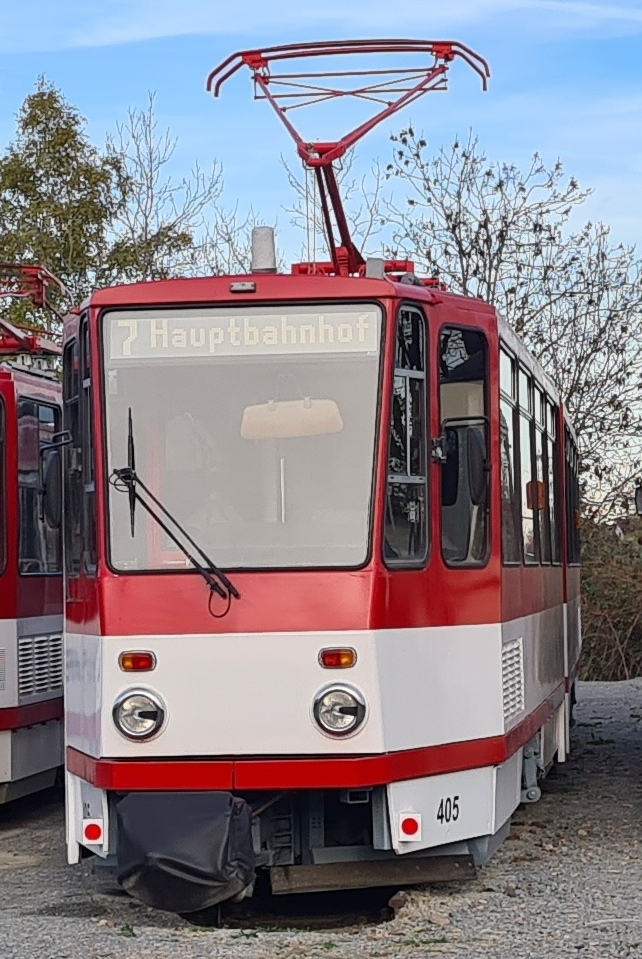
Tatra KT4D Erfurt 405 (unechter Zweirichtungswagen) im Eisenbahnmuseum Weimar (2022)
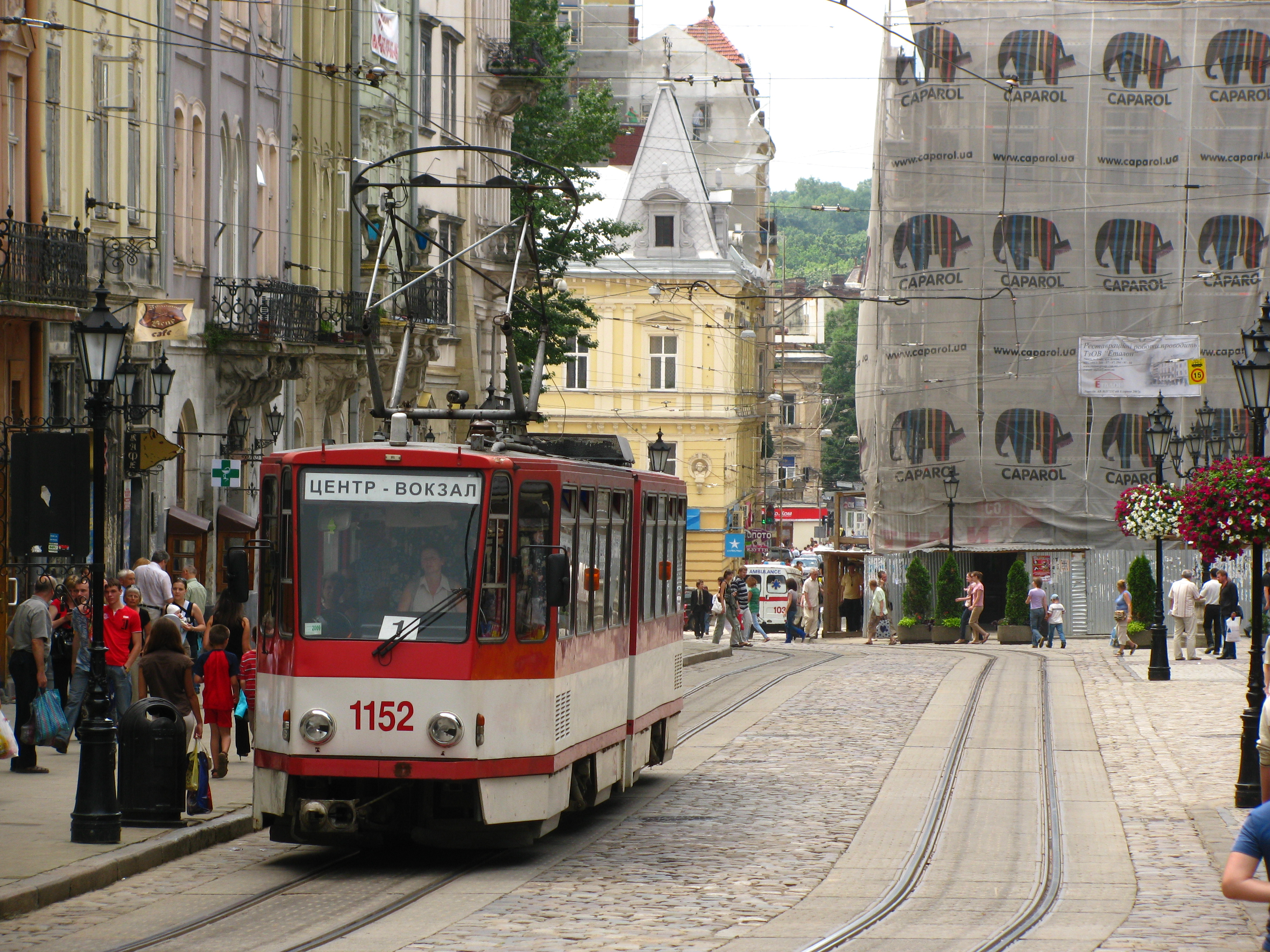
Ein ehemaliger Erfurter Wagen in EVAG-Lackierung in Lemberg

### MGT6D

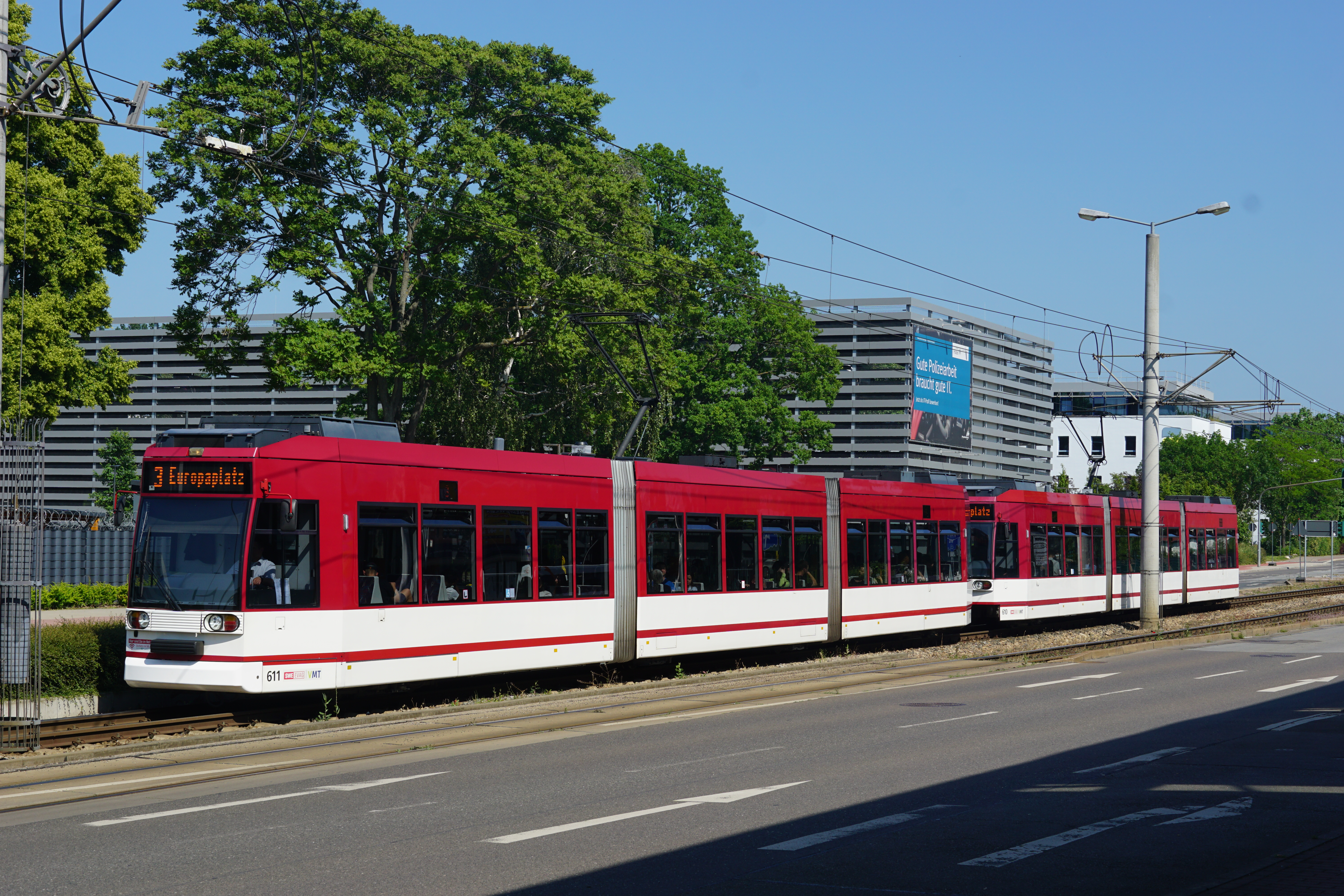
Doppeltraktion zweier MGT6DE in der Kranichfelder Straße

1994 erhielt die EVAG die ersten Niederflurstraßenbahnwagen in Form von vier Fahrzeugen des Typs MGT6D, ausgeführt als Zweirichtungswagen. Der Preis pro Fahrzeug betrug 3,3 Millionen DM. Es dauerte eine ganze Zeit, bis diese Wagen mit ihrer Breite von 2,3 Metern freizügig im ganzen Netz eingesetzt werden konnten, da insbesondere der enge Abschnitt zwischen Fischmarkt und Domplatz umgebaut werden musste. 1996 bis 1998 folgten 12 Einrichtungswagen (MGT6DE). Ein Einrichtungsfahrzeug dient inzwischen als Ersatzteilspender.
Bei den Einrichtungsfahrzeugen erfolgte die Endmontage im Instandhaltungswerk Erfurt der DB Regio AG. Die Wagenkästen wurden aus Bautzen zugeliefert, die elektrische Ausrüstung aus Uerdingen. Geplant war der Bau von weiteren Fahrzeugen für weitere Straßenbahnen in Thüringen. Aufgrund der Entscheidung der Straßenbahn Jena (GT6M von Adtranz); Gera (Umbau KT4D in KTNF 8); Nordhausen (seinerzeit kein Nf – später Combino) und Gotha (seinerzeit kein Nf – später gebrauchte GT8N aus Mannheim) wurden diese Pläne wieder verworfen.

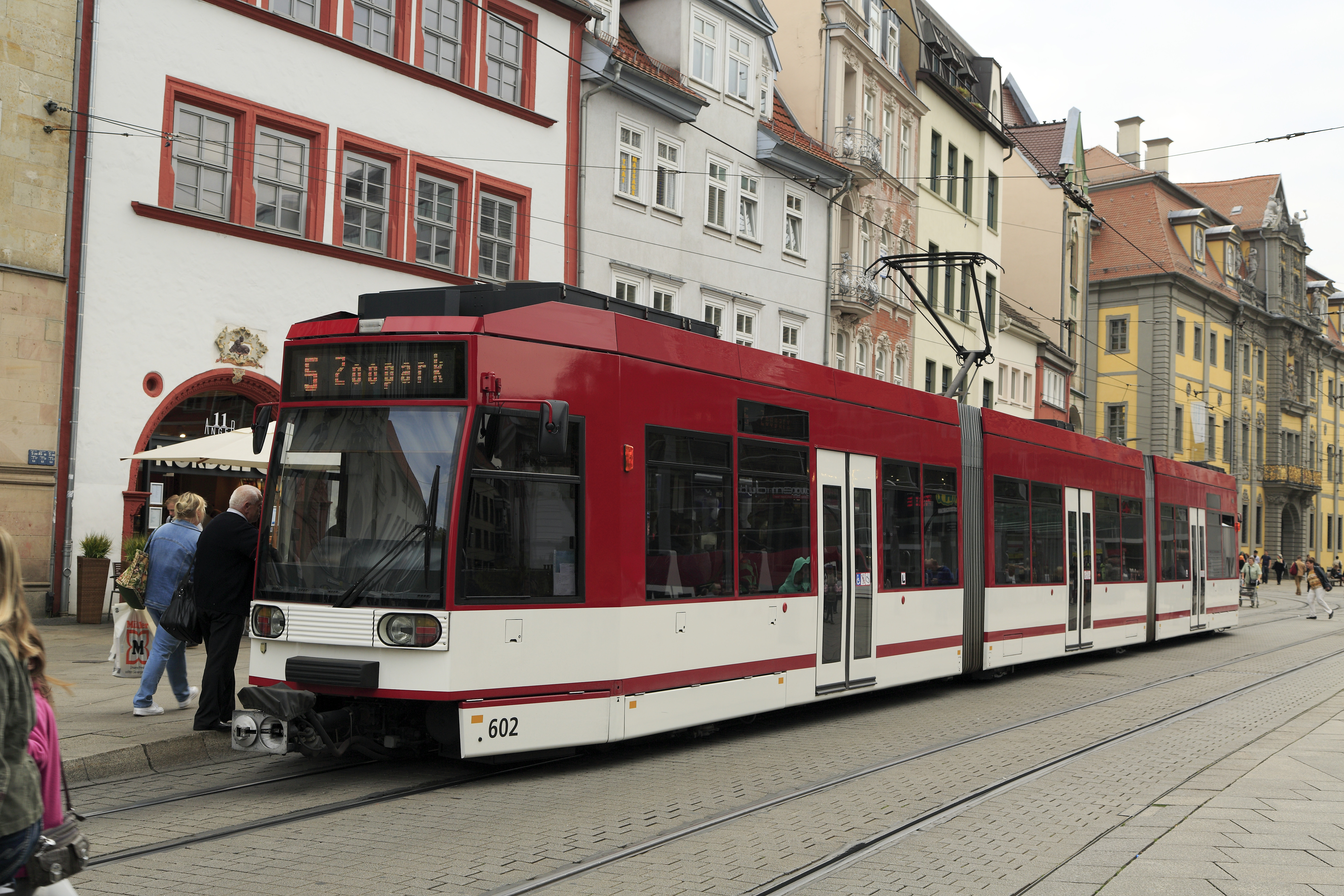
MGT6D 602 am Anger

Die Wagen können in Doppeltraktion fahren. Die Doppeltraktionen aus Einrichtungsfahrzeugen sind an Schultagen von Montag bis Freitag auf der Linie 3 anzutreffen. Auch Doppeltraktionen aus Zweirichtungsfahrzeugen fahren gelegentlich auf diesen Linien. Solo sind die Wagen auf der Linie 6, an Sonntagen auch auf der Linie 1 anzutreffen. Problematisch wurden die lediglich drei vorhandenen Türen pro Fahrzeug angesehen, die einen zügigen Fahrgastwechsel erschweren könnten. Aus diesem Grund wurde auch von einer weiteren Beschaffung abgesehen, weshalb die EVAG anschließend auf den Kauf von Combino-Bahnen umstieg. In der Praxis stellen die wenigen Türen jedoch kein Problem dar.
Von 2011 bis 2014 wurden alle MGT6D saniert. Dabei erhielten die Fahrzeuge Neulack sowie einen sanierten Fahrgastraum. Eingebaut wurden unter anderem auch neue LED-Linienanzeigen und LCD-Bildschirme innen. 2014 erhielten alle Fahrzeuge außerdem ein neues integriertes Bordinformationssystem (IBIS) vom Typ Trapeze ITT.

### Combino

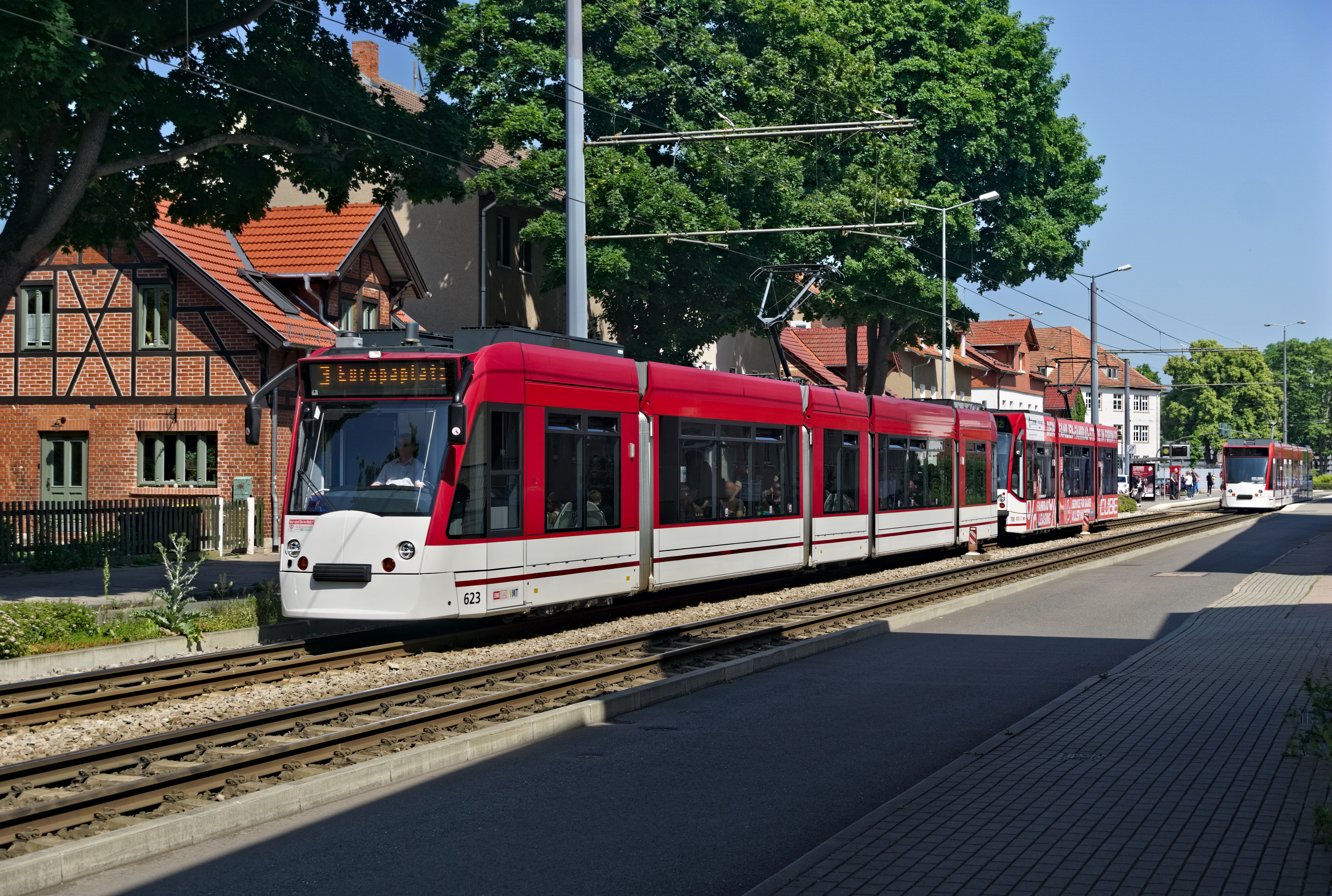
Doppeltraktion eines Combino Basic und eines dreiteiligen Combino Advanced in der Melchendorfer Straße

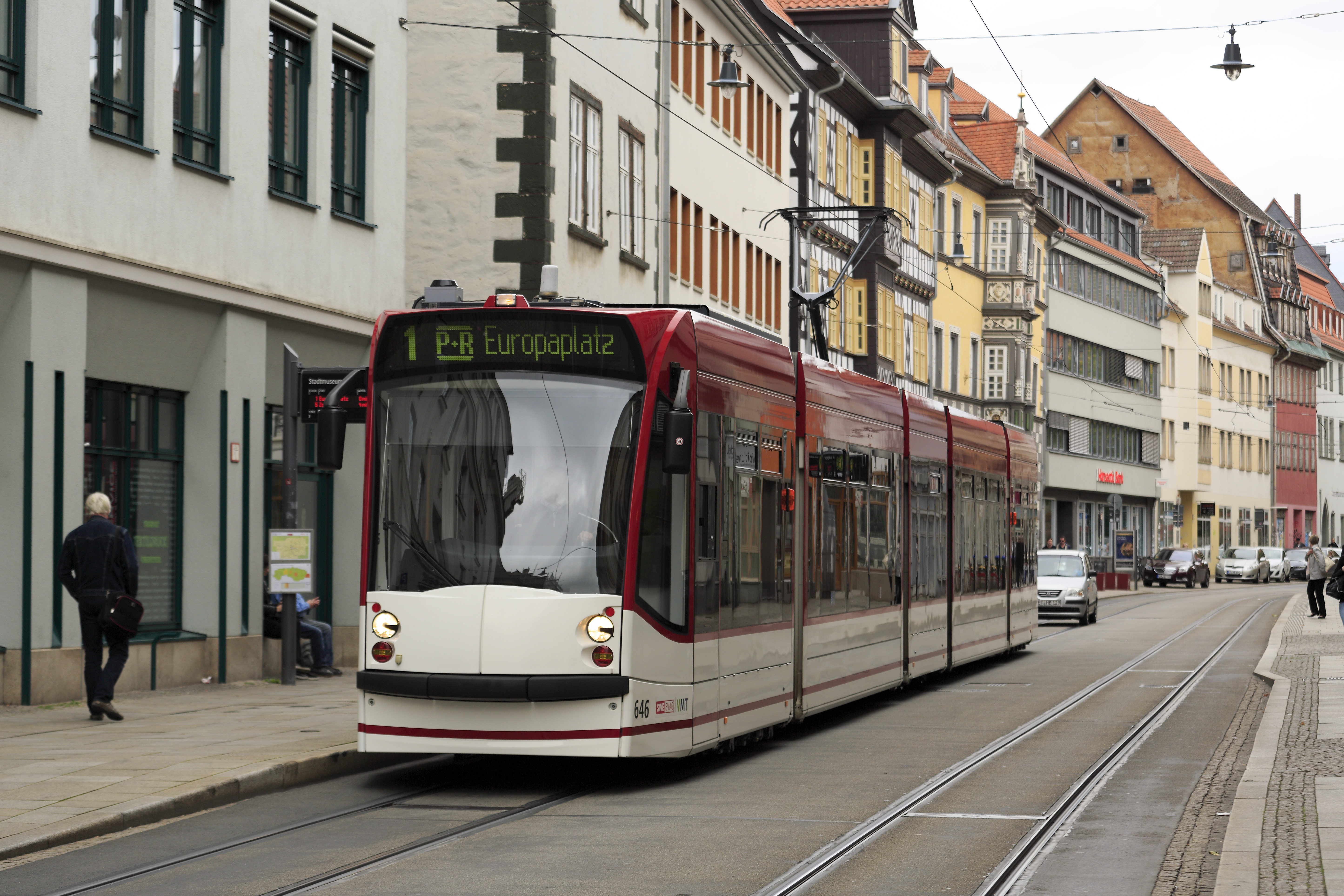
Fünfteiliger Combino Advanced in der Johannesstraße

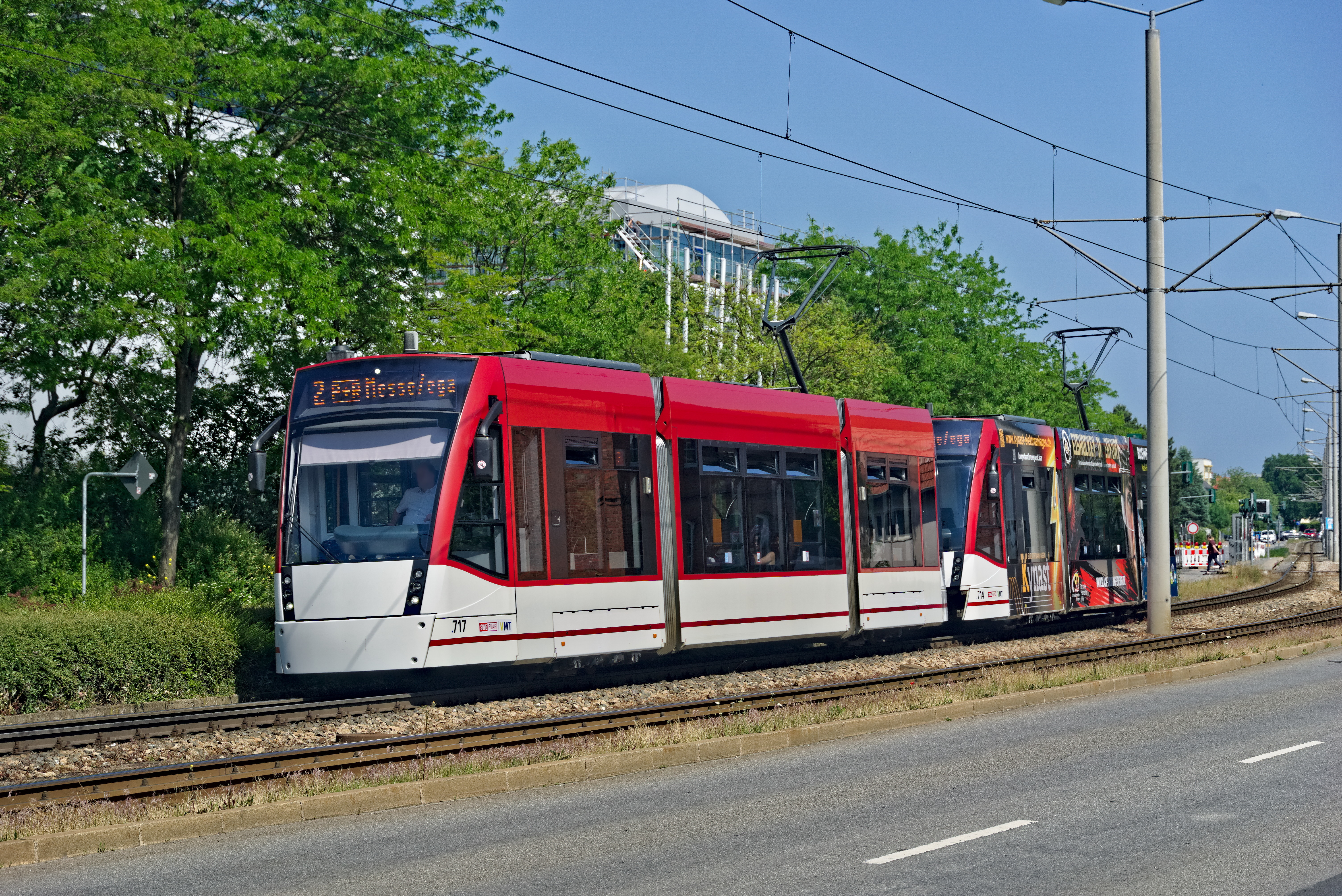
Doppeltraktion zweier Combino Classics in der Kranichfelder Straße

Im Jahr 2000 kaufte die EVAG sieben fünfteilige Combinos vom Typ Basic. Von 2002 bis 2005 kamen noch 41 drei- und fünfteilige Combino Advanced hinzu. Zwölf weitere dreiteilige Combino Classic wurden in den Jahren 2011 und 2012 in Dienst gestellt. Die EVAG besitzt somit insgesamt 60 Combinos (36 fünfteilige und 24 dreiteilige). Diese sind zu 100 % niederflurig und erreichen eine Höchstgeschwindigkeit von 70 km/h. Die fünfteiligen Combinos besitzen sechs Türen und haben ein Fassungsvermögen von 155 Personen. Die dreiteiligen Versionen haben vier Türen und sind für 105 Personen zugelassen.
Doppeltraktionen des fünfteiligen und des dreiteiligen Typs verkehren montags bis freitags auf der Linie 3, 4 und 5, Bei Veranstaltungen auf der Messe oder ega auch auf der Linie 2.
Doppeltraktionen zweier dreiteiliger verkehren wochentags auf den Linien 2, vereinzelt auch auf der Linie 1 und 6, am Wochenende auf allen Linien. 
Fünfteilige Combinos werden von Montag bis Freitag auf den Linien 1, 2 und 6, am Samstag 1, 2, 4, 5, und 6, am Sonntag auf allen Linien eingesetzt.
Im Januar 2025 wurde auch eine Probefahrt mit einer Dreifachtraktion der dreiteiligen Combino Classics durchgeführt.
Alle Combinos bis Baujahr 2003 wurden von 2005 bis 2009 erneuert. Die restlichen Fahrzeuge wurden bereits mit sanierten Elementen geliefert. Sieben fünfteilige Fahrzeuge des Typs Advanced erhielten eine Spurkranzschienenschmieranlage und ersetzten damit den ehemaligen Schienenschmierwagen 430 (Kennzeichnung mit rotem Punkt). Zwei Basics, neun fünfteilige Advanced, zwei dreiteilige Advanced sowie alle zwölf Classics besitzen eine Fahrgastzähleinrichtung (Kennzeichnung mit blauem Punkt). 2014 erhielten alle Fahrzeuge ein neues integriertes Bordinformationssystem (IBIS) vom Typ Trapeze ITT.

### Tramlink
Am 2. Februar 2018 veröffentlichten die Stadtwerke Erfurt die Ausschreibungsunterlagen zur Lieferung von bis zu 24 Multigelenkniederflurstraßenbahnen zur Lieferung bis 2021. Im März 2018 begann ein europaweites Verhandlungsverfahren mit vorgeschaltetem Teilnahmewettbewerb.
Gefordert wurden folgende technische Merkmale: Multigelenkbauweise, Einrichtungsfahrzeug, Wagenkastenbreite maximal 2.300 mm, Achslast maximal 10 Tonnen, Niederfluranteil 100 %, kleinster befahrbarer Bogenhalbmesser 16 m, stärkste Längsneigung 6 %, Fahrdrahtspannung 750 V, 240 zur Beförderung zugelassene Personen (Summe aus Sitzplätzen und Stehplätzen bei 4 Pers. / m²), Einstiegshöhe 300 mm über SO (neue Radreifen, unbesetztes Fahrzeug).

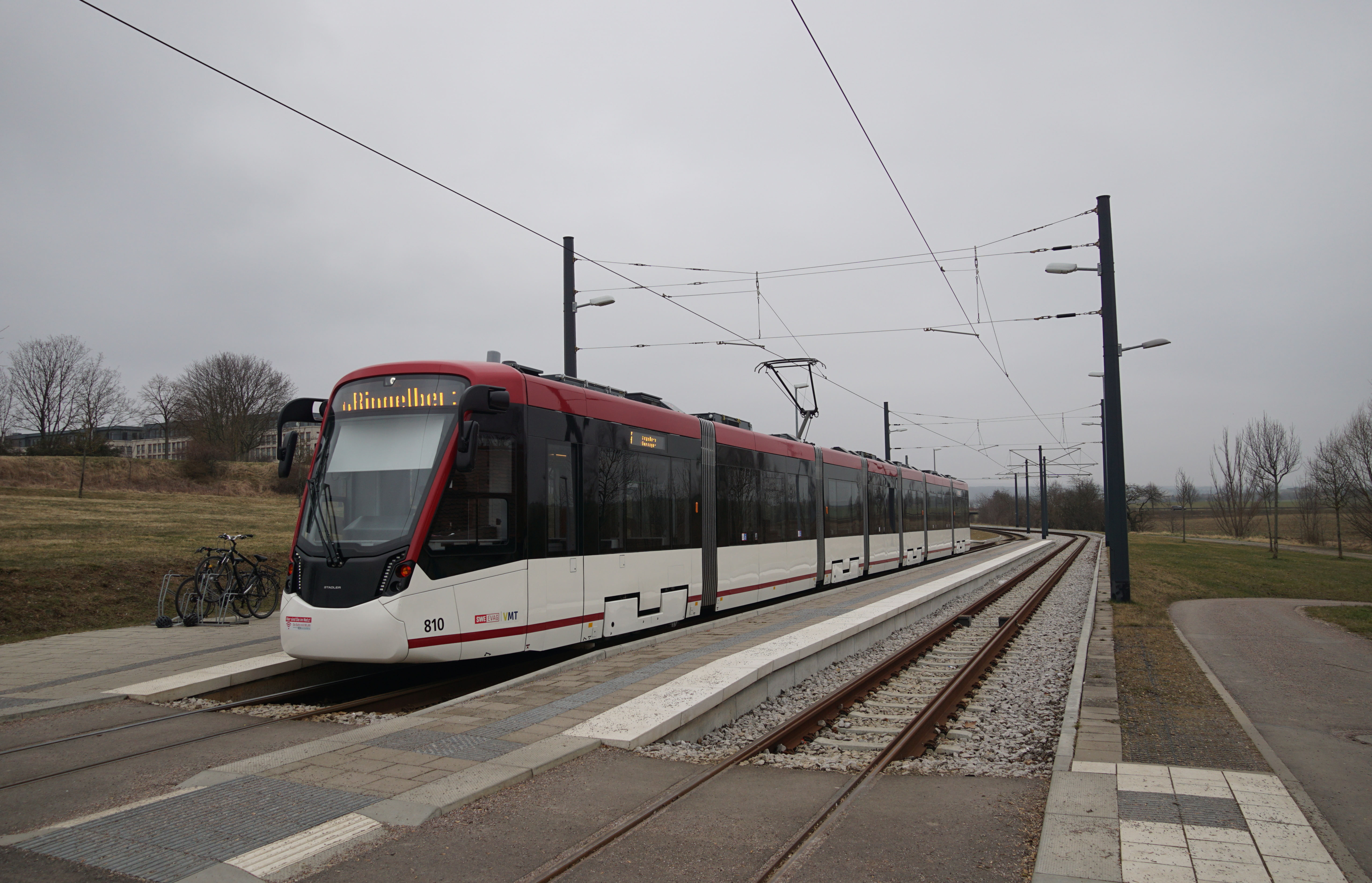
Stadler Tramlink, Bindersleben

Zu Instandhaltungszwecken soll es technisch möglich sein, ggf. unter Verwendung eines Hilfsfahrgestelles an dem Fahrzeug eine sog. Schnelltrennung in 2 rangierfähige Teile mit einer Länge von maximal 32 m auszuführen. Es werden 7 Fahrgasttüren gefordert, 5 davon müssen Doppeltüren sein, 2 Türen in den Endmodulen dürfen Einzeltüren sein. Mittelfristig ist die Beschaffung dieser Fahrzeuge als Ersatzbeschaffung für die abzustellenden MGT6D(E) vorgesehen. 8 Fahrzeuge sind bis zu 31. Dezember 2020, 6 weitere Fahrzeuge bis 15. März 2021 zu liefern. 10 Optionsfahrzeuge bis zum Jahr 2026.
Der Zuschlag erfolgte im Oktober 2018 an die Firma Stadler. Die 14 Fahrzeuge des Typs Tramlink werden in der Nähe von Valencia (Spanien) und Berlin-Pankow gebaut und sollten ab Ende 2020 in Betrieb gehen. Die neuen Straßenbahnen kosten 56 Millionen Euro und bieten Platz für 248 Fahrgäste und 102 Sitzplätze.
Am 1. Juli 2021 begann der Einsatz im Linienbetrieb auf der Linie 2 mit dem Fahrzeug 801. Nach anfänglichem Einsatz auf der Linie 2 waren die vorhandenen Wagen ab Anfang August 2021 auch auf der Linie 3 unterwegs. Seit Ende der BUGA in Erfurt im Oktober 2021 werden die Tramlinks im gesamten Netz eingesetzt und verkehren wochentags hauptsächlich auf den Linien 4 und 5, vereinzelt auch auf der Linie 1, 2 und 3 sowie am Wochenende ausschließlich auf der Linie 3.
Im Mai 2023 wurde die Einlösung der in der Erstbestellung vereinbarten Option von zehn weiteren Fahrzeugen bekanntgegeben. Die Züge sollen ab 2025 geliefert werden und 2026 in den Linieneinsatz gehen.

### Übersicht
| Modell           | Hersteller   | Teile | Nummern | Anzahl | Baujahre  | Bestand 2022 | Sitzplätze | Stehplätze | Bemerkung                 |
| ---------------- | ------------ | ----- | ------- | ------ | --------- | ------------ | ---------- | ---------- | ------------------------- |
| KT4D             | ČKD Tatra    |       | 401–556 | 156    | –1990     | 5            |            |            | Für Sonderfahrten         |
| MGT6D            | Siemens      |       | 601–604 | 4      | 1994      | 4            | 171        | 171        |                           |
| MGT6DE           | Siemens      |       | 605–616 | 12     | 1996–1998 | 11           | 175        | 175        | 607 ist Ersatzteilspender |
| Combino Basic    | Siemens      | 5     | 621–627 | 7      | 2000      | 7            | 155        | 155        |                           |
| Combino Advanced | Siemens      | 5     | 628–656 | 29     | 2002–2005 | 29           | 155        | 155        |                           |
| Combino Advanced | Siemens      | 3     | 701–712 | 12     | 2002–2005 | 12           | 105        | 105        |                           |
| Combino Classic  | Siemens      | 3     | 713–724 | 12     | 2011–2012 | 12           | 105        | 105        |                           |
| Tramlink         | Stadler Rail | 7     | 801–814 | 14     | 2021–2022 | 14           | 102        | 146        |                           |
| Tramlink         | Stadler Rail | 7     |         | 10     | 2025–     | 0            |            |            |                           |

### Sonderfahrzeuge
Die EVAG besitzt zusätzlich einige Sonderfahrzeuge, die zur Streckenwartung notwendig sind oder als historische Triebwagen für touristische Zwecke eingesetzt werden.
An Arbeitsfahrzeugen existieren u. a.:
- T2D mit der Möglichkeit einen Schneepflug anzubringen, Wagennummer: 2
- G4-65 von 1967 für Wartungsarbeiten an der Fahrleitung (ursprünglich Gütertransportwagen, mit A-Teil eines zweiten Wagens umgebaut), Wagennummer: 21 (nur noch im Betriebshof Südost genutzt)
- KT4D von 1979 als Multifunktionsfahrzeug für Mess-, Fahrschul- oder Schmierfahrten (von Januar 2006 bis November 2010 umgebaut, vorher Schienenschmierwagen bis Januar 2006 als Wagennummer 430), Wagennummer: 1
- KT4D von 1987 als Multifunktionsfahrzeug für Mess-, Fahrschul-, Schienenreinigungs- oder Schmierfahrten (von 2014 bis 2022 umgebaut, vorher Sonderfahrtswagen bis 2014 als Wagennummer 520), Wagennummer: 4

Bereits in früheren Jahren erfolgte die Modernisierung von Fahrzeugen, um die Nutzungsdauer und den Wert zu erhöhen, gut erhaltene Wagen wurden auch an andere Verkehrsbetriebe weitergegeben (z. B. Eisenach, Mühlhausen, Nordhausen). Dies führte jedoch dazu, dass im Vergleich zu anderen Städten der Gedanke an den Einsatz von Museumswagen recht spät aufkam bzw. mit dem Standardtriebwagen der Bauart Gotha von 1938 ein geeigneter Wagen erst vergleichsweise spät zurückerworben werden konnte. Die Art der Erhaltung ist gegenüber Museumsfahrzeugen anderer Städte tendenziell eher historisierend als historisch (Nutzung von Scherenstromabnehmern mit zwei Schleifleisten an der Stromabnehmerwippe bei den Triebwagen der Gothaer Bauarten (Triebwagen 3, 92, 178, 190), Einbau gastronomischer Einrichtungen (Zapfanlage, Tische) und entsprechende Ausschmückung (Tischlampen) des Innenraumes eines der Beiwagen der Gothaer Bauart (Beiwagen 274) bzw. Umbau zu Cabriowagen (Beiwagen 275), kompletter Umbau der Inneneinrichtung für gastronomische Zwecke (Bar, Toilette, Klimatisierung) und entsprechende Ausschmückung eines der Triebwagen der Gothaer Bauart (Triebwagen 190), neuzeitliche Werbung (für Stadtrundfahrten) am Tw 178 und großflächige Dekoration am Tw 190), die Nutzung erfolgt hierbei vorrangig im touristischen Bereich.
An historischen Fahrzeugen, die beispielsweise für Stadtrundfahrten genutzt werden, existieren:
- Standardtriebwagen von 1938 aus der Gothaer Waggonfabrik, bis 1965 in Erfurt im Liniendienst, danach in Eisenach und in Gotha (bis 1980), Wagennummer: 92
- T2D gebaut 1967 von ČKD in Prag, bis 1992 in Gotha im Liniendienst, Wagennummer: 3
- G4-65 von 1965 und 1967 aus der Gothaer Waggonfabrik, bis 1992 bzw. 2000 in Gotha im Liniendienst, Wagennummer: 178 (seit 2014 abgestellt) und 190
- dazugehörige Beiwagen von 1967 und 1969, ebenfalls bis 1999 bzw. 2001 in Gotha im Liniendienst, Wagennummer 274 (Barwagen) und 275 (Cabriowagen)
- KT4D von 1986, rot-weiße Lackierung, 1994–2014 mit besonderer Außengestaltung versehen (ab 1994 „100 Jahre Elektrische Straßenbahn“, ab 2003 „120 Jahre Erfurter Nahverkehr“, ab 2008 „125 Jahre Erfurter Nahverkehr“), bis 1999 im Liniendienst, 2015 Umbau auf Choppersteuerung, Wagennummer: 512
- KT4D von 1987, rot-weiße Lackierung, bis 2013 im Liniendienst, 2013 Umbau auf Choppersteuerung, Wagennummer: 522
- KT4D von 1987, rot-weiße Lackierung, bis 2012 im Liniendienst, 2014 Umbau auf Choppersteuerung, Wagennummer: 530

### Fahrgastinformation
Fahrgastansagen in Erfurt sprach sowohl in Bussen als auch Straßenbahnen Annette Wurbs. Damit hatte Erfurt den letzten Straßenbahnbetrieb in Deutschland, der Ansagen von ihr verwendete. Sie wurden schrittweise durch die Computerstimme „Petra“ ersetzt. Bis Ende Oktober 2024 wurden alle Ansagen durch eine gänzliche neue, weibliche Ansagenstimme ersetzt, was zu einem einheitlichen Klangbild führt. Bisher wurden nur ggf. Änderungen und Zusätze, jedoch nicht die ganze Ansage, mit der Computerstimme „Petra“ nachproduziert, sodass die betroffenen Ansagen in Teilen tatsächlich eingesprochen, in anderen Teilen computergeneriert waren.
Bei Türfreigabe werden Fahrgäste akustisch über Linie und Ziel informiert. Dies wird ermöglicht, indem die Fensterscheiben im Türbereich zum Schwingen gebracht werden und diese als eine Art „Lautsprecher“ fungieren.
Im Zeitraum 2014–2021 wurden in allen Fahrzeugen die LED-Innenanzeigen durch TFT-Monitore von Lawo ersetzt. Außerdem erhielten einige Wagen LED-Anzeigen, ebenfalls von Lawo. Die Tramlinks erhielten ab Werk eine Ausstattung mit Bustec-Monitoren, jeweils zwei nebeneinander, wobei auf dem in Fahrtrichtung linken Monitor der Fahrtverlauf sowie Anschlüsse und auf dem anderen Monitor (Eigen-)werbung angezeigt wird.
Eine weitere Besonderheit ist, dass in den verschiedenen Fahrzeugtypen Fahrtzielanzeigen von verschiedenen Herstellern zum Einsatz kommen. So sind in den Tatra-Wagen Flip-Dot-Anzeigen von Lawo, in den DUEWAG-, Combino Basic- und Combino Classic-Fahrzeugen sowie im Combino Advanced-Wagen „635“ LED-Anzeigen von Lawo, in den restlichen Combino Advanced Klapp-Dot-Anzeigen vom Hersteller Annax und in den Stadler Tramlinks Bustec-LED-Anzeigen verbaut.

## Betriebshöfe und Wendeanlagen

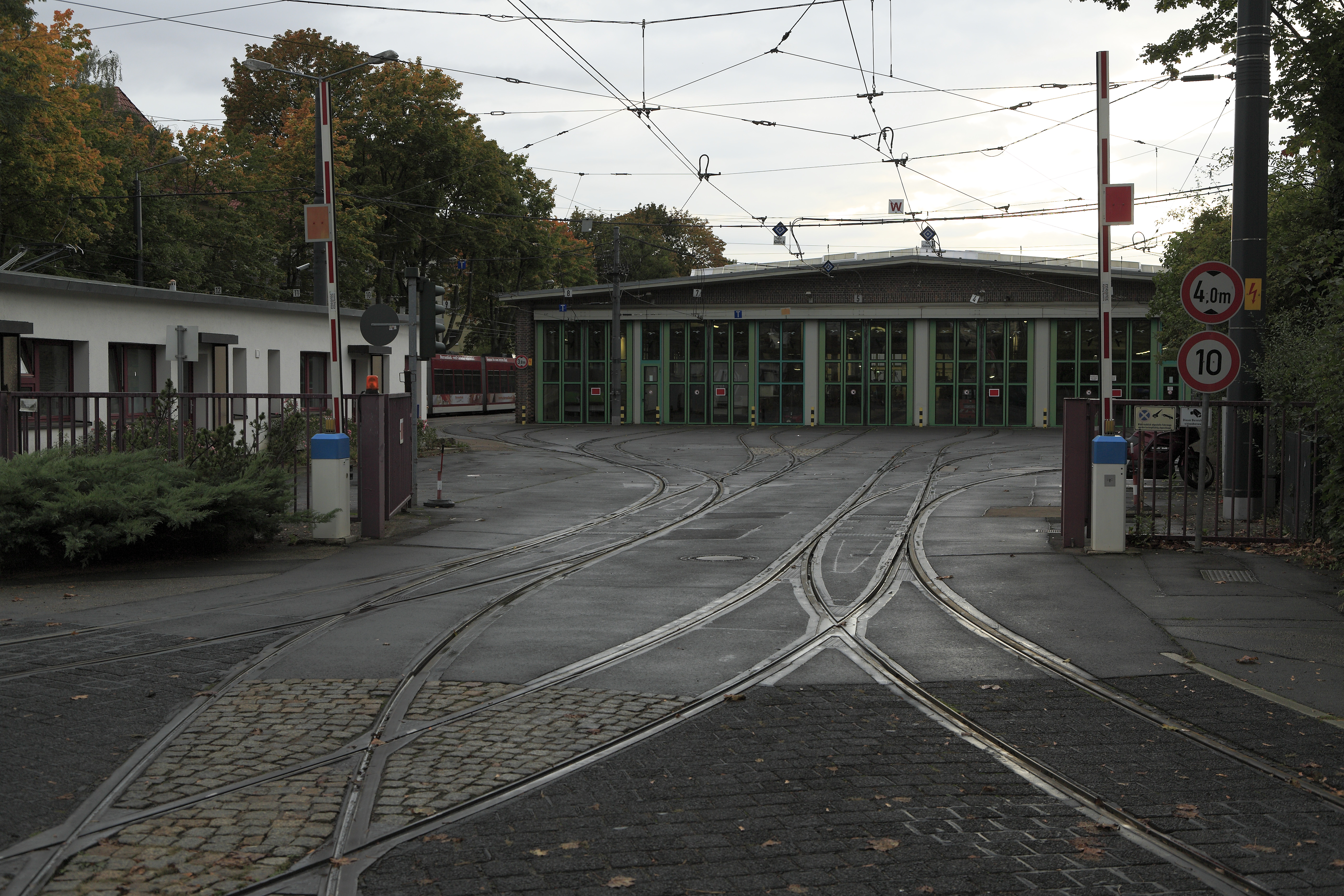
Straßenbahn-Betriebshof an der Nordhäuser Strecke (Klinikum)

Die EVAG unterhält für die Stadtbahn drei Betriebshöfe. Der älteste befindet sich an der Magdeburger Allee, Höhe Lutherkirche (an den Linien 1 und 5), der zweite an der Nordhäuser Straße, Höhe Klinikum (an den Linien 3 und 6) und der größte und jüngste am Urbicher Kreuz im Südosten Erfurts (Endstelle der Linie 3). Als Provisorium in der Zeit vor dem Bau des Betriebshofes am Urbicher Kreuz existierte gegenüber dem Betriebshof an der Nordhäuser Straße eine mehrgleisige Freiabstellfläche, die über die dortige Wendeschleife angeschlossen war. Das Gelände ist heute Teil des Klinikums und mit einem Parkhaus überbaut.
Die meisten Züge der Stadtbahn Erfurt sind Einrichtungsfahrzeuge, das heißt, sie benötigen eine Wendeschleife. Diese befinden sich an den Endhaltestellen Europaplatz (Linien 1/3), Thüringenhalle (1), P+R-Platz Messe (2), Wiesenhügel (2), Urbicher Kreuz (3), Bindersleben (4), Ringelberg (4), Zoopark (5), Löberwallgraben (5), Steigerstraße (6) und Rieth (6). Auch an der außerhalb des Berufsverkehrs von jedem zweiten Zug genutzten Zwischenendstelle der Linie 4 am Hauptfriedhof befindet sich eine Wendeschleife. Zusätzliche Wendeschleifen bzw. Blockumfahrungen, die z. T. aber nicht ständig im Linienverkehr genutzt werden, befinden sich in der Marie-Elise-Kayser-Straße hinter dem Klinikum (3/6), an der Grubenstraße (5), an der Neuwerkstraße (4), am Brühler Garten (4), an der Günterstraße (4), an den Haltestellen Stadion Ost (2/3), Sozialversicherungszentrum (2/3) und Melchendorf (3). Die Wendemöglichkeit am Brühler Garten wird im Schülerverkehr sowie planmäßig von einzelnen Fahrten am Tagesrand genutzt. Insgesamt gibt es 21 Wendeschleifen. Zusätzliche Wendemöglichkeiten bestehen theoretisch auch an Gleisdreiecken, welche sich am Abzweig zum Wiesenhügel (2/3), am Hauptbahnhof (1/2/3/5/6), am Anger (1/2/3/4/5/6) und an der Nordhäuser/Warschauer Straße (1/3/6) befinden, sowie an den Gleisdreiecken und Wendeschleifen an bzw. in den Betriebshöfen.